# Arquitetura

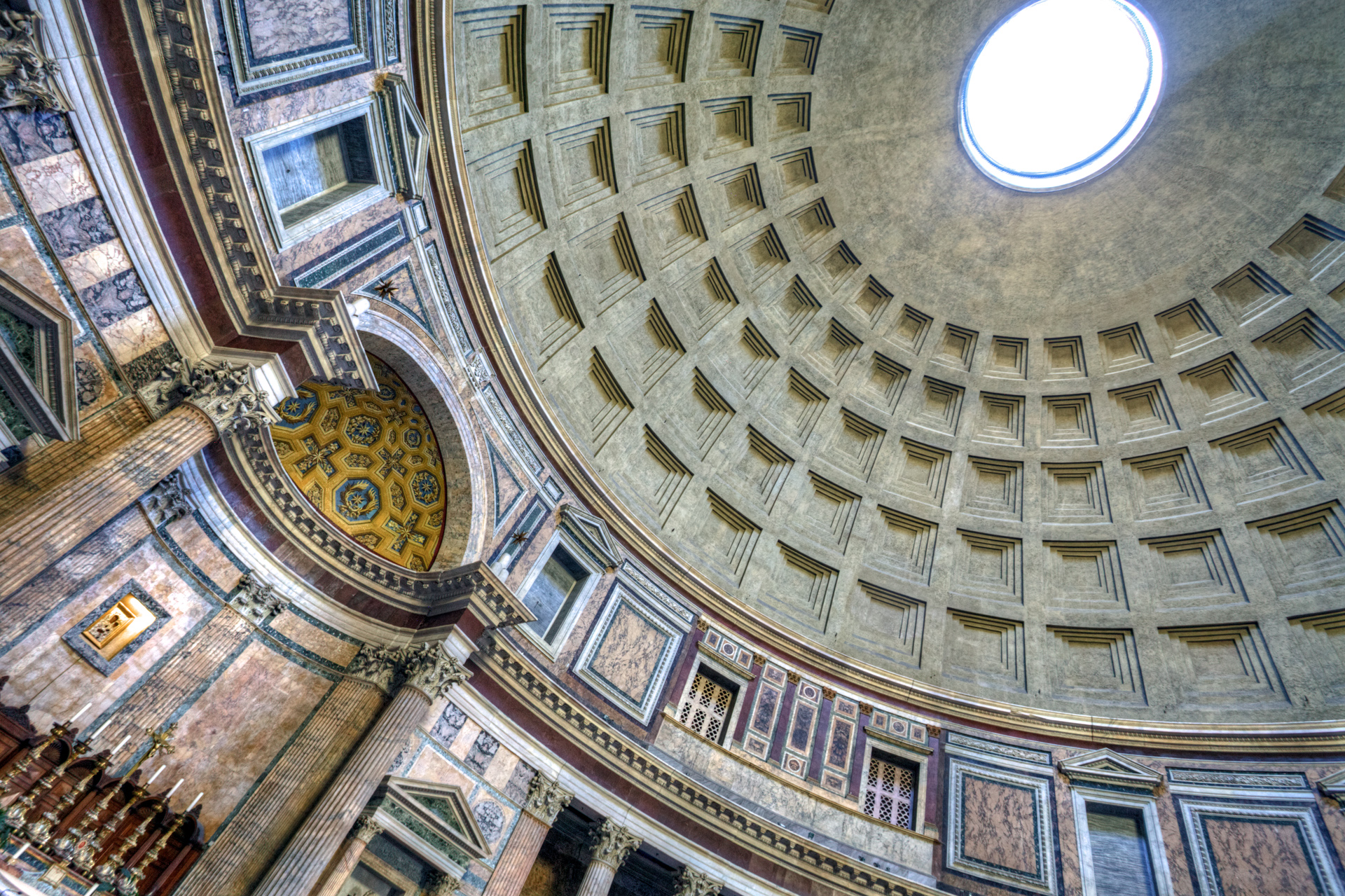
O interior do Panteão, obra icônica da arquitetura romana que inovou nas técnicas construtivas e resistiu ao tempo.

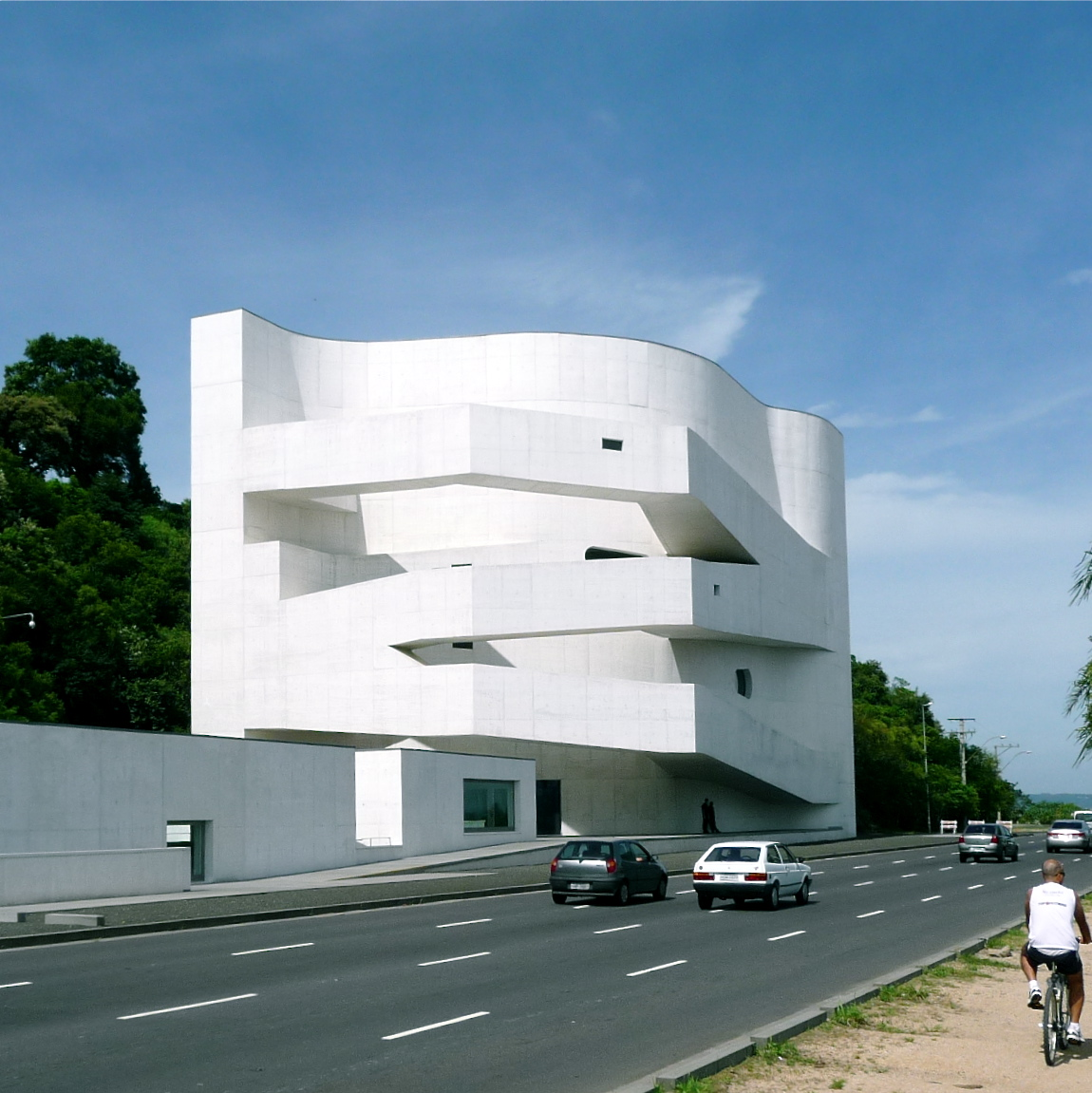
O prédio da Fundação Iberê Camargo, projetado por Álvaro Siza, é um exemplo de arquitetura contemporânea.

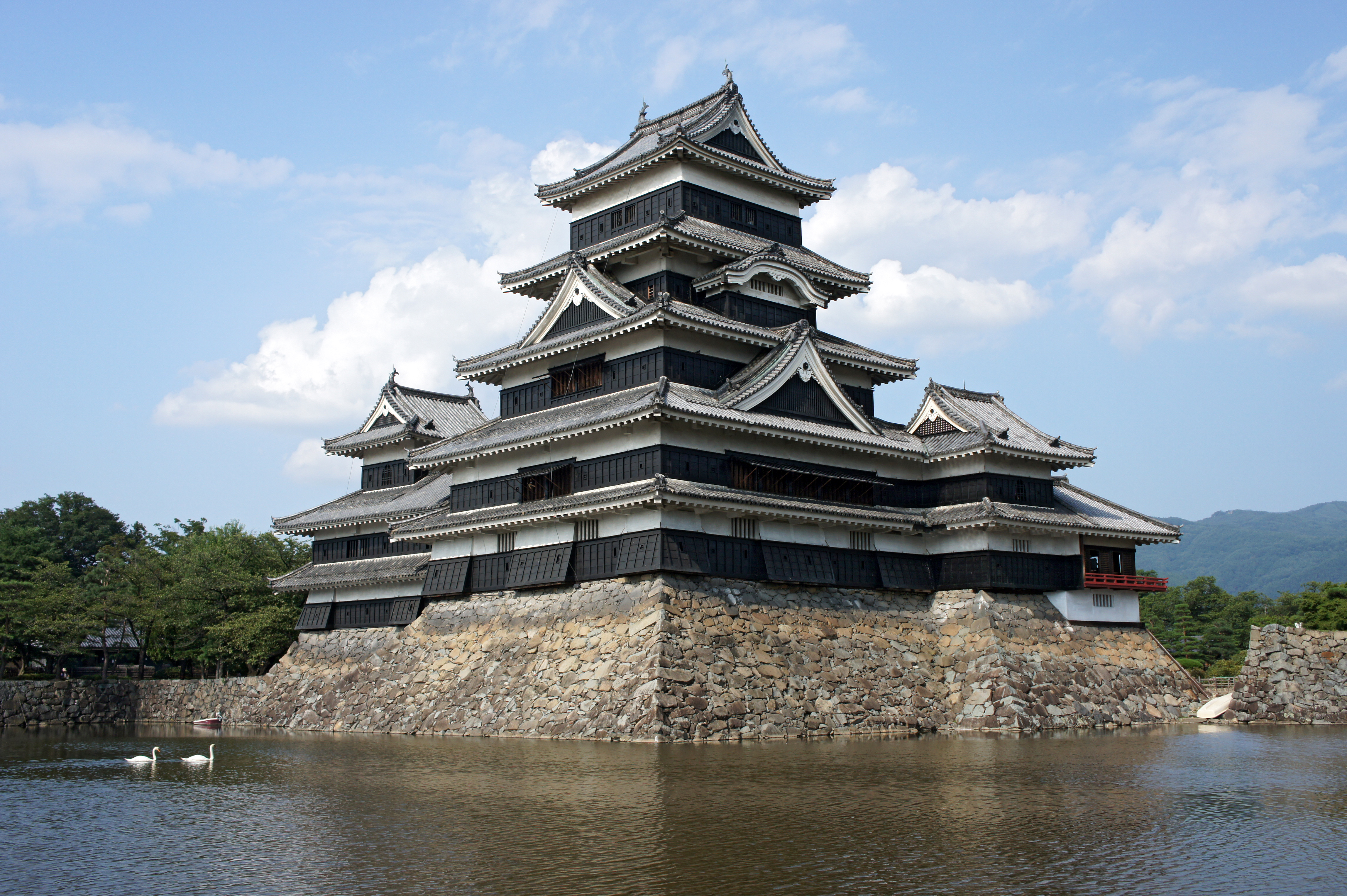
Castelo de Matsumoto em Nagano, Japão. A arquitetura é um dos elementos culturais mais conhecidos de várias nações.

Arquitetura (em latim: architectūra, ae) é a disciplina que tem como finalidade a organização do espaço antropizado em que vive o ser humano.  É a arte e a técnica de projetar e construir, distinguindo-se das habilidades associadas à construção. É tanto o processo quanto o produto de esboçar, conceber, planear, projetar e construir edifícios ou outras estruturas. É a arte de moldar e criar espaços utilizáveis para as necessidades humanas. O termo em latim: architectūra; em grego clássico: ἀρχιτέκτων (arquiteto); em grego clássico: ἀρχι- (chefe) em grego clássico: τέκτων (criador).
A principal aplicação da palavra se refere ao projeto de edifícios pela humanidade, uma área de atuação multidisciplinar que trabalha entre arte e ciência, de uma esfera profissional tradicionalmente limitada apenas à arte da construção, o conceito de arquitetura progressivamente definiu e ampliou o seu significado específico para a arte de conceber e projetar, passando a abranger todas as modificações não aleatórias feitas pelo homem no ambiente físico e em várias escalas a do projeto de paisagens, cidades, interiores, cenários, design de interiores (Mobiliário) e objetos individuais - áreas como paisagismo, urbanismo, design industrial e planejamento regional estão, assim, diretamente relacionados com a arquitetura, sendo muitas vezes ensinados junto com esta em escolas. Desde o Renascimento, a arquitetura é considerada uma das artes plásticas. Sociologia e filosofia também estão presentes, com tendências como racionalismo, construtivismo e fenomenologia sendo parte importante da história e das teorias da arquitetura. O trabalho do profissional, chamado arquiteto ou arquiteta, envolve, portanto, toda a escala da vida humana, desde a manual até a urbana.
A arquitetura como atividade humana existe desde que o homem passou a se abrigar das intempéries, e desde então foram feitas muitas definições pelos mais diversos estudiosos, arquitetos ou não. Vitrúvio, em De architectura, define como o núcleo da arquitetura o equilíbrio entre beleza (Venustas), firmeza estrutural (Firmitas) e comodidade e função (Utilitas). Para William Morris, a "arquitetura abrange a consideração de todo o ambiente físico que envolve a vida humana: não podemos evitá-lo enquanto fazemos parte da civilização, porque arquitetura é o conjunto de modificações e alterações introduzidas na superfície da Terra para atender às necessidades humanas, exceto apenas o deserto puro". Em Curso de Estética, Hegel coloca a arquitetura como uma das artes ancestrais, posição mantida por Ricciotto Canudo no notório Manifesto das Sete Artes. Nas definições acadêmicas brasileiras, é considerada uma ciência social aplicada.
Definir arquitetura é difícil, pois o fenômeno arquitetônico sempre esteve presente na cultura humana, adquirindo características, definições, funções, aspectos espaciais e construtivos muitas vezes diferentes ou até conflitantes de civilização para civilização ou de época para época. Há, porém uma diferença ― muito importante ― entre construção e arquitetura. Os animais podem construir. Os cupins constroem ninhos altíssimos no sertão australiano. Os pássaros constroem ninhos, as abelhas constroem colmeias, inigualáveis no senso inato da geometria e no conhecimento de materiais leves. Os orangotangos são primatas que constroem os ninhos mais complexos entre os símios. Os humanos, todavia, desenvolveram a arquitetura, a qual é, grosso modo, a ciência e a arte de construir, sendo mais poético, o momento em que um edifício é imbuído de uma magia sábia que o transforma de mero abrigo em obra de arte consciente de si. Essa arte pode tanto ofender e confundir como deleitar.

## Etimologia
A palavra Arquitetura tem origem do grego arkhitékton, onde αρχή [arkhé] significa "primeiro", "principal" ou "chefe", e τέχνη [tékhton] que significa que significa "engenheiro", "arquiteto-chefe" , "primeiro arquiteto" ou "arquiteto" propriamente dito. O termo assim originou tanto a palavra para se referir a obra feita pelo arquiteto quanto ao próprio profissional arquiteto, que seria, portanto, o "construtor principal" responsável pela obra. O termo grego passou para o latim como architectūra para se referir a profissão e architectus para se referir ao profissional, de onde originaram os termos em português. A palavra foi grafada como arquitetura até o Acordo Ortográfico de 1945.
O primeiro termo, ἀρχή – ligado a ἀρχειν (árchein), “princípio”, “comandar” – expressa no grego antigo o significado de “empreendimento ”, “início”, “origem ”, “fundamento” ou “guia”. Introduzido por Anaximandro, ἀρχή encontra a sua primeira definição na Metafísica de Aristóteles (V, 1, 1012b-1013a), que foi preservada até os tempos modernos. Aristóteles distingue pelo menos seis significados do termo, que podem ser rastreados até os dois significados principais de ἀρχή, ou seja, primeiro em importância ou primeiro em ordem temporal. Quando a primazia dos valores e a primazia do tempo coincidem, ἀρχή expressa a divindade: Deus como o maior valor e a primeira causa de todas as coisas.
O segundo termo, τέκτων (técton), lembra vários significados, incluindo "inventar", "criar", "moldar", "construir": fazer técnica mas também arte, fazer manual mas também artesanato.
Encontramos a união dos dois termos em ἀρχιτέκτων pela primeira vez em Heródoto, Histórias (III, 60, 4), e destina-se a indicar quem fornece uma norma racional para a construção de qualquer coisa. A referência a construção ou moradia não é de forma alguma explícita; de fato, ἀρχιτέκτων originalmente lida com o que é "construível" em geral. Esta interpretação é sancionada por Vitrúvio, que define a arquitetura como uma atividade que “nascitur ex fabrica et ratiocinatione”, ou seja, a partir da capacidade fabril aliada à consciência teórica. Outro aspecto interessante é constituído pela permanência fonética e pela semelhança literal e gráfica que o termo preservou em muitas línguas europeias: architecture em inglês e francês, arquitectura em espanhol e português.

## Símbolo da arquitetura
A profissão costuma ser simbolizada com o compasso e o esquadro, que são instrumentos comuns no projeto da arquitetura ao longo da história e representam retidão e precisão. Juntos, permitem criar retas e curvas, simbolizando a capacidade de criar do arquiteto. A maçonaria também usa esses símbolos (porém eles costumam faze-lo com um "G" ao centro, que representa a geometria), visto que a origem desse grupo e muitas das suas tradições vem das guildas medievais de construtores e pedreiros (maçon é pedreiro em francês). Outro símbolo comum é o pilar ou mesmo a fachada dos templos gregos.

## Literatura e historiografia
O De architectura de Vitrúvio pode ser considerado o primeiro exemplo conhecido de historiografia arquitetónica, embora dificilmente se encaixe num gênero bem definido (um texto de literatura, história e costumes arquitetónicos do mundo grego e romano, um tratado teórico ou um manual prático). Partindo de Vitrúvio, portanto, é possível detectar uma série de textos manuscritos que oscilam ciclicamente entre simples guias técnico-descritivos, desde cadernos ou livros de estudo e levantamento com legendas (Livre de portraiture  de Villard de Honnecourt, século XIII) ou com anotações críticas, até escritos sobre proporções e técnicas de perspectiva, para confluir (a partir dos séculos XV-XVI) na produção sistemática de obras ainda em formato de manuscrito ou impressa (os tratados de arquitetura) que se tornam progressiva e constantemente fontes interpretativas, inspiradoras ou assertivas para os fundamentos teóricos da arquitetura em várias épocas históricas. Após os tratados dos arquitetos humanistas dos séculos XV e XVI (desde De re aedificatoria de L. B. Alberti, considerado o primeiro tratado de arquitetura do Renascimento, até A ideia de uma arquitetura universal de V. Scamozzi de 1615, considerado conclusivo daquela fase cronológica), chegamos à redação de textos do período barroco (Opus architectonicum de F. Borromini; os tratados de arquitetura civil de G. Guarini, etc.) ou dos chamados 'iluministas' franceses, E. Boullée (Arquitetura, ensaio sobre a arte, 1793-99) e C. N. Ledoux (L'Architecture considérée sous le rapport de l'art, des moeurs, et de la legislation, 1804). Ao mesmo tempo, na Itália, destaca-se a prolífica atividade literária de Francesco Milizia, que, em particular, com seu Principj di Architettura Civile (1781) contribuiu para difundir aqueles critérios tipológicos e funcionais (universidades, bibliotecas, academias, colégios, hospitais, bancos, bolsas de valores, cemitérios, etc.) constantemente repropostos ou criticados por arquitetos e diversas correntes historiográficas nos séculos seguintes. Além de tratados, dicionários e biografias, (a partir do final do século XIX) os próprios arquitetos desenvolveram textos teóricos com foco em diversos temas inerentes à arquitetura e a cidade (LH Sullivan, G. Semper, C. Sitte, A. Loos, B. e M. Taut, MJ Ginzburg, FL Wright , W. Gropius, Le Corbusier , G. Pagano Pogatschnig, EN Rogers, P. e A. Smithson, R. Venturi, R. Koolhaas etc.).
O desenvolvimento de uma indústria editorial setorial (revistas, boletins, anais, cadernos, etc.) amplia os limites da produção literária e historiográfica: exemplares para a Itália são as revistas Domus, Casabella, L'architettura. Cronache e Storia, Controspazio, Lotus etc., enquanto a nível internacional surgem iniciativas como L'Architecture d'aujourd'hui, o Journal of Architectural Historians, a Architectural Review. Desde o Renascimento, a historiografia sobre a arte tem tido um tratamento comum com a arte; Durante o século XX, e particularmente na Itália, isso foi acompanhado por uma historiografia mais estritamente especializada (S. Giedion, N. Pevsner, B. Zevi, L. Benevolo, M. Tafuri, R. Banham, J. Ackerman etc.).

## Definições e teorias
A arquitetura enquanto atividade é um campo multidisciplinar, incluindo em sua base a matemática, as ciências, as artes, a tecnologia, as ciências sociais, a política, a história, a filosofia, entre outros. Sendo uma atividade complexa, é difícil concebê-la de forma precisa, já que a palavra tem diversas acepções e a atividade tem diversos desdobramentos. Durante a história, várias tentativas de definir a arquitetura, suas particularidades e teorias surgem, e os seus conceitos modificam-se.

### A obra de Vitrúvio
De architectura é obra escrita sobrevivente mais antiga sobre arquitetura. Foi escrita pelo arquiteto romano Marcos Vitrúvio Polião no início do século I a.C. Está dividida em dez volumes, cada qual abordando um aspecto específico da arquitetura.

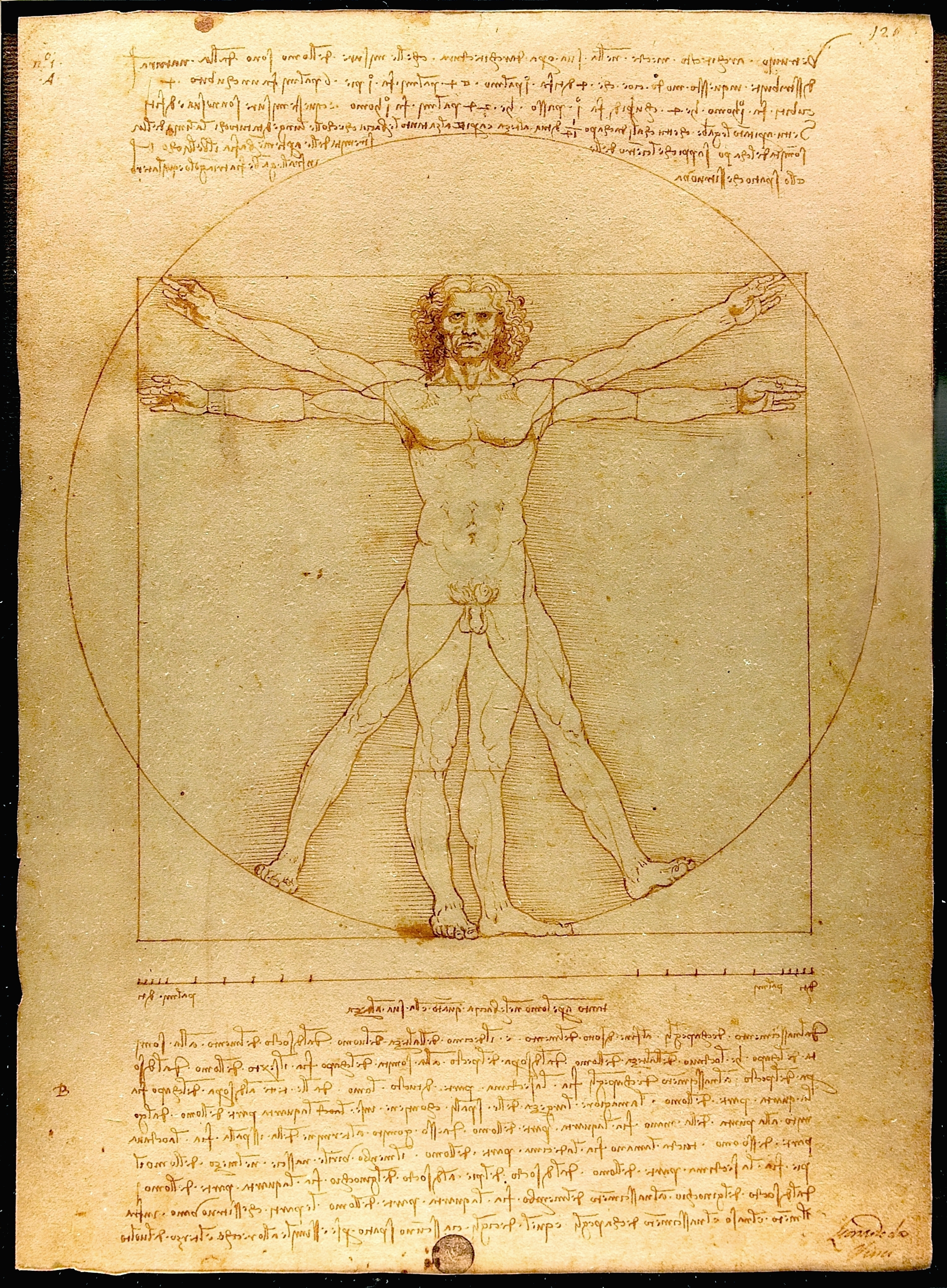
A interpretação de Leonardo da Vinci do homem de Vitrúvio. Esta obra sintetiza uma série de ideais a respeito da relação do homem com o universo. Da mesma forma, ela está associada à arquitetura, tanto quanto um instrumento de projeto quanto como um símbolo.

Nessa obra, Vitrúvio já cita que um arquiteto deveria ser bem versado em campos diversos como a música e a astronomia. A filosofia, em particular, destaca-se: de fato quando alguém se refere à "filosofia de determinado arquiteto" quer se referir à sua abordagem do problema arquitetônico. O racionalismo, o empirismo, o estruturalismo, o pós-estruturalismo e a fenomenologia são algumas das direções da filosofia que influenciaram os arquitetos ao longo da história.
Assim como seus sucessores teóricos, ele propõe uma definição de arquitetura:
"A arquitetura é uma ciência, surgindo de muitas outras, e adornada com muitos e variados ensinamentos: pela ajuda dos quais um julgamento é formado daqueles trabalhos que são o resultado das outras artes."
A definição de Vitrúvio, apesar de inserida em um contexto próprio, constitui a base para praticamente todo o estudo feito desta arte, e para todas as interpretações até a atualidade. Ainda que diversos teóricos, principalmente os da modernidade, tenham conduzido estudos que contrariam diversos aspectos do pensamento vitruviano, este ainda pode ser sintetizado e considerado universal para a arquitetura (principalmente quando interpretado, de formas diferentes, para cada época), seja para a atividade ou para o produto desta.
A parte mais conhecida da obra de Vitrúvio ficou conhecida como a tríade vitruviana - três aspectos que para ele seriam fundamentais para a arquitetura: firmitas (que se refere à estabilidade, ao caráter construtivo da arquitetura/resistência), utilitas (que na obra se refere à comodidade, e ao longo da história foi associada à função e ao utilitarismo) e venustas (associada à beleza e à apreciação estética). Desta forma, e segundo este ponto de vista, o arquiteto deve se esforçar para cumprir cada um desses três atributos da melhor maneira possível, e uma construção passa a ser chamada de arquitetura quando, além de ser firme e bem estruturada, possuir uma função e for, principalmente, bela.

#### Arquitetura e estabilidade: a estática
Firmitas se refere a estabilidade de um edifício. Para isso, o arquiteto precisa ter noções de estática da construção e da resistência dos materiais, que são os principais princípios da física, química e mecânica que garantem o equilíbrio do edifício, ou seja, manter-se de pé, funcionando e sem colapsar.
As forças que atuam em um edifício são muitas: o peso próprio da estrutura, as cargas acidentais - como pessoas, veículos e móveis - e ainda forças externas, devido a agentes atmosféricos como o vento e a neve, eventos corriqueiros como a maré ou um maior trânsito de veículos em algumas horas, ou eventos extraordinários, como terremotos, e tempestades. Apesar das inúmeras cargas e da estrutura muito complexa, os edifícios são solicitados por apenas dois tipos de ação: tração e compressão. Como cada força é compensada por outra de igual magnitude, mas de direção oposta, a condição de equilíbrio é alcançada quando a soma de todas as forças e seus momentos é zero.
Por mais que seja considerado um dos aspectos menos relacionados ao pensamento popular sobre a arquitetura, especialmente por ser associada as áreas mais técnicas, a firmeza estrutural é absolutamente essencial.

#### Arquitetura e utilidade: trabalho arquitetônico ou escultural?
Utilitas trata da comodidade, da utilidade ou da utilização. Para o crítico Bruno Zevi, o critério distintivo da arquitetura seria o interior da edificação: a presença ou ausência de um ambiente habitável que pudesse ser usado pelo homem era a condição de ser arquitetura; todo o resto era função dessa suposição. As consequências dessa afirmação seriam que edifícios feitos sem espaço interno (ou com um espaço irrelevante) não seriam arquitetura - Zevi apontou como exemplo as pirâmides de Gizé, enormes "esculturas" ao ar livre, mas que não seriam arquitetura. Nem mesmo os templos gregos seriam arquitetura, pois sua célula limitada estava destinada à habitação simbólica do deus e não ao uso dos indivíduos, que realizavam cerimônias religiosas fora.
Walter Gropius concordou basicamente com essa definição, embora a tenha adaptado em um sentido mais abstrato: para ele a arquitetura era a arte de organizar o espaço e se expressa através da construção de edifícios. A definição de Zevi é lógica, mas é muito rígida e exclui muitos trabalhos tradicionalmente considerados "arquitetônicos" do campo da arquitetura.
Se consideramos também a estrutura e a construção de uma obra, a definição poderia ser: quando um edifício é feito de acordo com os critérios de uma edificação, mesmo que não tenha um espaço interno, podemos falar de uma arquitetura e não de uma escultura. Portanto, fica claro em nossa maneira de pensar que uma escultura nasce da "esculpir" (isto é, da remoção) e um edifício da "construir" (isto é, de colocação): portanto, o Monte Rushmore, embora colossal, é intuitivamente considerado escultura e as pirâmides são consideradas arquitetura, mesmo que não tivessem uma arquitetura interior.
Um meio termo entre os dois conceitos é examinar a função das estruturas "construídas" que definimos edifícios: graças à utilidade (seja para acolher o corpo de um faraó, o espírito de um deus ou uma comunidade em oração), podemos falar sobre arquitetura, caso contrário, simplesmente falamos de escultura em larga escala. Até estruturas "abertas", como pontes ou anfiteatros, são dessa maneira incluídas na arquitetura. Assim, a utilidade e a função se tornam fatores que diferenciam a arquitetura de outras obras humanas.

#### Arquitetura e beleza: obra arquitetônica ou construção?
Venustas se refere a beleza da edificação. Há que se notar que Vitrúvio contextualizava o conceito de beleza segundo os conceitos clássicos. Portanto, a venustas foi, ao longo da história, um dos elementos mais polêmicos das várias definições da arquitetura. A construção, genericamente, poderia ser definida como a criação de edifícios para fins práticos, como de abrigo. O componente estético não seria assim necessariamente contemplado, ou seja, não se diz que o edifício não é um edifício por sua "beleza".
Até há alguns séculos, o fator discriminador era a presença ou não de um projeto teórico, de um desenho. Hoje, essa distinção se tornou um pouco complicada, porque no mundo moderno essas formas de construção espontânea sem design desapareceram e o uso do design também é necessário em obras simples. Pode-se dizer que, para falar de "estética" de uma obra arquitetônica, deve haver uma ideia, um conceito formal, que se soma às considerações estruturais e funcionais, e se torna explícito na forma da obra arquitetônica (nesse sentido, pode existir arquitetura espontânea). Assim, o desejo de expressão do arquiteto, determinado por seus sentimentos estéticos e artísticos, é expresso.
De fato, também existiu, e ainda existe em parte, uma separação entre quem lida principalmente (mas não apenas) com aspectos técnicos estruturais -  o engenheiro - e aquele que geralmente se dedica a aspectos estéticos - o arquiteto; embora hoje os dois campos se complementem e suas fronteiras não estejam mais tão definidas.
Entre os três elementos básicos da arquitetura, o visual, no sentido espacial e monumental, é o que mais nos impressiona. As qualidades estruturais são, na verdade, muitas vezes ocultas ou totalmente compreensíveis apenas por especialistas do setor; as qualidades funcionais são muitas vezes tidas como certas ou óbvias e, embora possam nos impressionar positivamente, deixam de nos impressionar profundamente como a monumentalidade. Por exemplo, podemos ficar impressionados com a conveniência de uma estação de trem ou com a recepção de uma igreja, mas é mais fácil sentirmos a sensação de beleza e grandiosidade dos prédios esculpidos na memória.
Nikolaus Pevsner identifica três elementos que contribuem para alcançar um efeito estético:
- o tratamento de superfícies, as relações entre espaços cheios e vazios, a disposição das aberturas e a presença de um aparato decorativo;
- a relação entre os diferentes blocos que compõem um edifício e sua articulação volumétrica;
- o efeito sensorial decorrente do tratamento do interior e da disposição dos vários ambientes.

A arquitetura aparece assim como uma arte espacial, capaz de modelar superfícies e volumes com os mesmos critérios de percepção e comunicação visual de pintores e escultores, que não se reduz apenas ao componente visual, mas que é também está ligado aos sentimentos que viver um espaço, além de vê-lo, consegue transmitir.

### Definições através da história

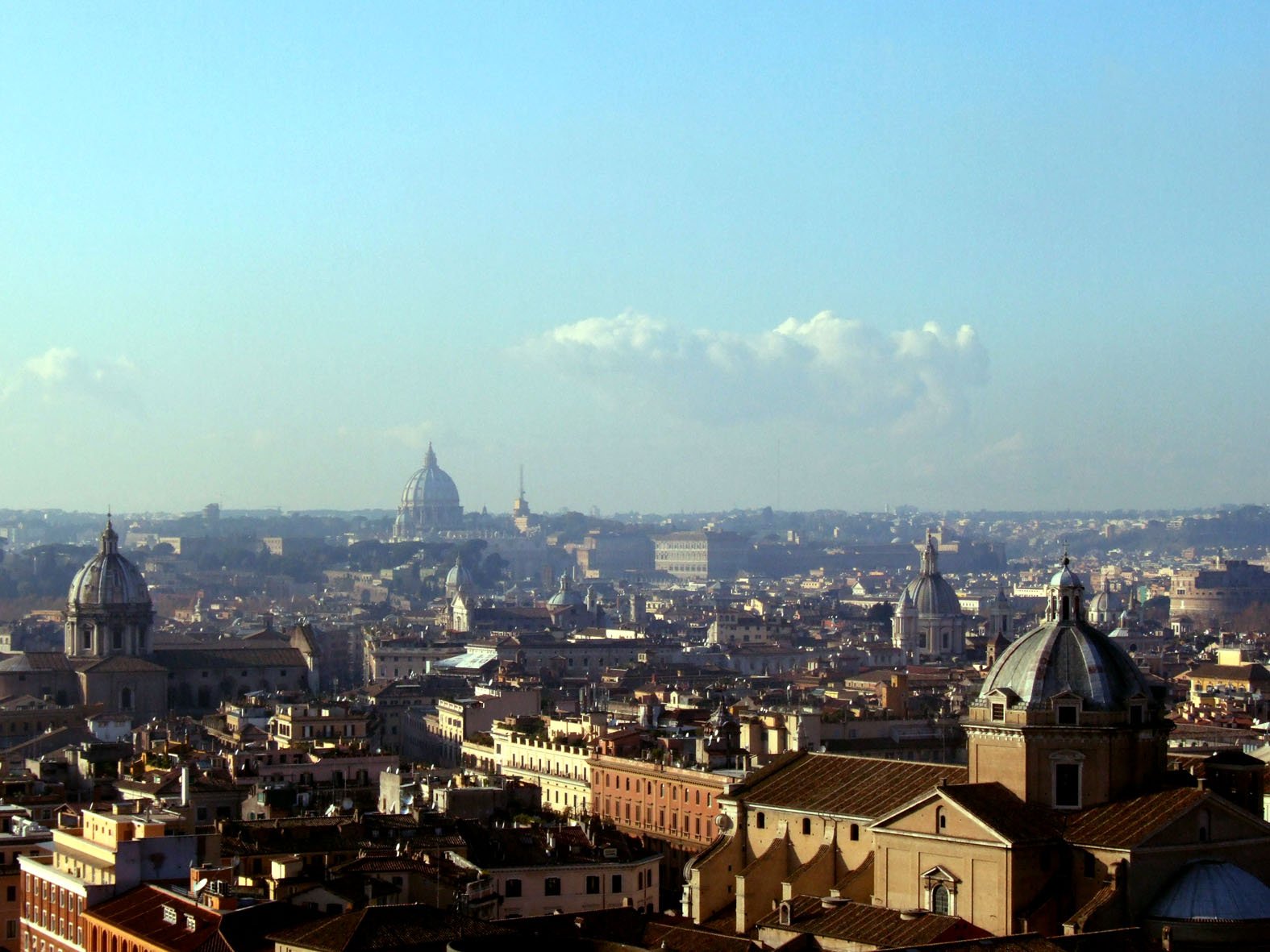
Arquitetura clássica e renascentista em Roma, Itália.

Leon Battista Alberti, que elabora as ideias de Vitrúvio em seu tratado, De Re Aedificatoria, via a beleza principalmente como uma questão de proporção, embora o ornamento também tivesse seu papel. Para Alberti, as regras de proporção eram as que governavam a figura humana idealizada: a proporção áurea.
O aspecto mais importante da beleza era, portanto, uma parte inerente de um objeto, e não algo aplicado superficialmente, e baseava-se em verdades universais e reconhecíveis. A noção de estilo nas artes não foi desenvolvida até o século XVI, com a escrita de Vasari: no século XVIII, suas Le vite de' più eccellenti pittori, scultori e architettori foram traduzidas para italiano, francês, espanhol e inglês.
No início do século XIX, Augustus Welby Pugin escreveu Contrasts (1836) que, como o título sugere, contrastava o mundo industrial e moderno, que ele menosprezava, com uma imagem idealizada do mundo neo-medieval. Pugin acreditava que a arquitetura gótica era a única "verdadeira forma cristã de arquitetura".
O crítico de arte inglês do século XIX, John Ruskin, em seus Seven Lamps of Architecture, publicado em 1849, era muito mais restrito em sua visão do que constituía a arquitetura. A arquitetura era a "arte que dispõe e adorna os edifícios criados pelos homens ... que a visão deles" contribui "para sua saúde mental, poder e prazer".
Para Ruskin, a estética era de suprema importância. Seu trabalho continua afirmando que um edifício não é verdadeiramente uma obra de arquitetura, a menos que seja de alguma forma "adornado". Para Ruskin, um edifício funcional, bem construído e bem proporcionado, precisava de percursos de cordas ou rústico, no mínimo.
Sobre a diferença entre os ideais de arquitetura e mera construção, o renomado arquiteto do século XX Le Corbusier escreveu: "Você emprega pedra, madeira e concreto e, com esses materiais, constrói casas e palácios: isso é construção. A engenhosidade está em ação. Mas, de repente, você toca meu coração, me faz bem. Estou feliz e eu digo: isso é lindo. Isso é Arquitetura".
O contemporâneo de Le Corbusier, Ludwig Mies van der Rohe, disse que "a arquitetura começa quando você junta cuidadosamente dois tijolos. Aí começa".

### Conceitos modernos

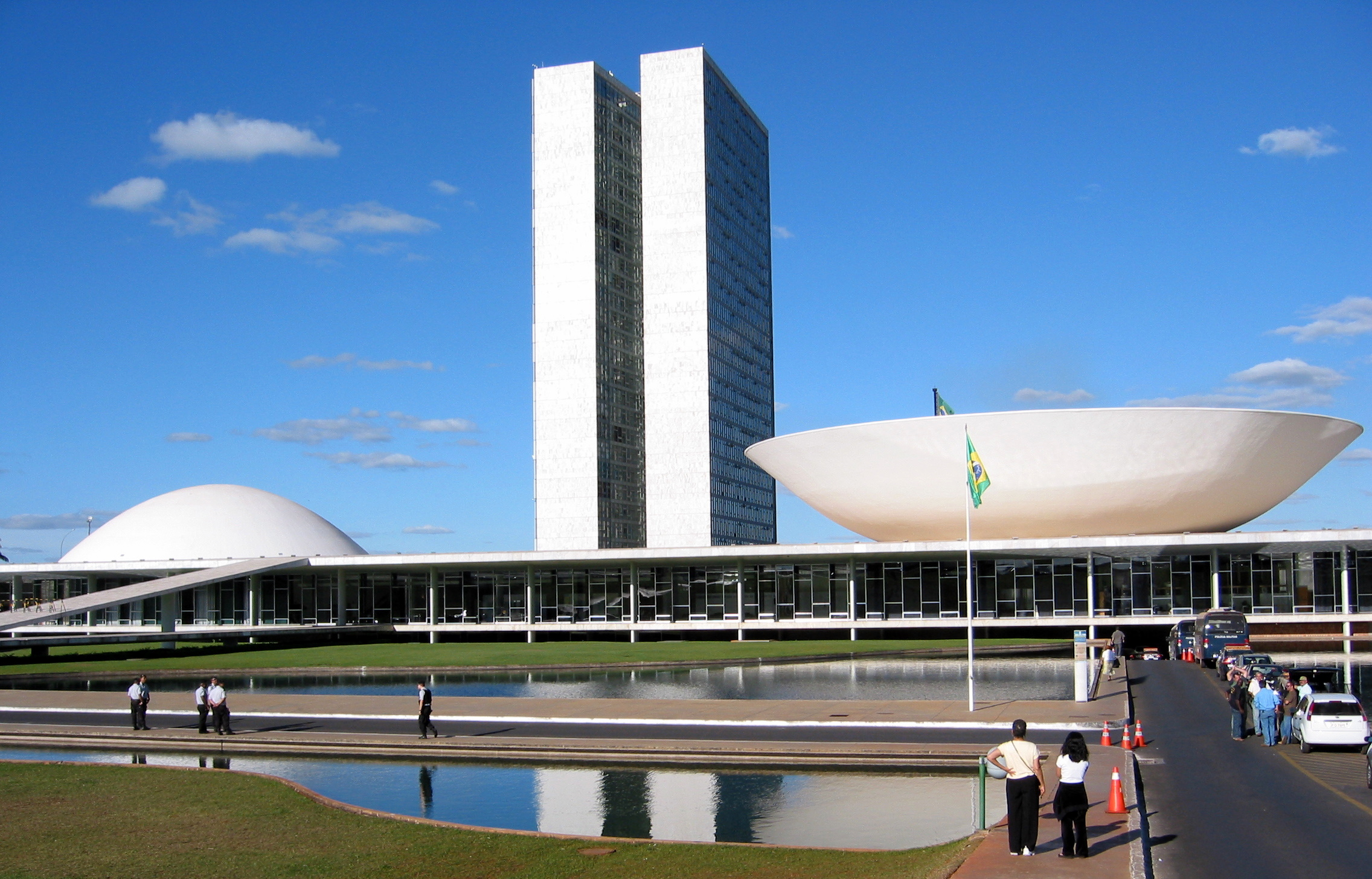
O Palácio do Congresso Nacional do Brasil, projetado por Oscar Niemeyer.

O famoso arquiteto do século XIX, Louis Sullivan, promoveu um preceito primordial ao projeto arquitetônico: "A forma segue a função".
Embora a noção de que considerações estruturais e estéticas devam estar inteiramente sujeitas à funcionalidade tenha sido recebida com popularidade e ceticismo, ela teve o efeito de introduzir o conceito de "função" no lugar da "utilidade" de Vitrúvio. A "função" passou a ser vista como abrangendo todos os critérios de uso, percepção e prazer de um edifício, não apenas práticos, mas também estéticos, psicológicos e culturais.
Nunzia Rondanini declarou: "Por meio de sua dimensão estética, a arquitetura vai além dos aspectos funcionais que tem em comum com outras ciências humanas. Por meio de sua maneira particular de expressar valores, a arquitetura pode estimular e influenciar a vida social sem presumir que, por si só, promoverá o desenvolvimento social. Restringir o significado do formalismo (arquitetônico) à arte em prol da arte não é apenas reacionário; também pode ser uma busca sem propósito pela perfeição ou originalidade, que degrada em forma em uma mera instrumentalidade".
Entre as filosofias que influenciaram os arquitetos modernos e sua abordagem ao projeto de edifícios estão o racionalismo, o empirismo, o estruturalismo, o pós-estruturalismo, a desconstrução e a fenomenologia.
No final do século XX, um novo conceito foi adicionado: a consideração da sustentabilidade e, portanto, da arquitetura sustentável. Para satisfazer o ethos contemporâneo, um edifício deve ser construído de uma maneira ambientalmente amigável em termos de produção de seus materiais, seu impacto no ambiente natural e construído da área circundante e as demandas que ele faz sobre fontes de energia não-sustentáveis para aquecimento, refrigeração, gerenciamento de água e resíduos e iluminação.

### Estilo e linguagem

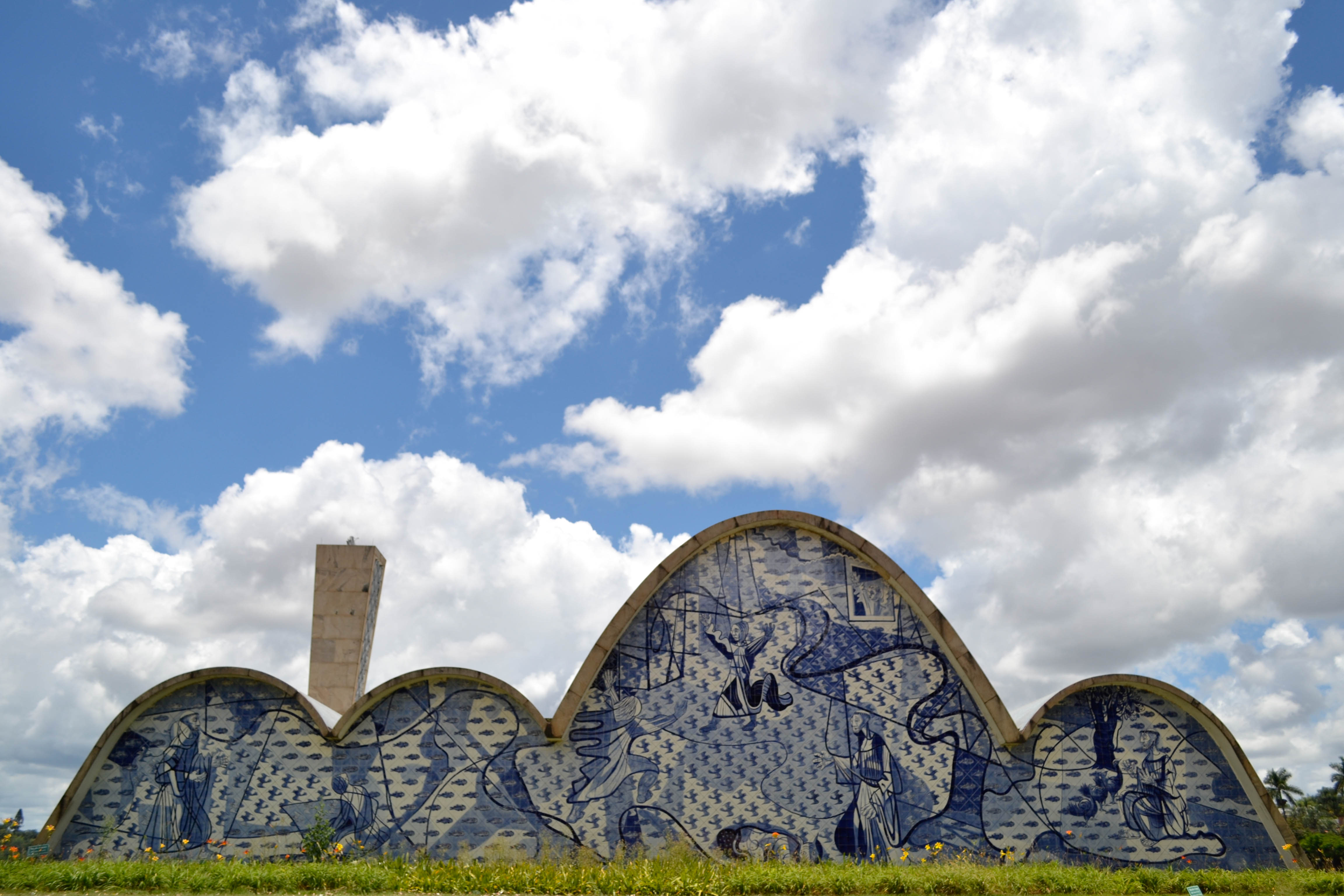
Igreja de São Francisco de Assis da Pampulha, exemplar da arquitetura moderna brasileira, em Belo Horizonte, Brasil.

Quando se pensa em algum tipo de classificação dos diferentes produtos arquitetônicos observados no tempo e no espaço, é muito comum, especialmente por parte de leigos, diferenciar os edifícios e sítios através da ideia de que eles possuem um estilo diverso um do outro.
Tradicionalmente, a noção de estilo envolve a apreensão de um certo conjunto de fatores e características formais dos edifícios: ou seja, a definição mais primordial de estilo é aquela que o associa à forma da arquitetura, e principalmente seus detalhes construtivos. A partir desta noção, parte-se então, naturalmente, para a ideia de que diferentes estilos possuem diferentes regras. E, portanto, estas regras poderiam ser usadas em casos específicos. A arquitetura, enquanto profissão, segundo este ponto de vista, estaria reduzida a uma simples reunião de regras compositivas e sua sistematização.
Esta é uma ideia que, após os vários movimentos modernos da arquitetura (e mesmo os pós-modernos, que voltaram a debater o estilo) tornou-se ultrapassada e apaixonadamente combatida. A arquitetura, pelo menos no plano teórico e acadêmico, passou a ser entendida através daquilo que efetivamente a define: o trabalho com o espaço habitável. Aquilo que era considerado estilo passou a ser chamado simplesmente de momento histórico ou de escola. Apesar de ser uma ruptura aparentemente banal, ela se mostra extremamente profunda na medida em que coloca uma nova variável: se não valem mais as definições historicistas e estilísticas da arquitetura, o estilo deixa de ser um modelo amplamente copiado e passa a ser a expressão das interpretações individuais de cada arquiteto (ou grupo de arquitetos), daquilo que ele considera como arquitetura. Portanto, se é possível falar em um estilo histórico (renascimento, barroco, neoclássico, gótico, moderno, entre outros), também torna-se possível falar em um estilo individual (arquitetura Wrightiana, Corbuseana, Niemeyeriana, entre outros).
|                                     |                                       |                                     |                                                      |
| Arquitetura egípcia: Templo de Edfu | Arquitetura grega: Academia de Atenas | Arquitetura islâmica: Mesquita Azul | Arquitetura sino-oriental: Portão da Grandeza Divina |

### O "olhar arquitetônico"

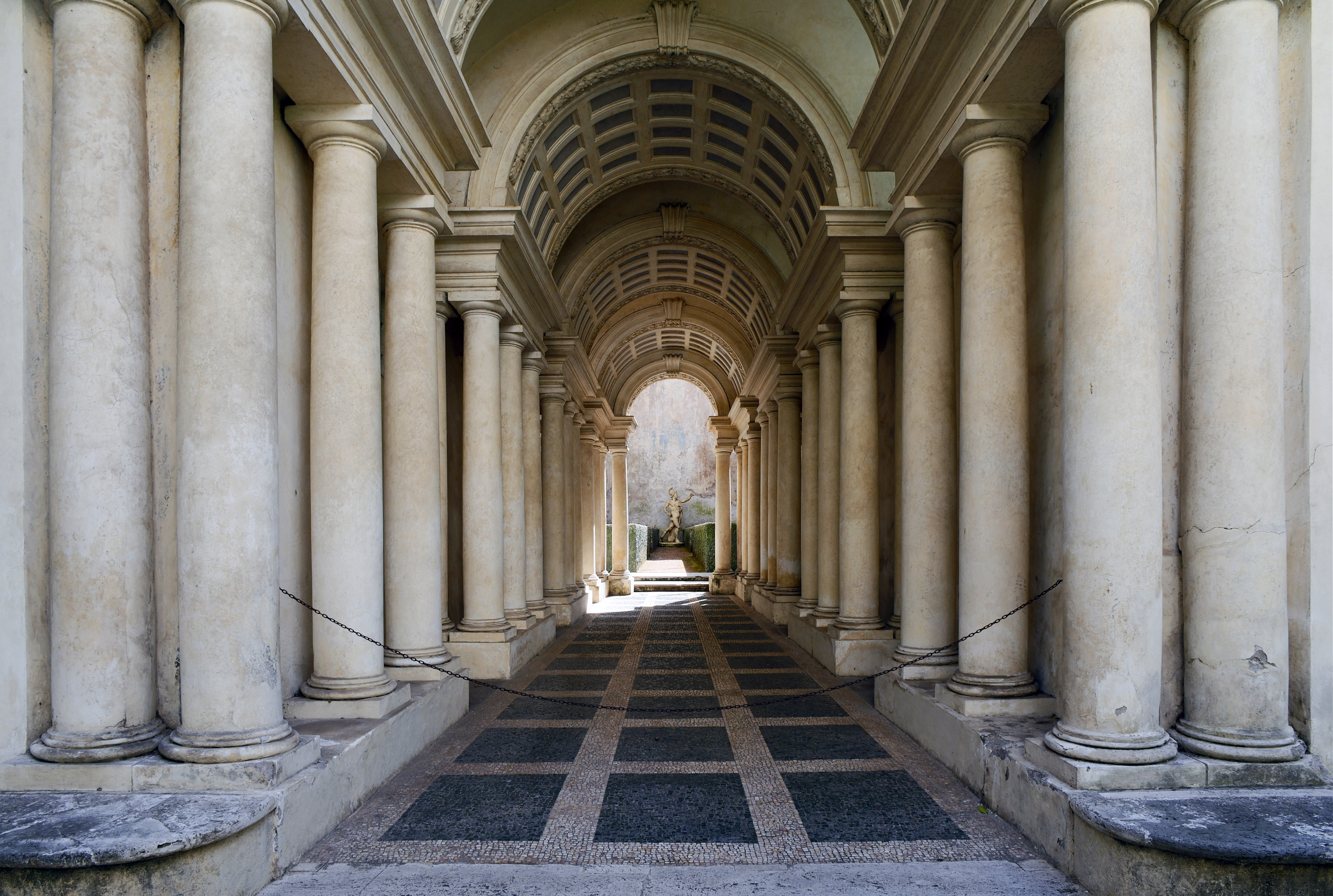
A perpesctiva de Borromini no Palazzo Spada.

A arquitetura, ao contrário de outras formas de arte, não se apresenta de maneira "completa" para o espectador: por exemplo, uma pintura é feita para ser vista em pé na frente dela, uma escultura pode exigir que você se vire , mas em uma arquitetura, você pode ter apenas impressões parciais do todo: por exemplo, apenas a fachada do edifício, apenas uma sala de cada vez, apenas uma vista em planta. Somente com um esforço intelectual podemos avaliar o conjunto real de um complexo arquitetônico.
Sobre esse aspecto da experiência "parcial" do observador, algumas vezes alguns arquitetos e artistas também se aproveitaram, como o notório exemplo do Palazzo Spada, em Roma, onde Francesco Borromini deformou os elementos arquitetônicos para dar a ideia de uma grande profundidade que não existe.
Vitello, um matemático e físico do século XIII originário da Silésia, escreveu que "o olho não pode entender a verdadeira forma das coisas com o simples olhar (aspectus), mas sim com a intuição diligente (obtudus)". O obtudus seria, portanto, um olhar penetrante e racional, enquanto o aspectus seria a simples visão externa - somente com o uso do primeiro um trabalho arquitetônico pode ser entendido, enquanto o aspectus é suficiente para a pintura e a escultura. Assim, a percepção do espaço é um aspecto complexo da experiência humana e não pode ser reduzida ao sentido da visão - admirar a foto de um prédio em uma revista e visitar o mesmo prédio inserido no ambiente são experiências diferentes e incomparáveis. Além disso, mais visitas ao mesmo edifício podem proporcionar sensações muito diferentes, por exemplo, dependendo da hora do dia e da estação. Para entender a riqueza da arquitetura, é necessário experimentá-la diretamente.
Outro elemento de dificuldade é representado pela constante evolução das formas dos edifícios ao longo dos séculos, em relação às mudanças nas necessidades da sociedade. Os grandes edifícios antigos não eram considerados obras "acabadas", como uma pintura ou uma estátua, mas eram periodicamente modificados e atualizados, adquirindo uma espécie de "vida" evolutiva: alguns falam neste caso de "formatividade", entendido como o processo dinâmico de intervenção e produção em várias ocasiões. Por esse motivo, diante de uma obra do passado, mais frequentemente diante de uma obra arquitetônica, devemos imaginar várias camadas de adições, adulterações e subtrações de diferentes épocas.

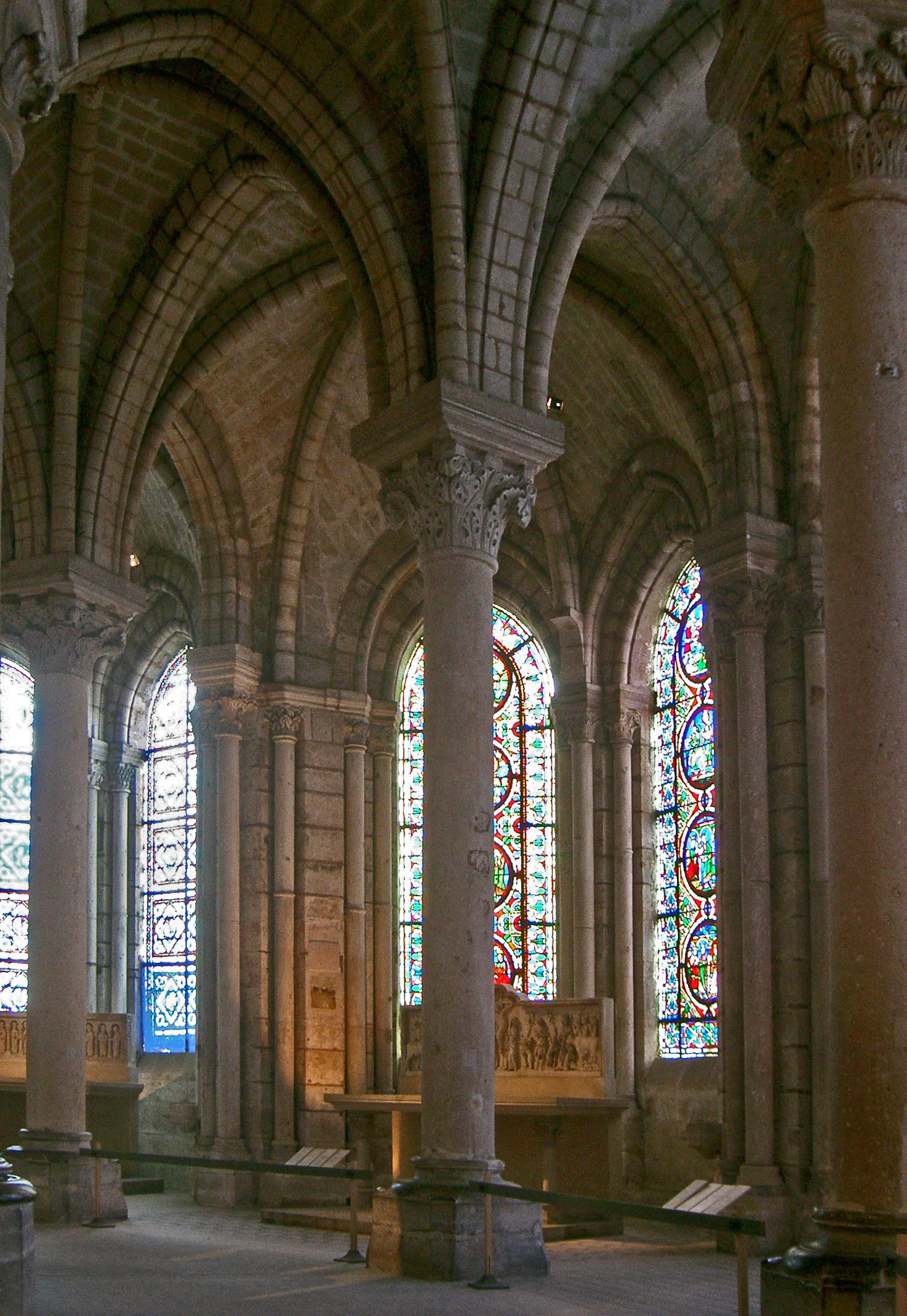
Interior da Basílica de Saint-Denis, na França.

Essa dificuldade de percepção tem como consequência a dificuldade de se ter uma experiência "única" da arquitetura. Uma percepção correta de um edifício gera uma compreensão da forma arquitetônica. A forma arquitetônica seria então a soma de três fatores substanciais, combinados organicamente e não na hierarquia:
- Estruturas (elementos de construção);
- Espaço (entendido como o arranjo no ambiente com volumes cheios e vazios);
- O desenho.

Uma fusão perfeita desses três fatores tornaria uma obra arquitetônica uma "obra de arte". Um exemplo podem ser os pilares góticos de uma basílica como Saint-Denis, perto de Paris: a estrutura é composta pelos blocos de pedra especialmente esculpidos e sobrepostos; essa estrutura dá vida a um espaço completo, isto é, ao volume do próprio pilar, que se estende até o espaço vazio da nave; esse volume tem um desenho tridimensional, mas não é apenas devido a motivos decorativos, mas cada semicoluna que o negligencia se estende a elementos arquitetônicos precisos (dos arcos, do clerestório, até os reforços), então podemos dizer que os três fatores estão inexoravelmente ligados.

### Volume e espaço
A avaliação do volume construído, que é a maneira de organizar e relacionar os edifícios no espaço, surge como um dos fatores constitutivos da arquitetura. Assim, temos dois extremos, entre os quais há uma ampla gama de possibilidades:
- arquiteturas baseadas apenas no volume;
- arquiteturas baseadas apenas no espaço.

Por espaço se entende a criação de um espaço "artificial" criado pela construção, que é finito, ordenado e protegido, diferentemente do espaço natural aberto.
Um exemplo de arquitetura de apenas volume é uma forma pura como a das pirâmides, cuja estrutura é ditada pela forma externa e é quase completamente desinteressada no espaço interior. Um caso oposto da arquitetura erguida a partir do espaço pode ser o de uma basílica cristã, na qual a construção externa pode ser vista como um simples envelope determinado pelo espaço interno. Um exemplo de interpenetração intermediária pode ser o do templo grego, onde espaços vazios e cheios são determinados por relações precisas, com alguns elementos de volume independente, como colunas, e outros que, em vez disso, perderiam significado se isolados do contexto do edifício ao qual eles pertencem.
O estudo da história da arquitetura não é apenas um mero exercício para identificar estilos e técnicas e sua evolução ao longo do tempo. Também é importante entender o que uma empresa tem a ver com um edifício, o conhecimento técnico e os materiais disponíveis que levaram à construção. Por exemplo, pode-se listar as diferenças objetivas entre: um templo grego da antiguidade e uma igreja. Nos tempos antigos, as funções religiosas aconteciam do lado de fora do edifício: a cela era reservada para a residência simbólica do deus, apenas muito poucos sacerdotes entravam aqui, enquanto na igreja a comunidade dos fiéis se reunia lá dentro, então fica claro que o edifício tornou-se um local fechado para a prática de rituais religiosos.
Na realização de uma obra arquitetônica, tanto as demandas de um cliente quanto a inspiração e imaginação dos arquitetos sempre fizeram parte. A falta de edifícios de fato por si só (quando sempre há pelo menos um objetivo prático para o qual a construção é destinada) significa que o aspecto da convergência dos interesses de artistas e clientes permaneceu um conceito-chave, comparado a outras formas de atividade artística em que o autor se libertou da questão.
Os primeiros exemplos de "arquitetura" como união de estabilidade, funcionalidade e beleza não são encontrados em edifícios residenciais - nos tempos antigos, ditados apenas por necessidades básicas de subsistência - mas em edifícios coletivos, religiosos ou civis. E em civilizações como a mesopotâmica ou a egípcia, onde todos os esforços de uma comunidade fluíram para essas obras, incluindo a necessidade de seu embelezamento como espelho de seu prestígio e riqueza.
Uma arquitetura instintivamente dedicada à beleza já remonta à origem da civilização, mas é no templo grego que a maioria dos estudiosos concorda em estabelecer pelo menos um ponto fixo na evolução da arte de construir: um primeiro objetivo inequívoco. estrutura arquitetônica completa com projeto, valores estéticos e funcionais, corroborados pela teoria das ordens arquitetônicas. Os gregos inventaram as três ordens dórica, jônica e coríntia, os etruscos a toscana e os romanos a compósita relacionando-se com questões puramente estéticas e o nascimento indica que eles não olhavam mais para o edifício apenas do ponto de vista funcional, levando a arte à grande perfeição até ao tempo de Augusto depois dele foi declinando até ao governo dos Antoninos, e ainda mais no de Marco Aurélio, e seu filho. Com as guerras dos bárbaros do norte extinguiu-se de todo o bom gosto da arquitectura clássica, que foi substituído por diferentes estilos até ao Gótico.
Nos prédios, uma série de valores, com diferentes graus de intensidade, que influenciaram a história e a forma, se fundiram ao longo do tempo:
- valores funcionais, vinculados a necessidades específicas do indivíduo e da sociedade;
- valores simbólicos, relacionados a realidades de outra ordem;
- valores sagrados da esfera religiosa;
- valores sociais, em relação aos personagens e à configuração da empresa;
- outros valores (pessoal do cliente ou arquiteto, valores universais etc.).

O efeito estético não deriva, portanto, de um mero impacto visual: por exemplo, na arquitetura do movimento moderno, a ideia era do espaço ser modelado com base em requisitos funcionais precisos e assim, a obtenção de um resultado estético derivaria do cumprimento perfeito de uma função.
Em última análise, a arquitetura, mais que uma expressão do indivíduo (o arquiteto), é a de um ambiente, de uma época, de uma sociedade: no máximo, apenas considerando a maior ou menor contribuição pessoal do arquiteto em relação à arquitetura, onde seu estilo pessoal emergiria com mais ou menos força.
Na arquitetura de alta tecnologia, como no Centro Pompidou, um dos trabalhos paradigmáticos de Renzo Piano, são os aspectos técnicos e estruturais que delineiam os cânones da nova estética, mais aberta às inovações tecnológicas e que leva, de fato, à superação da dicotomia constante e prejudicial entre arquitetos e engenheiros.

### Filosofia da arquitetura

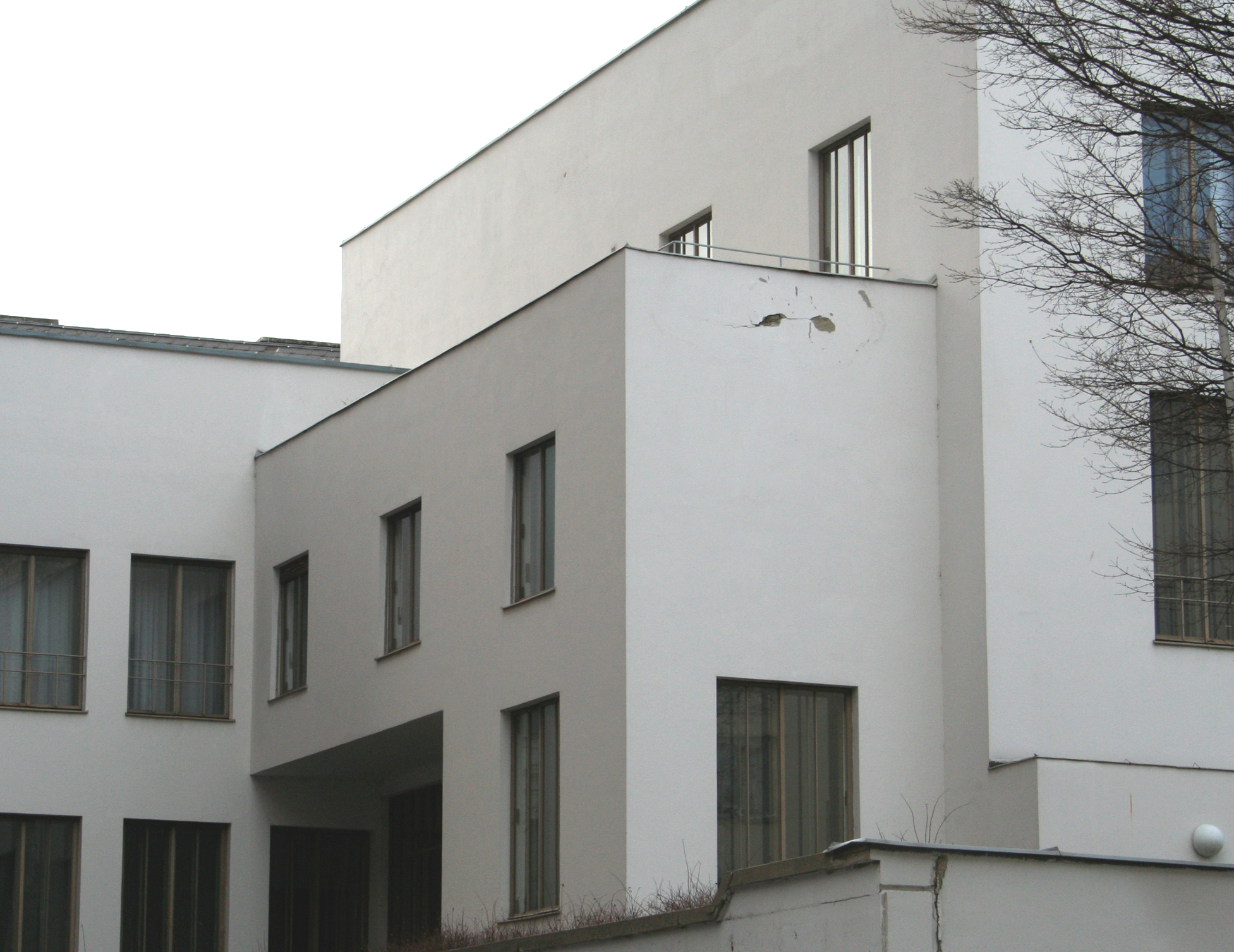
A Casa Wittgenstein.

A filosofia da arquitetura é um ramo da estética, que lida com o valor estético da arquitetura, sua semântica e relações com o desenvolvimento da cultura.
De Platão a Michel Foucault, Gilles Deleuze, Robert Venturi e muitos outros filósofos e teóricos, distinguem arquitetura ('technion') de construção ('demiorgos'), atribuindo a primeira a traços mentais e a segunda ao divino ou natural.
A Casa Wittgenstein é considerada um dos exemplos mais importantes de interações entre filosofia e arquitetura. Construída pelo renomado filósofo austríaco Ludwig Wittgenstein, a casa foi objeto de uma extensa pesquisa sobre a relação entre suas características estilísticas, a personalidade de Wittgenstein e sua filosofia.

### Fenomenologia
A fenomenologia arquitetônica é um movimento dentro da arquitetura que começou na década de 1950, atingindo um amplo público no final das décadas de 1970 e 1980, e continuando até hoje. A fenomenologia arquitetônica concentra-se na experiência humana, formação, intenção e reflexão histórica, interpretação e considerações éticas e poéticas com autores como Gaston Bachelard.
O fenômeno da habitação foi um tema de pesquisa em fenomenologia arquitetônica. A compreensão da fenomenologia na arquitetura foi amplamente moldada pelo pensamento posterior de Martin Heidegger, definido em seu influente ensaio: "Pensando em habitação".

## História

### Origens e arquitetura vernacular
A construção evoluiu primeiro da dinâmica entre necessidades (como abrigo, segurança, culto, ) e meios (materiais de construção disponíveis e habilidades auxiliares). À medida que as culturas humanas se desenvolviam e o conhecimento começava a ser formalizado por meio de tradições e práticas orais, a construção se tornou um ofício, e "arquitetura" foi o nome dado às versões mais formalizadas e respeitadas desse ofício. É amplamente assumido que o sucesso arquitetônico foi o produto de um processo de tentativa e erro, com progressivamente menos tentativas e mais replicação, à medida que os resultados do processo se mostraram cada vez mais satisfatórios. O que é chamado de arquitetura vernacular foi e ainda é a arquitetura de diversos povos durante a história, cada um com suas particularidades, e ela continua sendo produzida em muitas partes do mundo. De fato, edifícios vernáculos compõem a maior parte do mundo construído que as pessoas experimentam todos os dias. Os primeiros assentamentos humanos eram principalmente rurais. Devido a um excedente de produção, a economia começou a se expandir, resultando em urbanização, criando áreas urbanas que cresceram e evoluíram muito rapidamente em alguns casos, como o de Çatal Höyük na Anatólia e o Moenjodaro da civilização do vale do Indo no atual Paquistão.

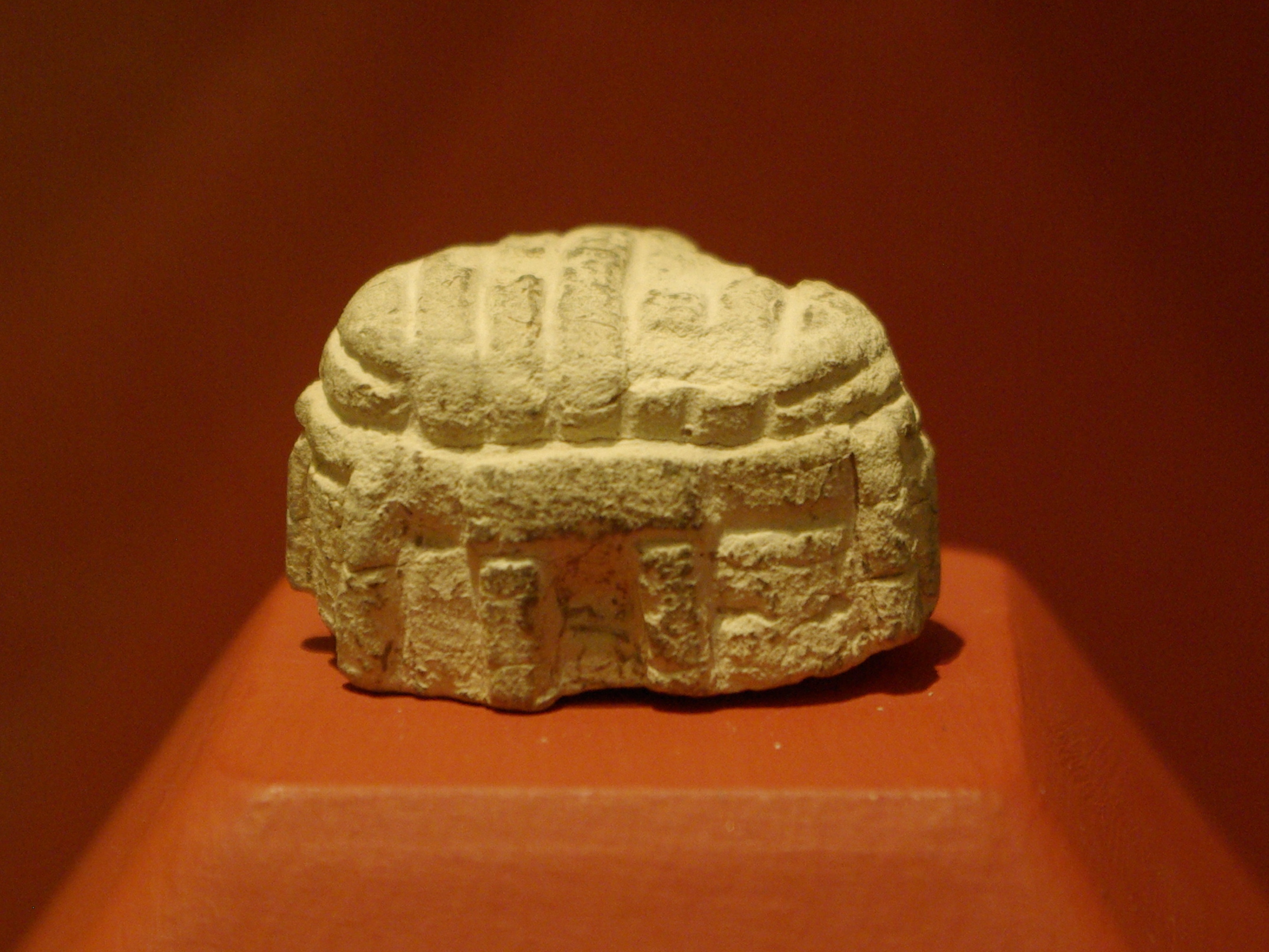
Maquete pré-histórica de um templo pré-histórico planejado, no Museu Nacional de Arqueologia de Valeta.

Os assentamentos neolíticos e as primeiras cidades incluem:
- Göbekli Tepe, na Turquia, por volta de 9 000 a.C.
- Jericó, no Levante, neolítico por volta de 8 350 a.C.
- Nevali Cori na Turquia, por volta de 8 000 a.C.
- Çatalhöyük na Turquia, 7 500 a.C.
- Mehrgarh no Paquistão, 7 000 a.C.
- Knap de Howar e Skara Brae, Ilhas Órcades, Escócia, desde 3 500 a.C.
- mais de 3 000 assentamentos da cultura Cucuteni-Trypillian, alguns com populações de até 15 000 habitantes, nas atuais Romênia, Moldávia e Ucrânia entre 5 400 e 2800 a.C.

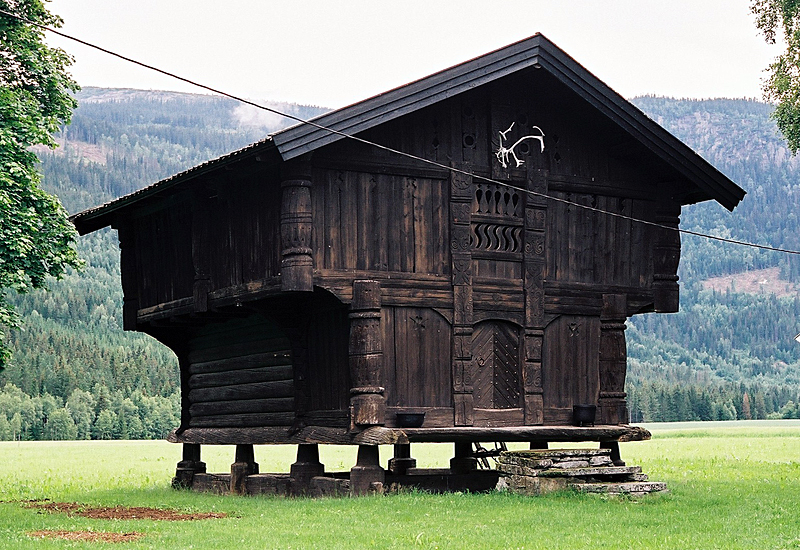
Arquitetura vernacular na Noruega: madeira e nível elevado
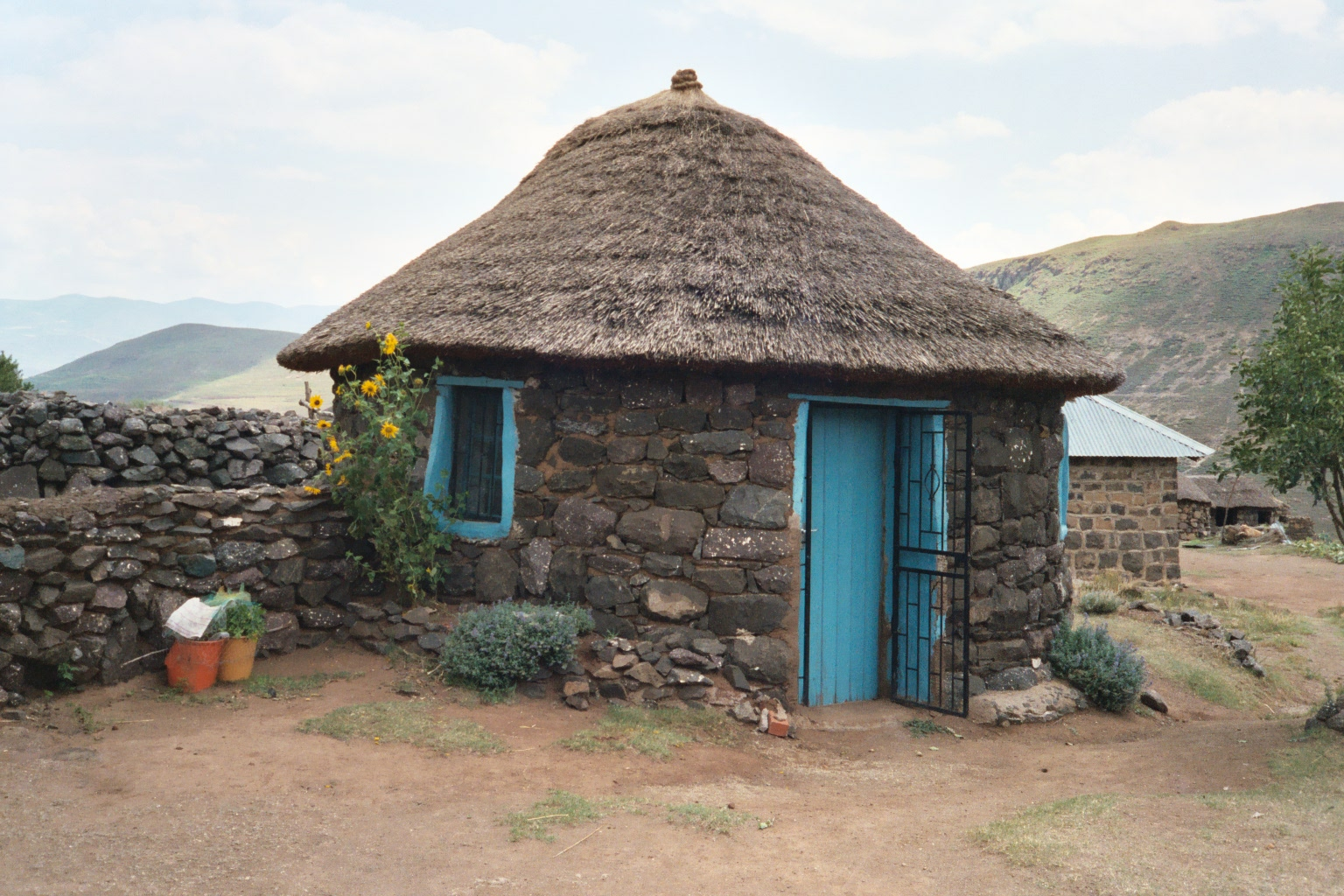
Rondavel no Lesoto.
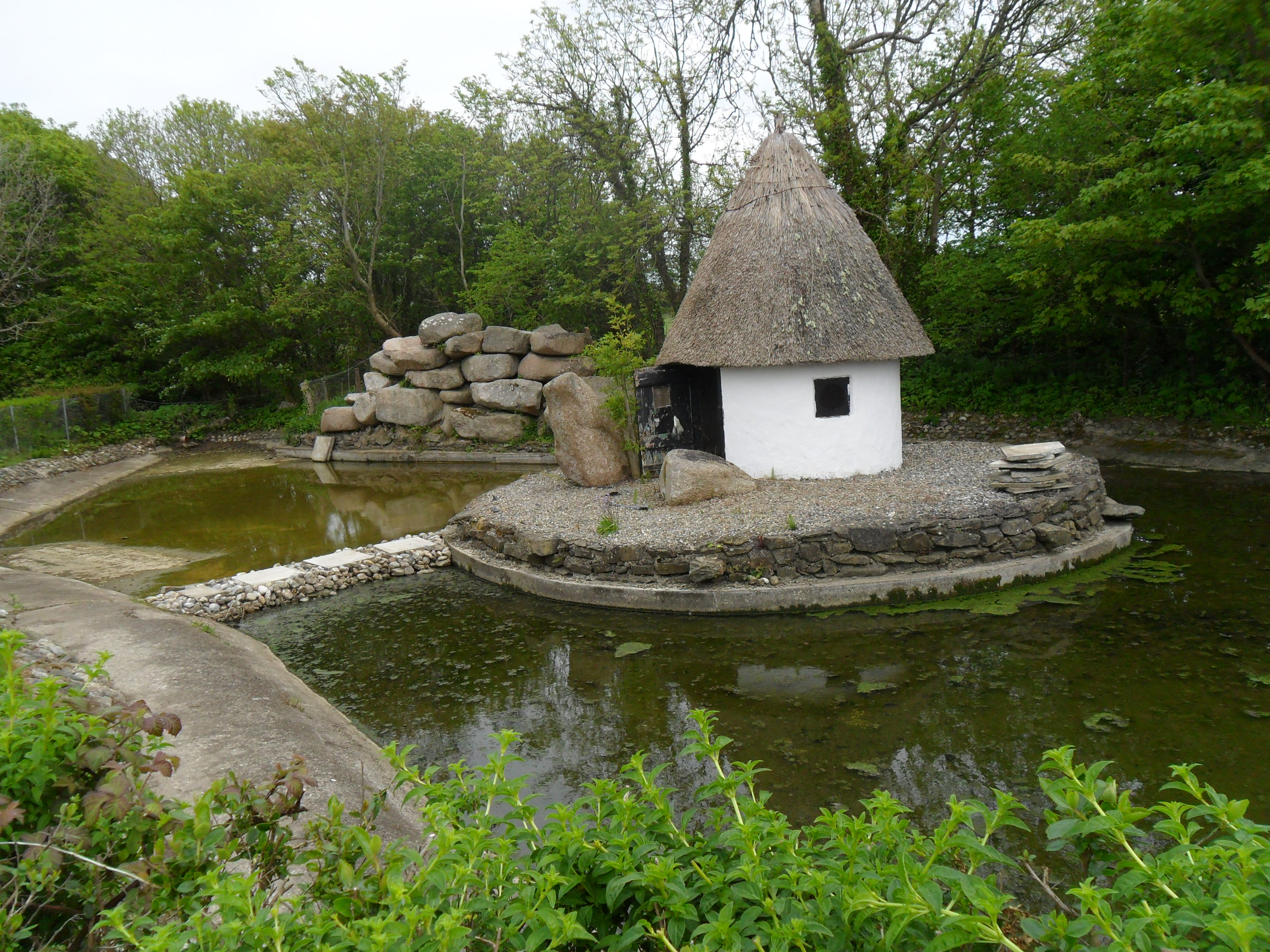
Yola hut na Irlanda.

### Antiguidade oriental e clássica
Em muitas civilizações antigas, como as do Egito e da Mesopotâmia, a arquitetura e o urbanismo refletiam o constante envolvimento com o divino e o sobrenatural, e muitas culturas antigas recorriam à monumentalidade na arquitetura para representar simbolicamente o poder político do governante, da elite dominante, ou do próprio estado.
A arquitetura e o urbanismo das civilizações clássicas, como a grega e a romana, evoluíram de ideais cívicos, em vez de religiosos ou empíricos, e surgiram novos tipos de construções. O "estilo" arquitetônico foi desenvolvido sob a forma de ordens clássicas. A arquitetura romana foi influenciada pela arquitetura grega, tendo incorporado muitos elementos de origem grega em suas práticas construtivas.

Textos sobre arquitetura foram escritos desde os tempos antigos. Esses textos forneceram conselhos gerais e prescrições formais específicas ou normas, como as de Vitrúvio em De architectura.

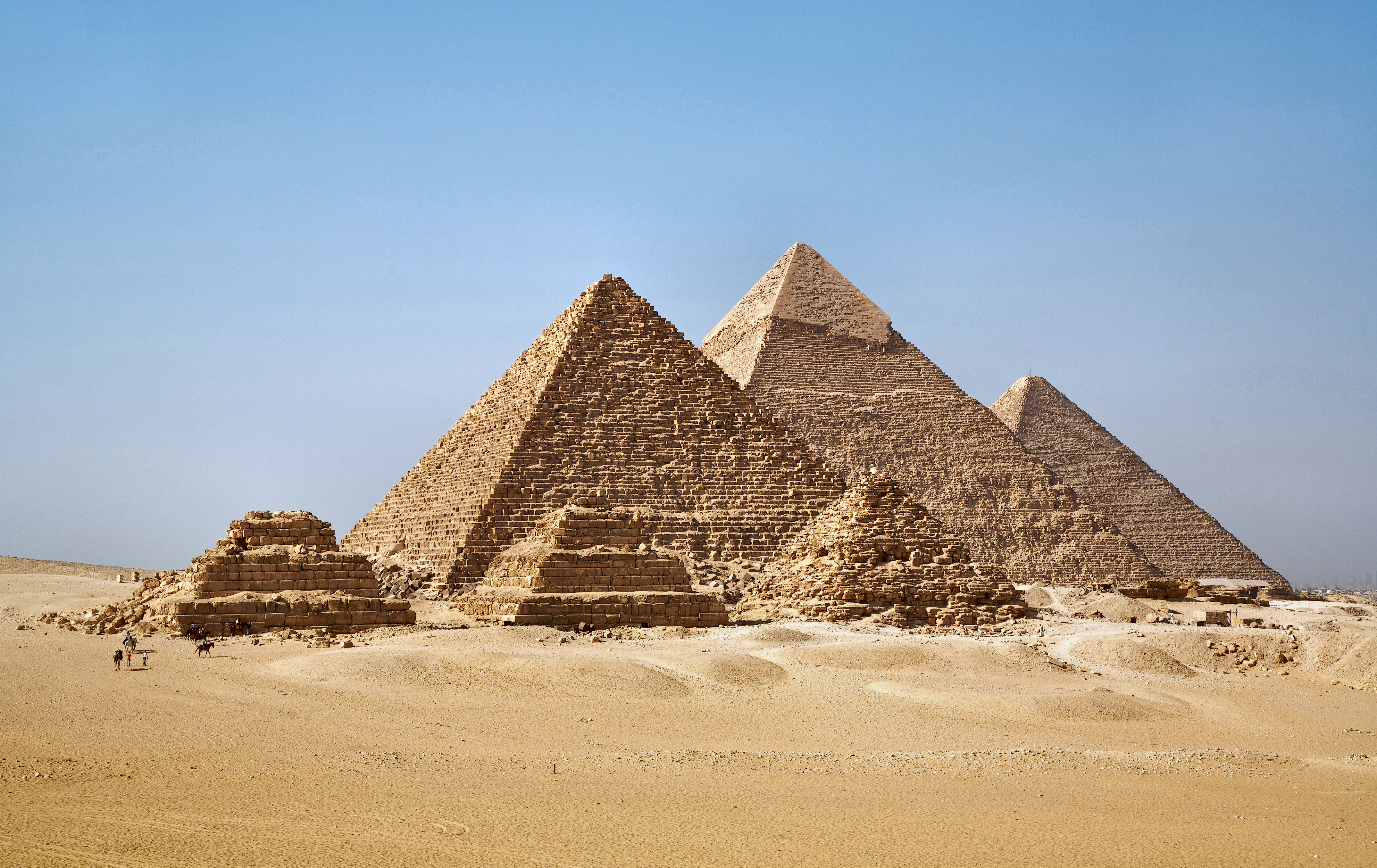
Pirâmides de Gizé, no Egito.
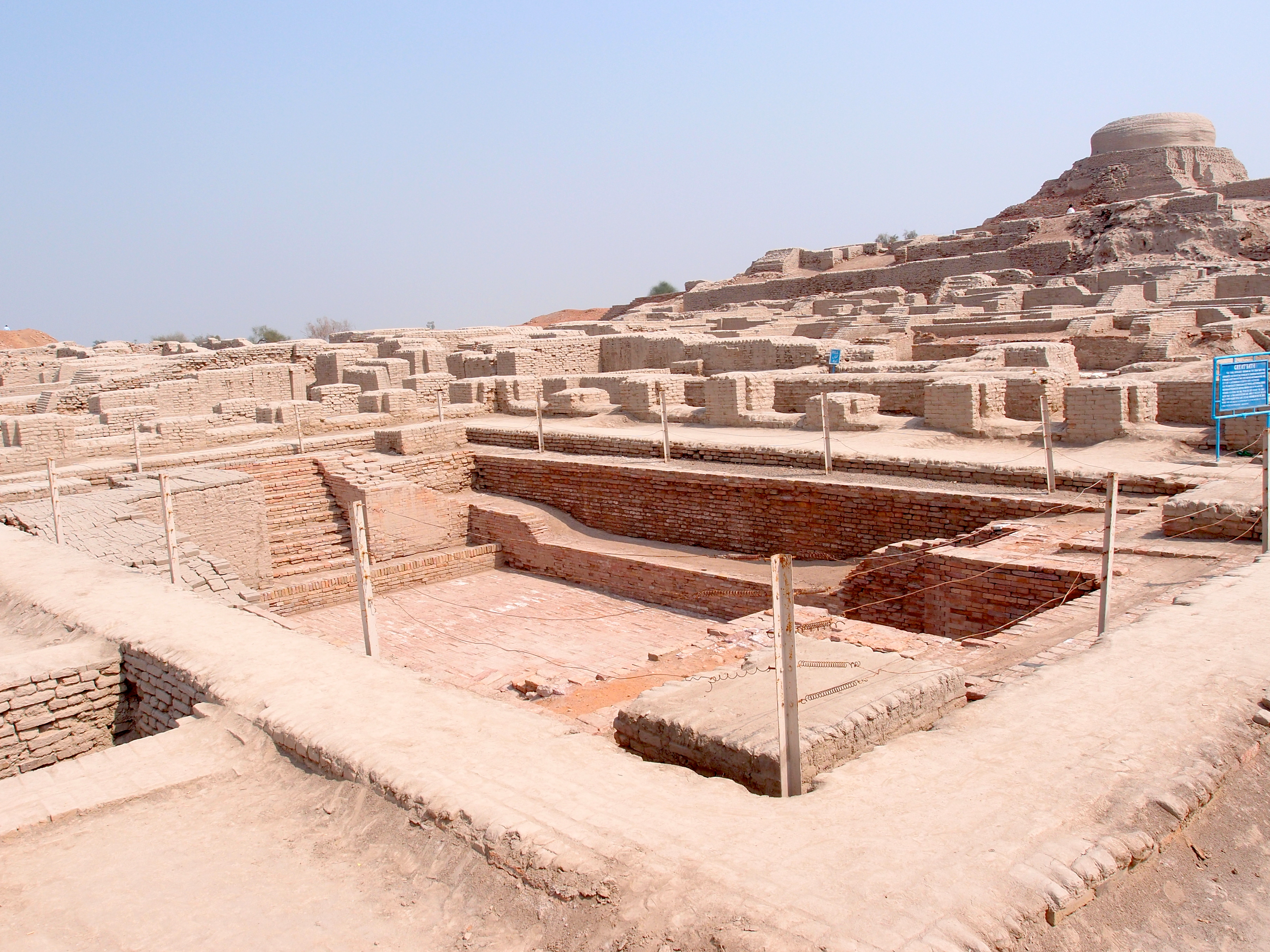
Moenjodaro, no Paquistão.
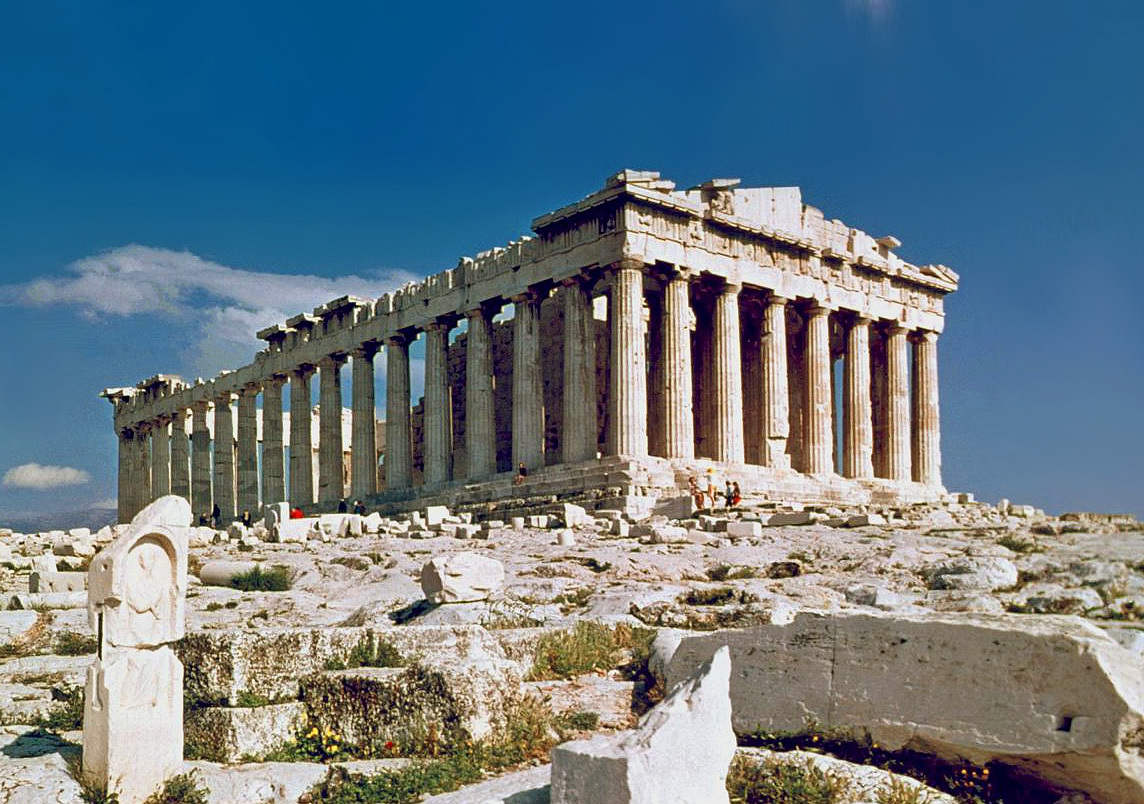
O Partenon, em Atenas, Grécia.
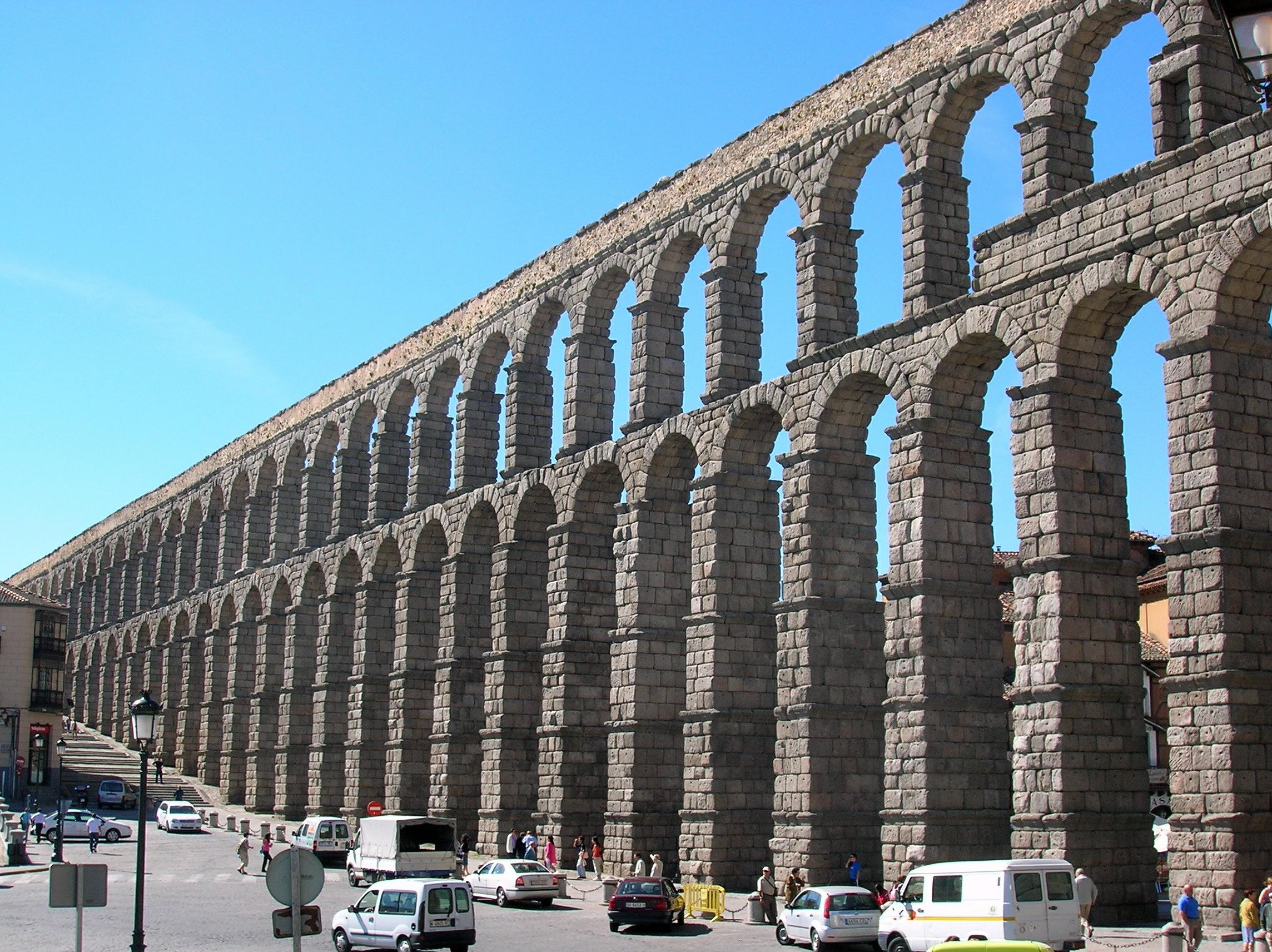
Aqueduto romano em Segóvia, Espanha.

### Antiguidade asiática
Os primeiros escritos asiáticos sobre arquitetura incluem o Kao Gong Ji da China, dos séculos VII a V a.C.; os Shilpa Shastras da Índia; Manjusri Vasthu Vidya Sastra do Sri Lanka e Araniko do Nepal.

A arquitetura das diferentes partes da Ásia se desenvolveu seguindo linhas diferentes da Europa; arquiteturas budista, hindu e sikh evoluíram cada uma com características distintas. A arquitetura budista, em particular, mostrou grande diversidade regional. A arquitetura dos templos hindus, que se desenvolveu por volta do século III a.C., é governada por conceitos estabelecidos nos Shastras e preocupa-se em expressar o macrocosmo e o microcosmo. Em muitos países asiáticos, a religião panteísta levou a formas arquitetônicas projetadas especificamente para aprimorar a paisagem natural.

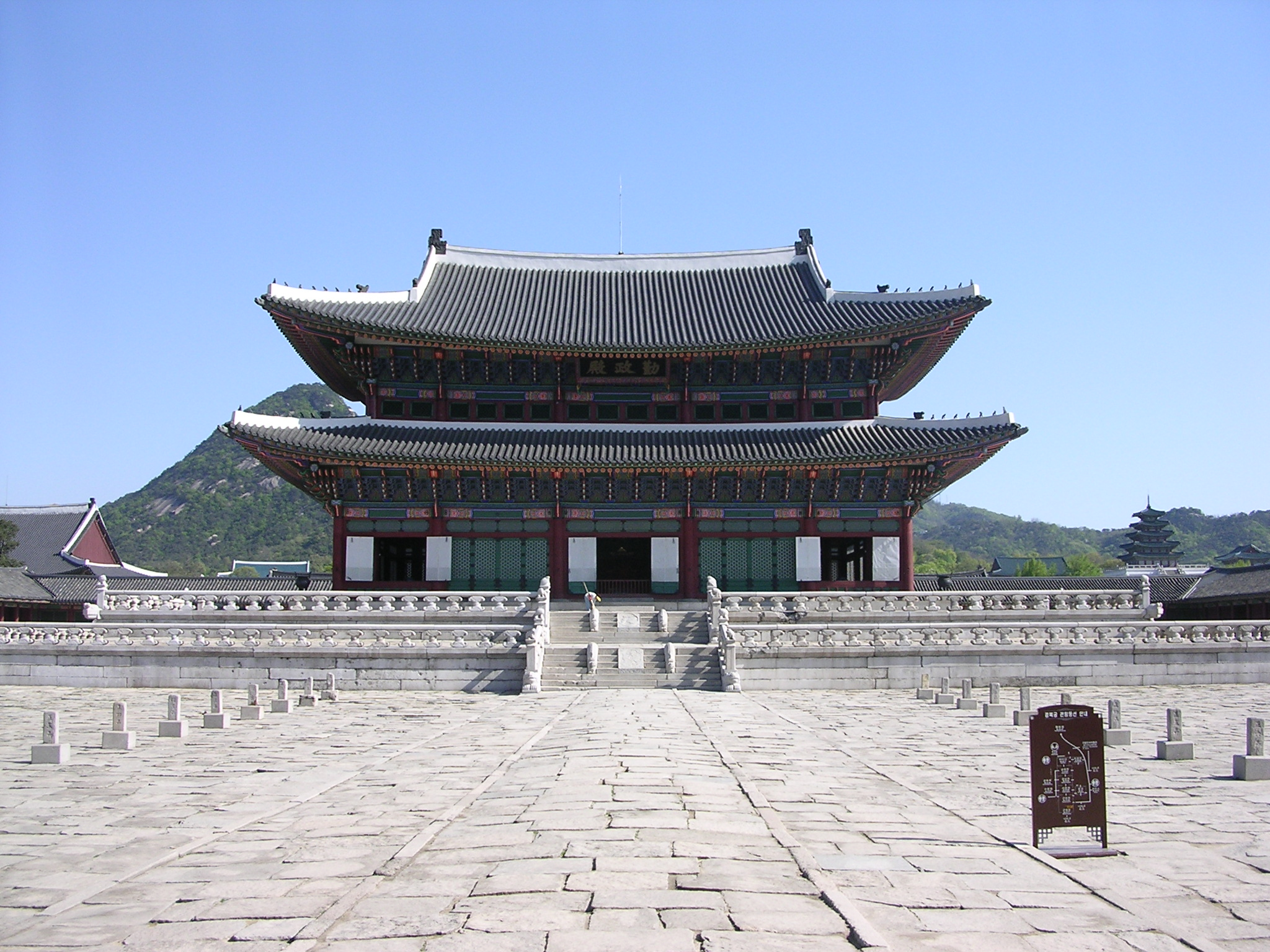
Palácio Gyeongbokgung, em Seul, Coréia do Sul.
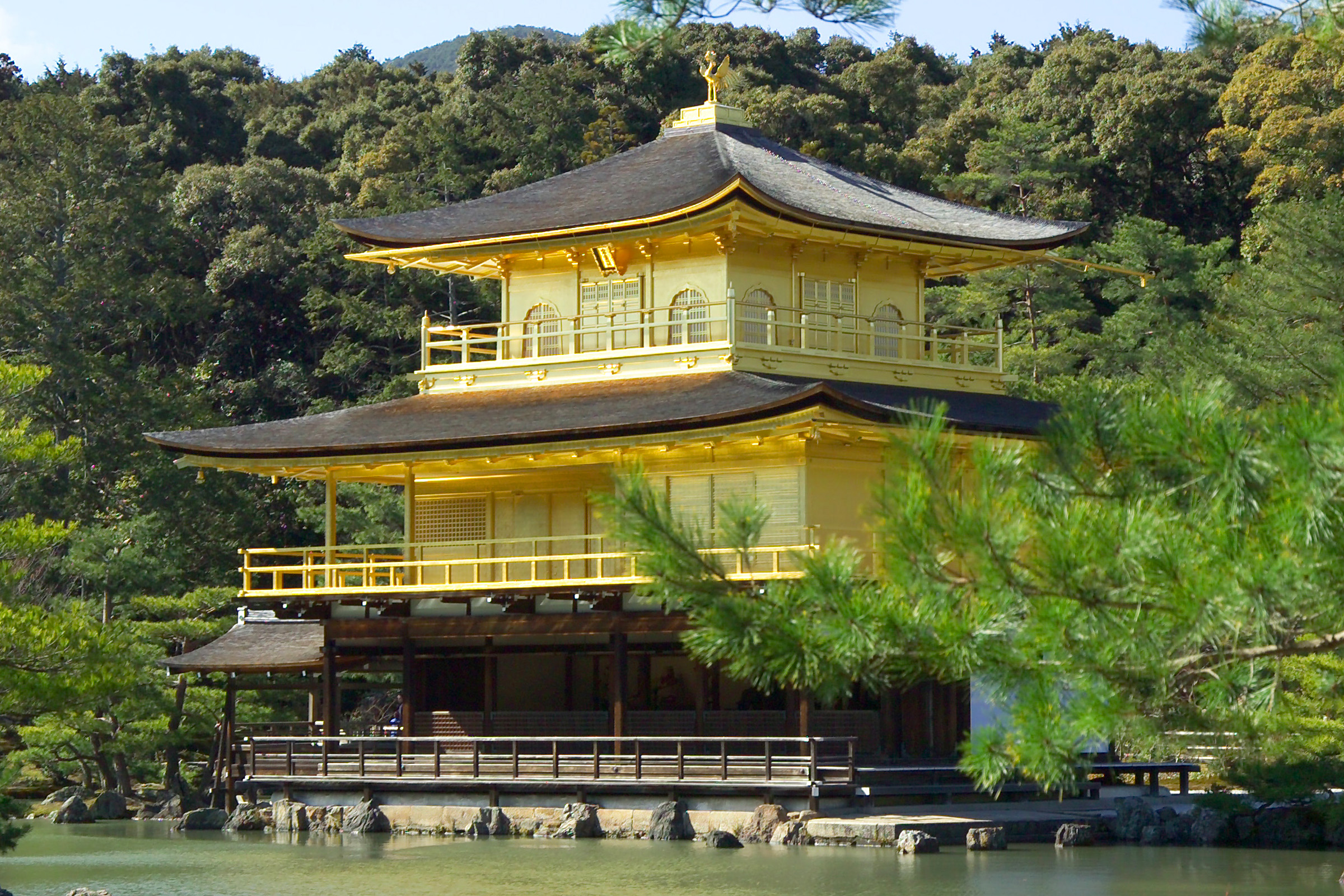
Templo do Pavilhão Dourado, em Quioto, Japão.
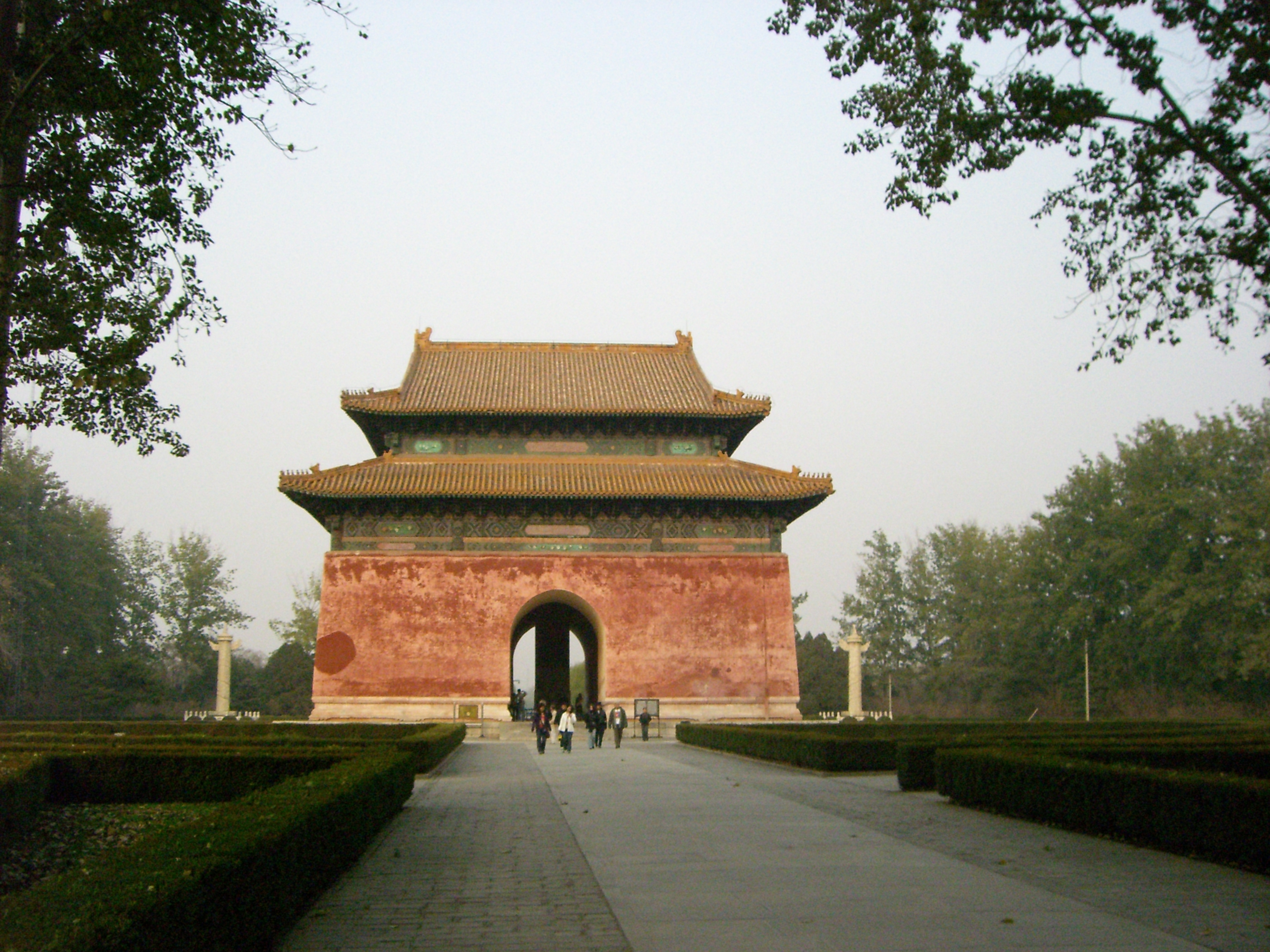
O Grande Portão Vermelho nas Tumbas Ming, perto de Pequim, China.
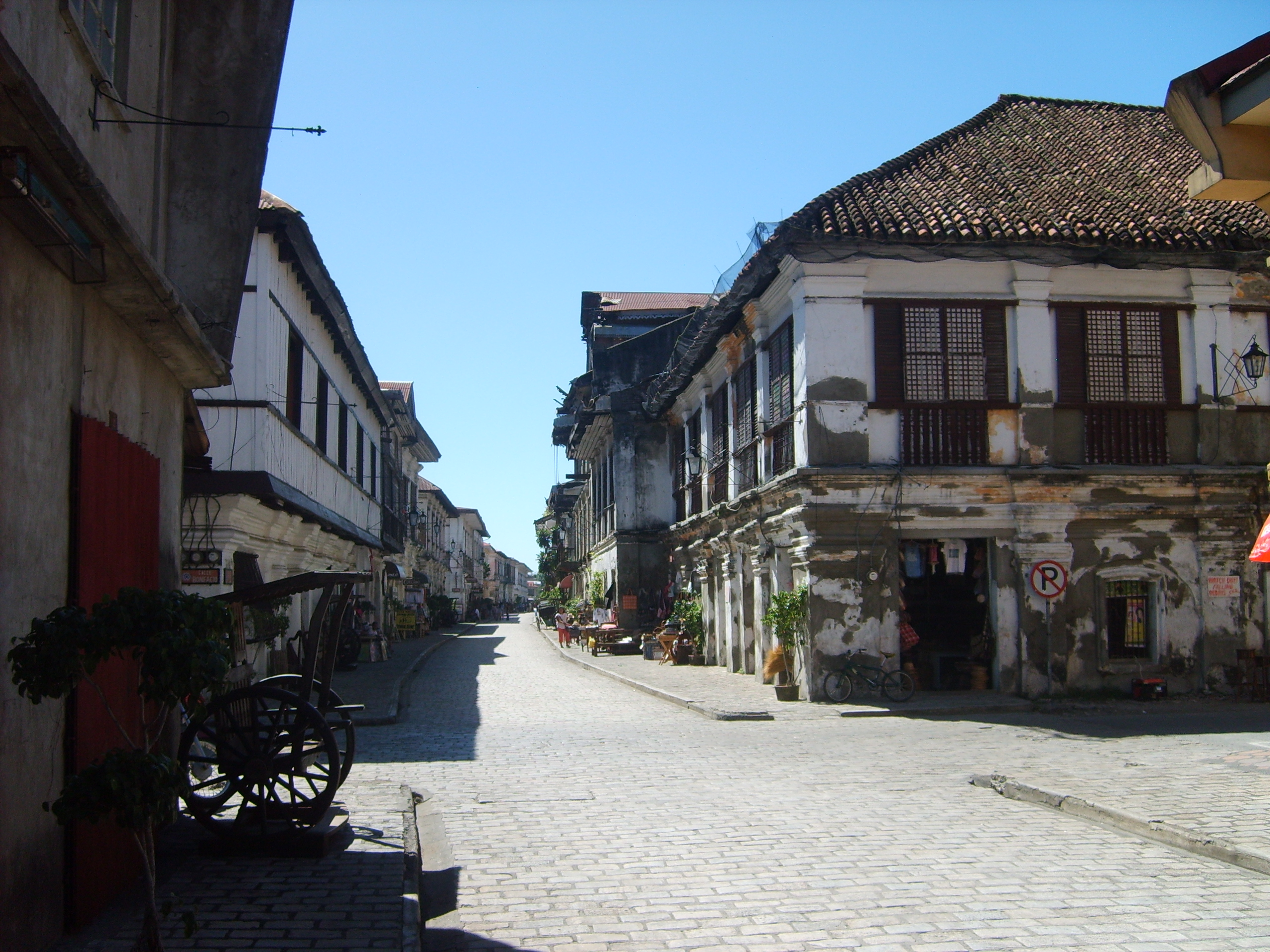
Casas Bahay na bato nas Filipinas.
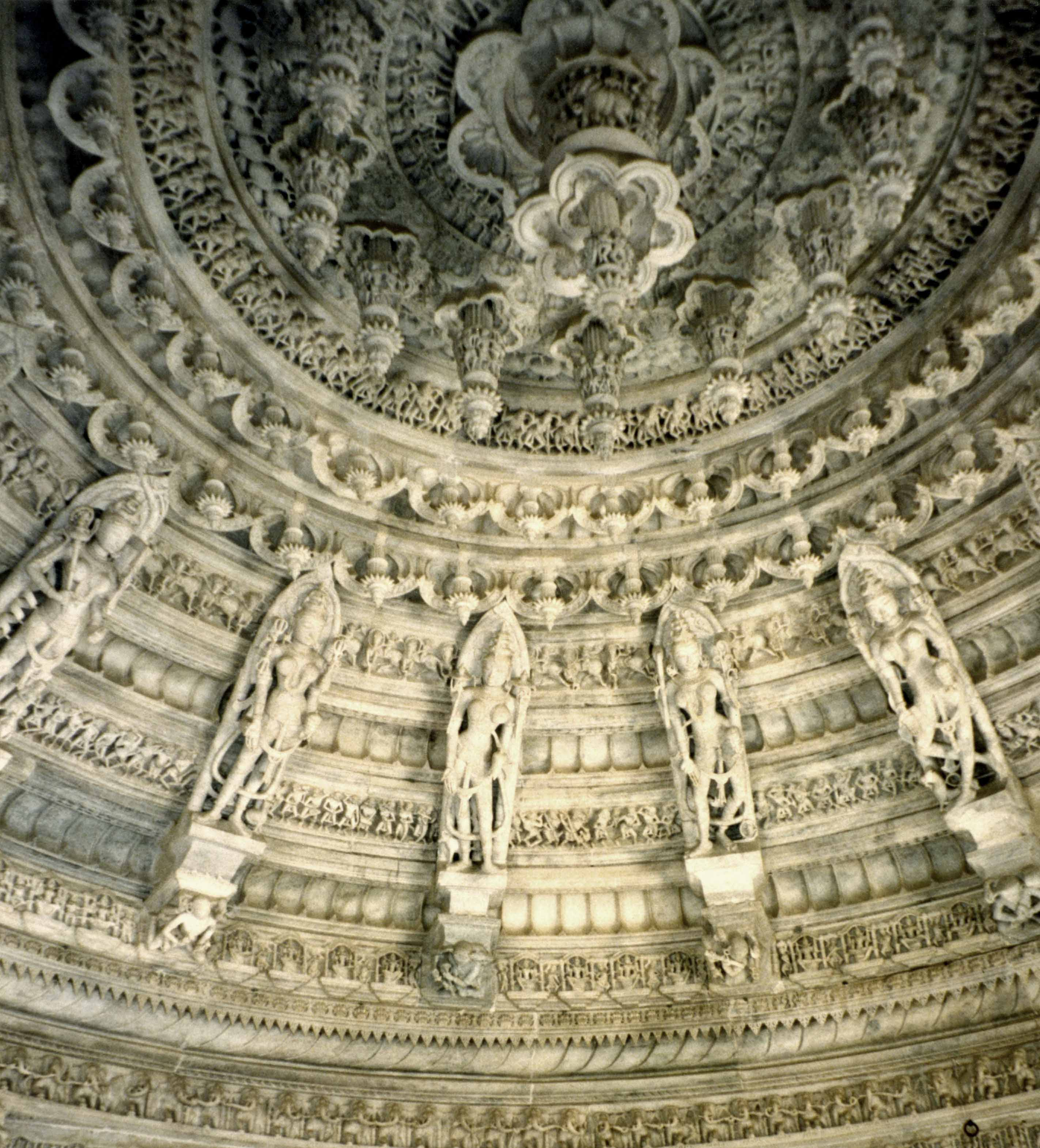
Templo jainista de Dilwara, Índia.
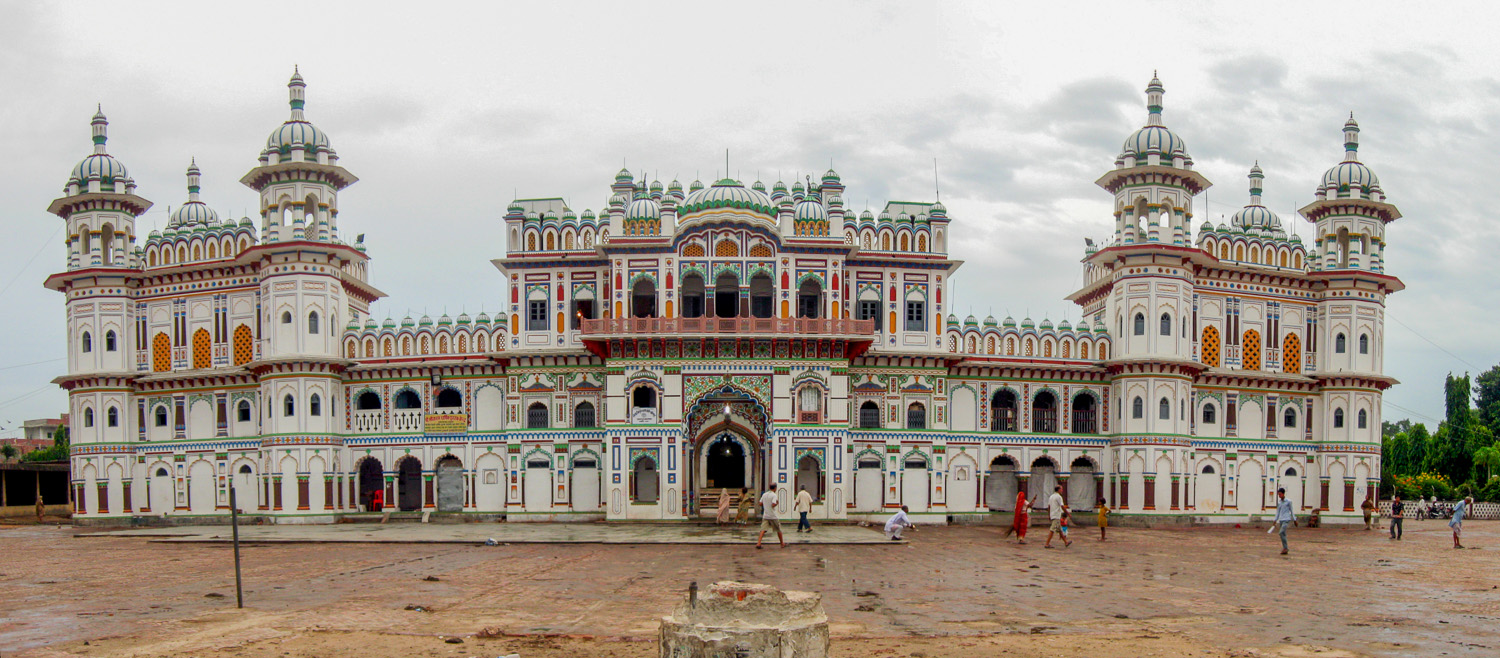
Templo hinduista de Janaki Mandir, no Nepal.

### Arquitetura medieval europeia
Na Europa, durante o período medieval, as guildas foram formadas por artesãos para organizar seus negócios e os contratos escritos sobreviveram, principalmente em relação aos edifícios eclesiásticos. O papel do arquiteto era geralmente o do mestre pedreiro, ou Magister lathomorum, como às vezes são descritos em documentos contemporâneos.
Os principais empreendimentos arquitetônicos foram os edifícios de abadias e catedrais. A partir de 900, os movimentos de clérigos e comerciantes levaram conhecimento arquitetônico por toda a Europa, resultando nos estilos românico e gótico, que atingiram toda a Europa.
Além disso, parte significativa do patrimônio arquitetônico da Idade Média são numerosas fortificações em todo o continente. Dos Balcãs à Espanha e de Malta à Estônia, esses edifícios representam parte importante do patrimônio europeu.

O final da Idade Média na Europa Central e do Sudeste também viu a expansão da arquitetura otomana, que se espalhou ao longo do Império Otomano, da Anatólia pelos Balcãs, para a Europa Central e Oriental e para além das costas do norte do Mar Negro. Nas regiões das quais o Império Otomano acabaria sendo forçado a recuar, quase todos os seus projetos arquitetônicos foram destruídos. No século XXI, a única herança arquitetônica significativa em solo europeu fora da atual Turquia pode ser encontrada na Bósnia e Herzegovina, Kosovo e Albânia, enquanto alguns remanescentes podem ser encontrados nas partes habitadas por muçulmanos da Sérvia, Montenegro, Macedônia e Bulgária.

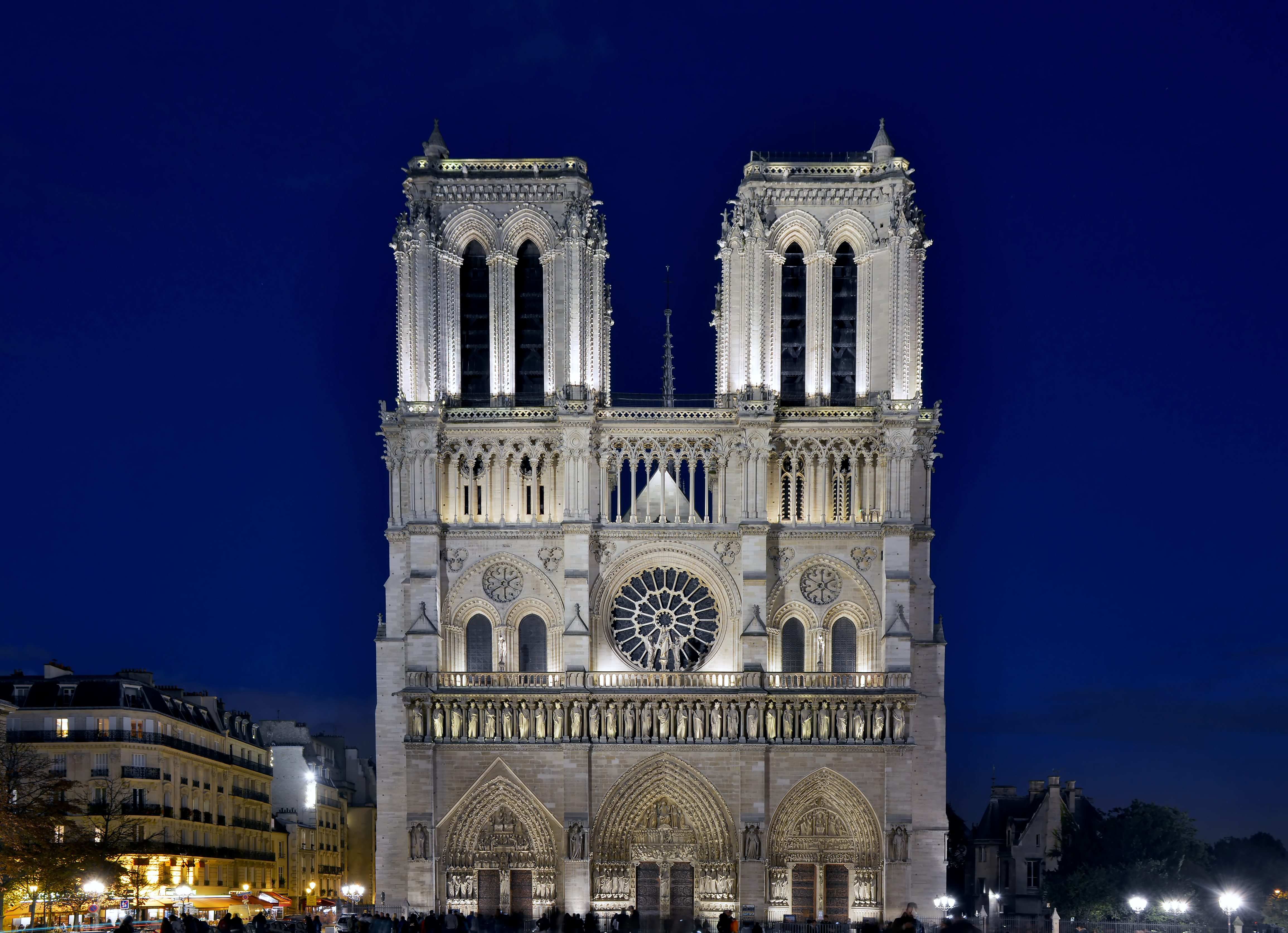
Notre Dame de Paris, França.
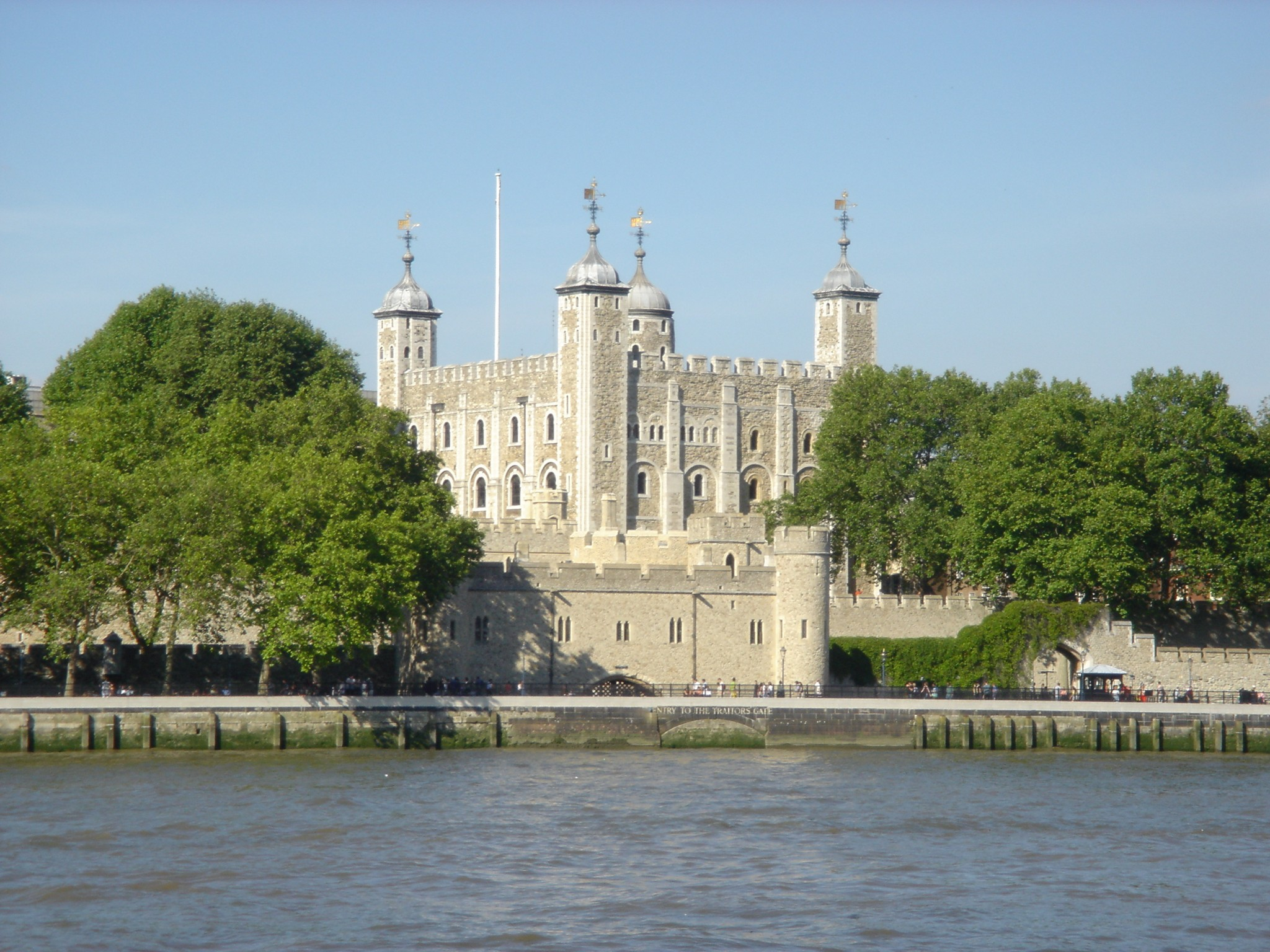
A Torre de Londres, Inglaterra.
Palácio do Doge, em Veneza, Itália.
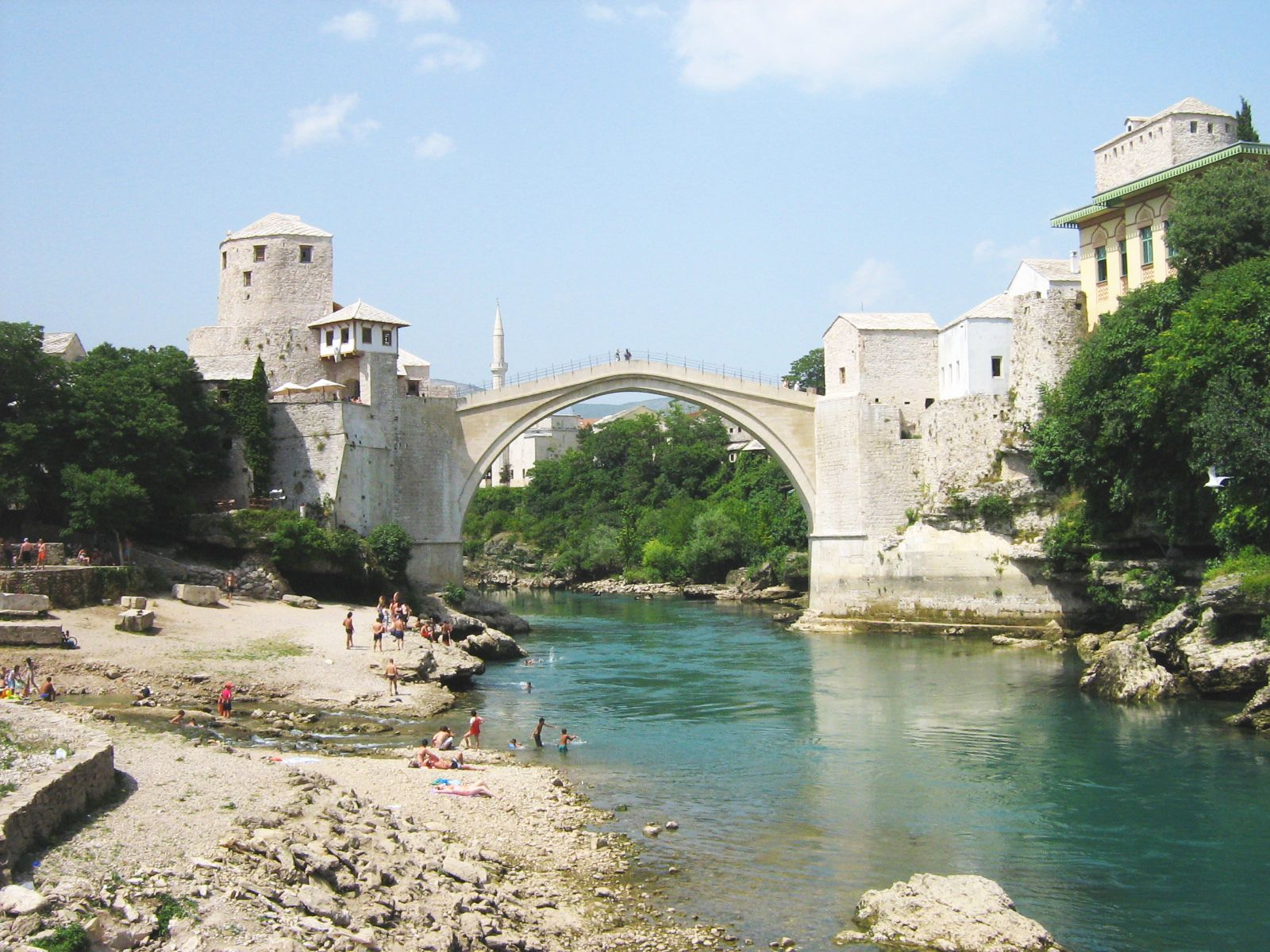
Stari Most, em Mostar, Bósnia e Herzegovina.
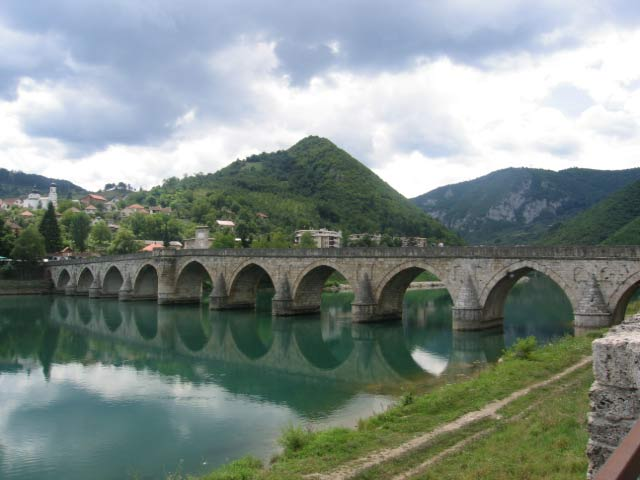
Ponte Mehmed Paxá Sokolović, em Višegrad, Bósnia e Herzegovina.

### Arquitetura islâmica
A arquitetura islâmica começou no século VII, incorporando formas arquitetônicas do antigo Oriente Médio e Bizâncio, mas também desenvolvendo recursos para atender às necessidades religiosas e sociais da sociedade. Exemplos podem ser encontrados em todo o Oriente Médio, norte da África, Espanha e subcontinente indiano.

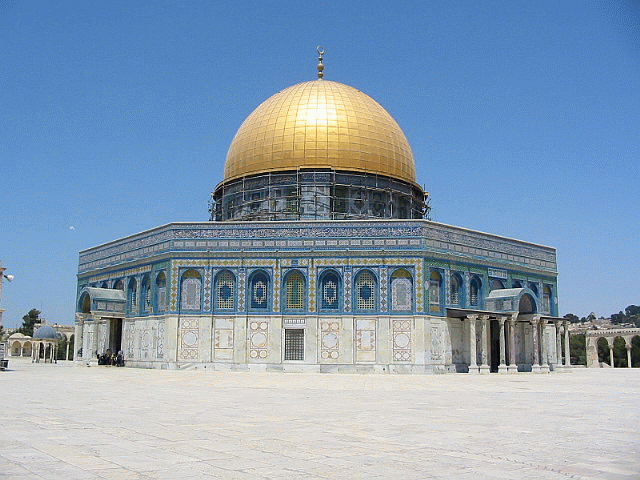
Cúpula da Rocha, em Jerusalém.
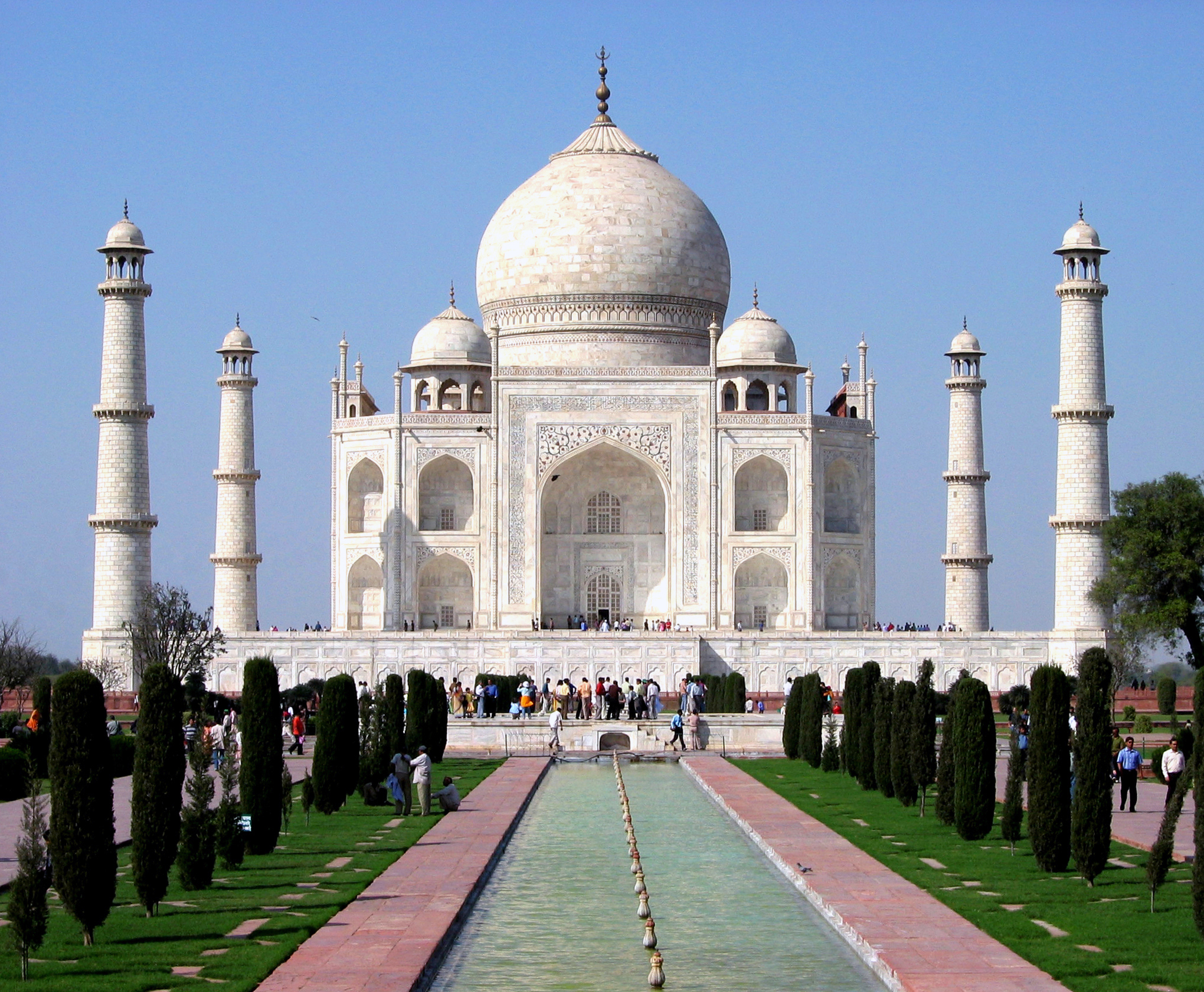
Taj Mahal, em Agra, Índia.
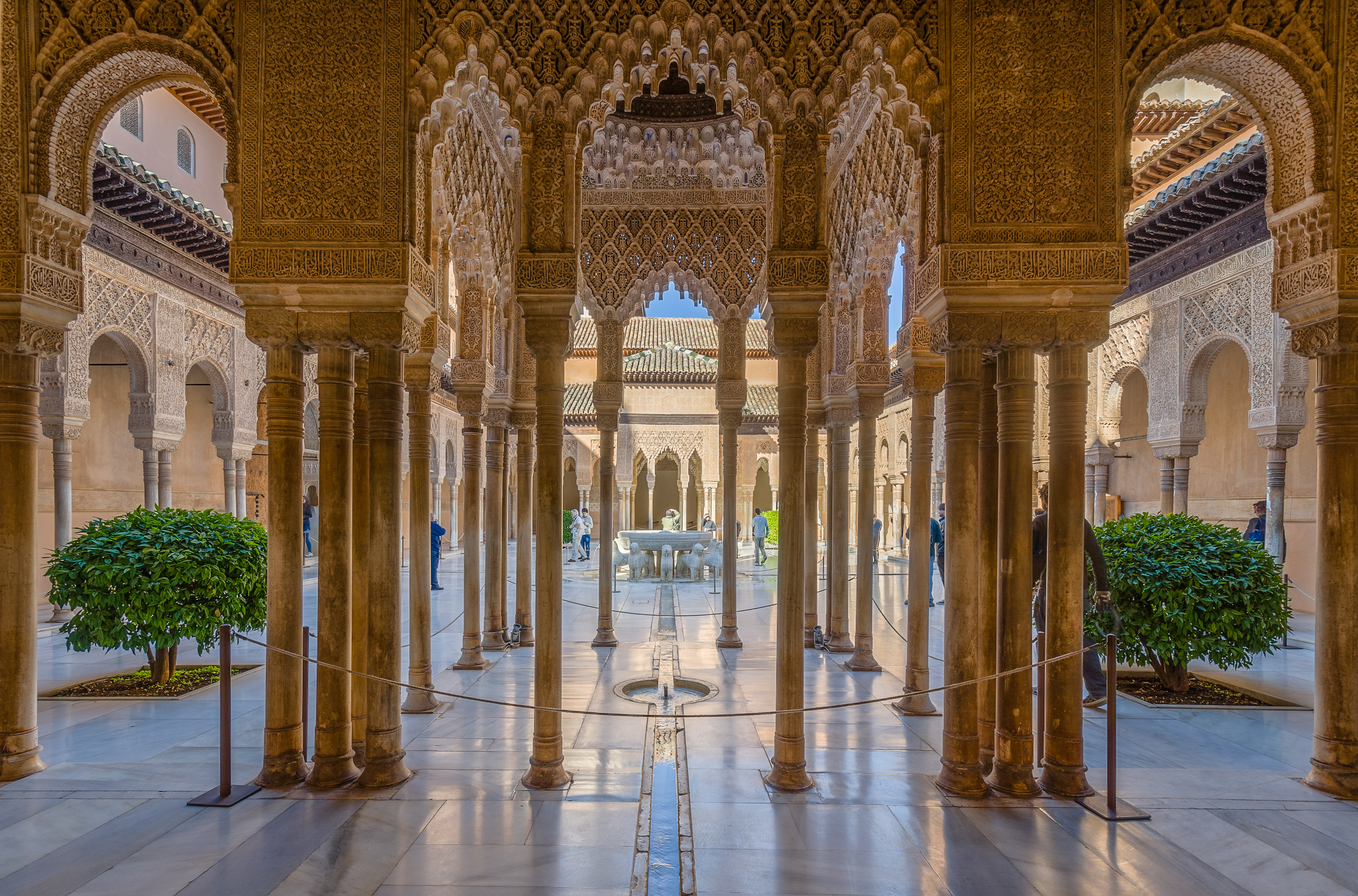
Alhambra, em Granada, Espanha.
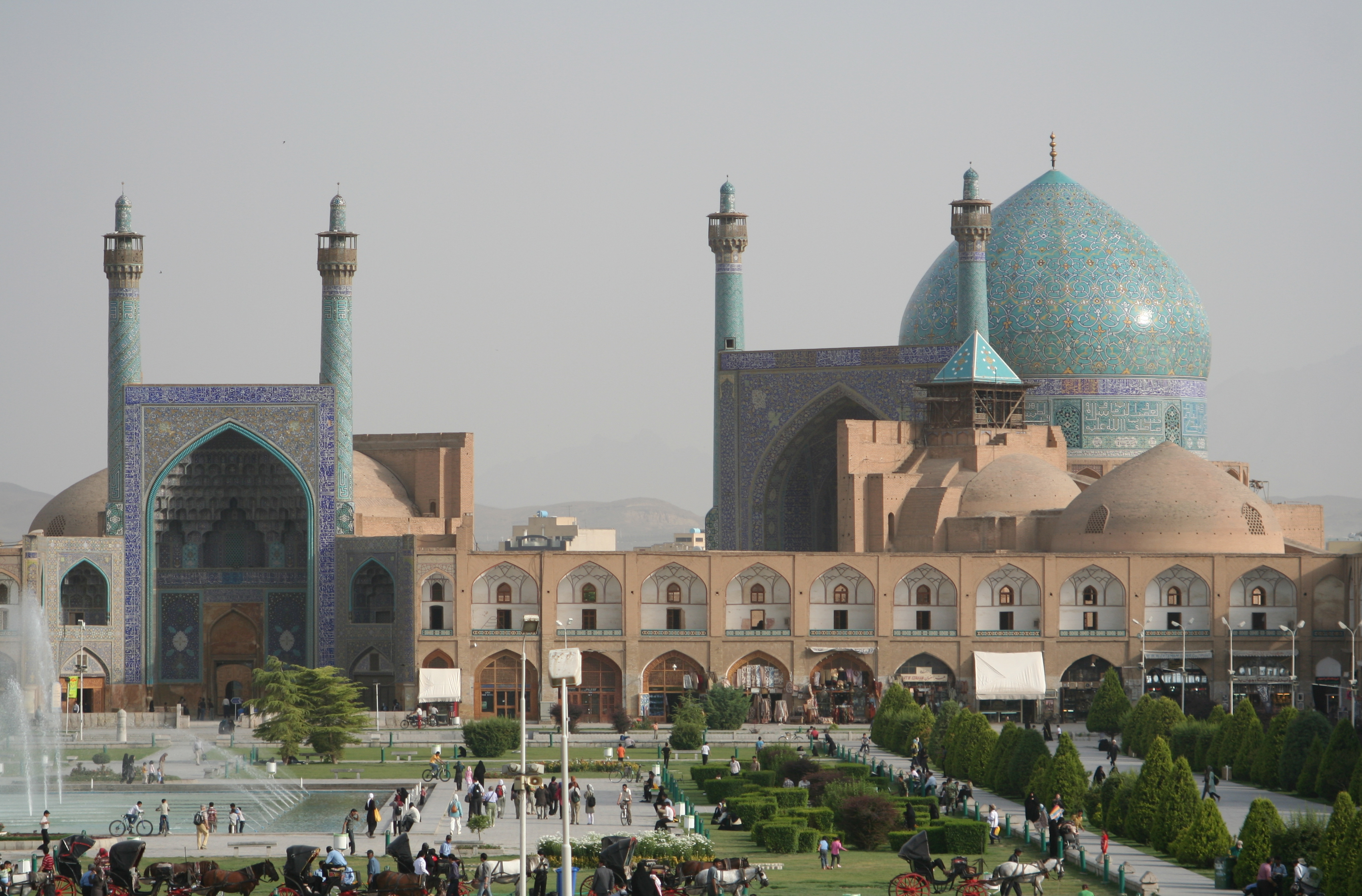
Mesquita do Imã Khomeini, em Isfahan, Irã.

### Arquitetura africana
A África também viveu seu desenvolvimento durante o período anterior a colonização europeia. Enquanto ao norte, sua região islâmica desenvolvia seu estilo particular, as outras regiões se desenvolviam social, política e economicamente. Madagascar, por exemplo, foi influenciada por povos indonésios, desenvolvendo uma arquitetura própria em relação ao continente. Desde a antiguidade, arquiteturas complexas eram vistas não apenas no Egito, mas em outros reinos da África, que na Idade Média abrigavam enormes cidades com diferentes estilos, principalmente baseados em arquiteturas vernaculares.

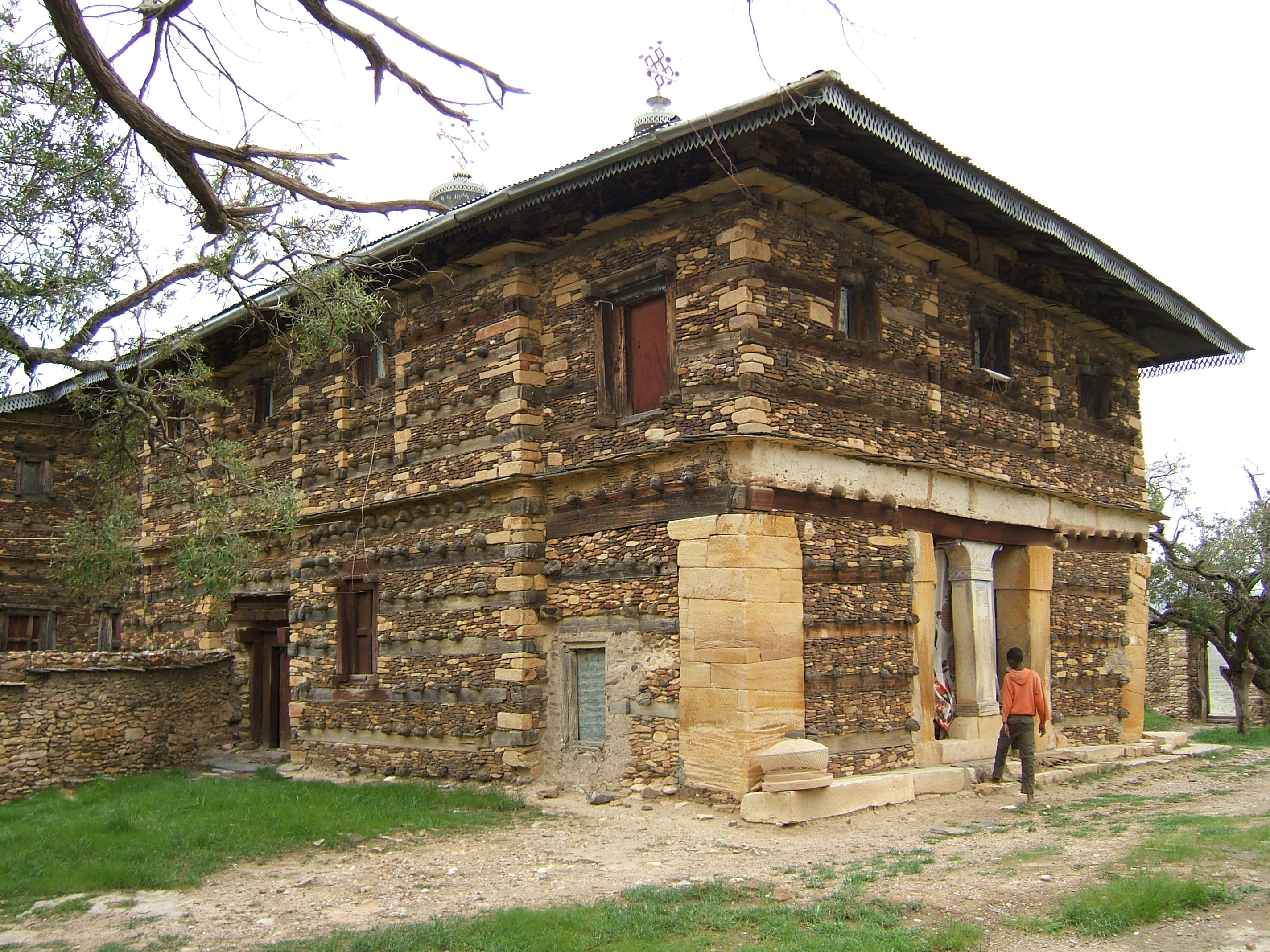
Igreja do Monastério de Debre Damo, Etiópia.
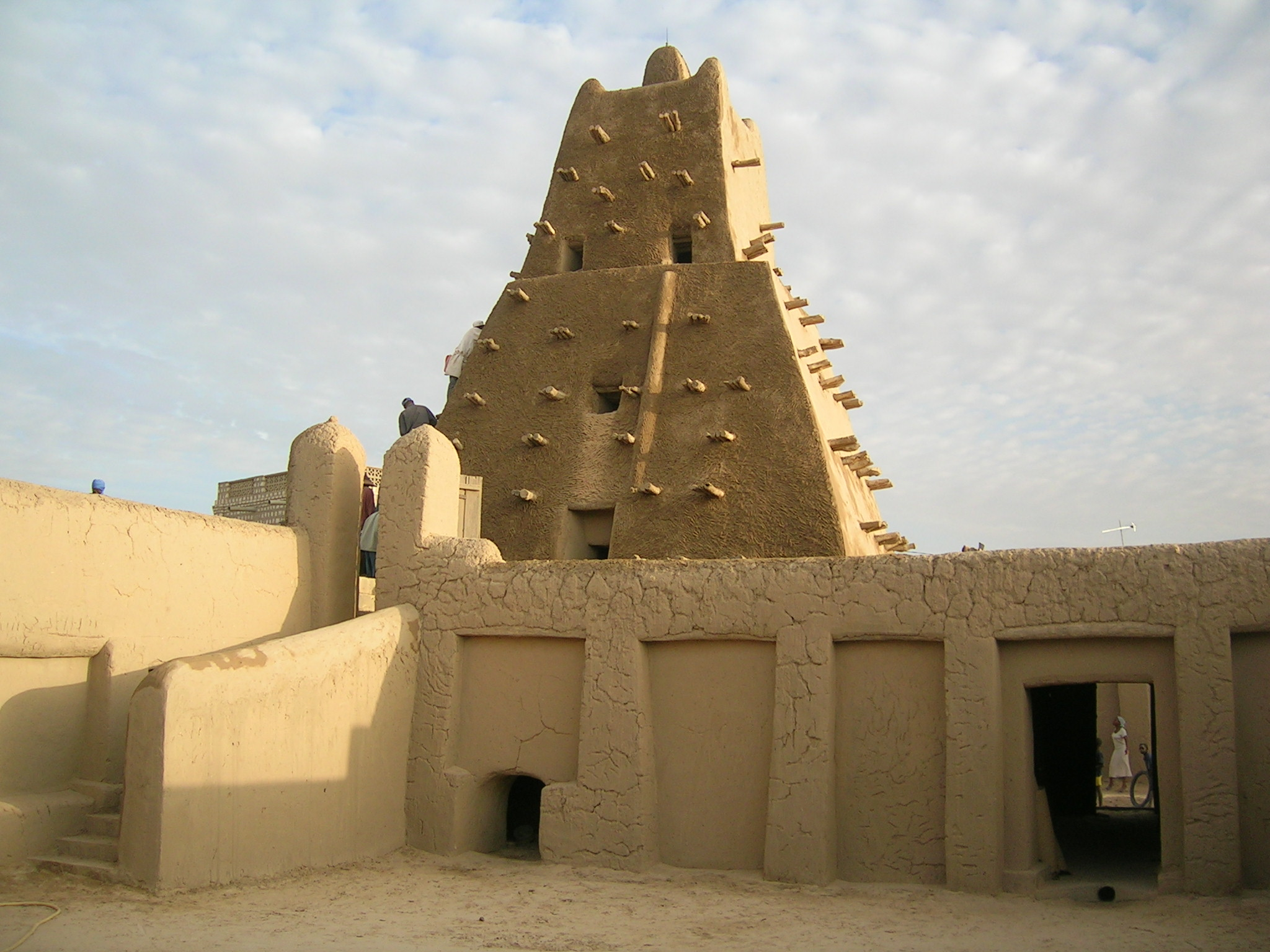
Madraça de Sancoré, em Tombuctu, Mali.
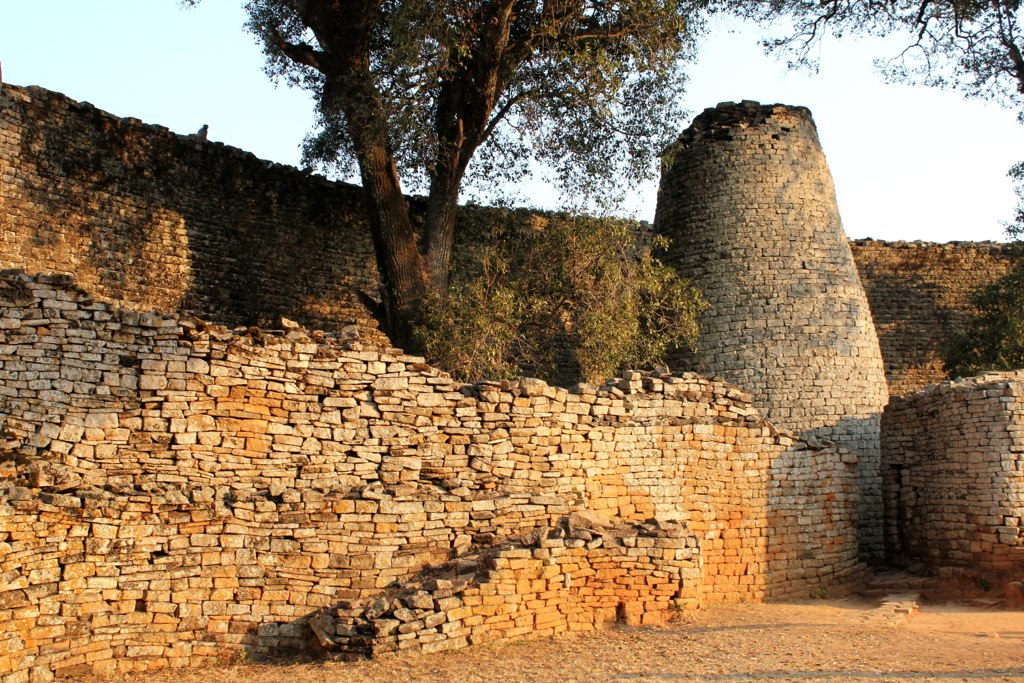
Ruínas do Grande Zimbabwe, no leste do Zimbábue.

### Arquitetura pré-colombiana
Enquanto a Europa vivia sua Idade Média, as civilizações originais da América experimentavam seus próprios avanços em várias áreas, incluindo a arquitetura. A maioria dos povos tinha uma arquitetura vernacular com técnicas e materiais locais, enquanto algumas civilizações atingiram uma grande sofisticação em suas construções. Por exemplo, a arquitetura maia deixou diversos edifícios e cidades como Chichén Itzá. Apesar de não usar tecnologias como veículos com rodas ou metal, os maias já dominavam um material similar ao cimento, de maneira parecida com os romanos da antiguidade. Ao norte, o Império Azteca tinha como destaque sua capital, Tenochtitlán, uma das maiores cidades do mundo em seu tempo, sendo que outras cidades já haviam surgido na região séculos antes. A cidade tinha um traçado urbano formado em cima de um lago, com ruas e aquedutos, e foi parcialmente mantido após a conquista espanhola, se tornando a Cidade do México.

Na América do Sul, os povos do Tawantinsuyu, mais conhecido como o Império Inca, tinham um planejamento regional complexo, que culminava na capital, Cuzco, como o centro político e geográfico. Eles tinham suas próprias técnicas construtivas e também desenvolveram avanços como um complexo sistema de drenagem na cidade de Machu Picchu, que por si só - a cidade fica a mais de 2 400 metros de altura - é uma grande realização desta civilização.

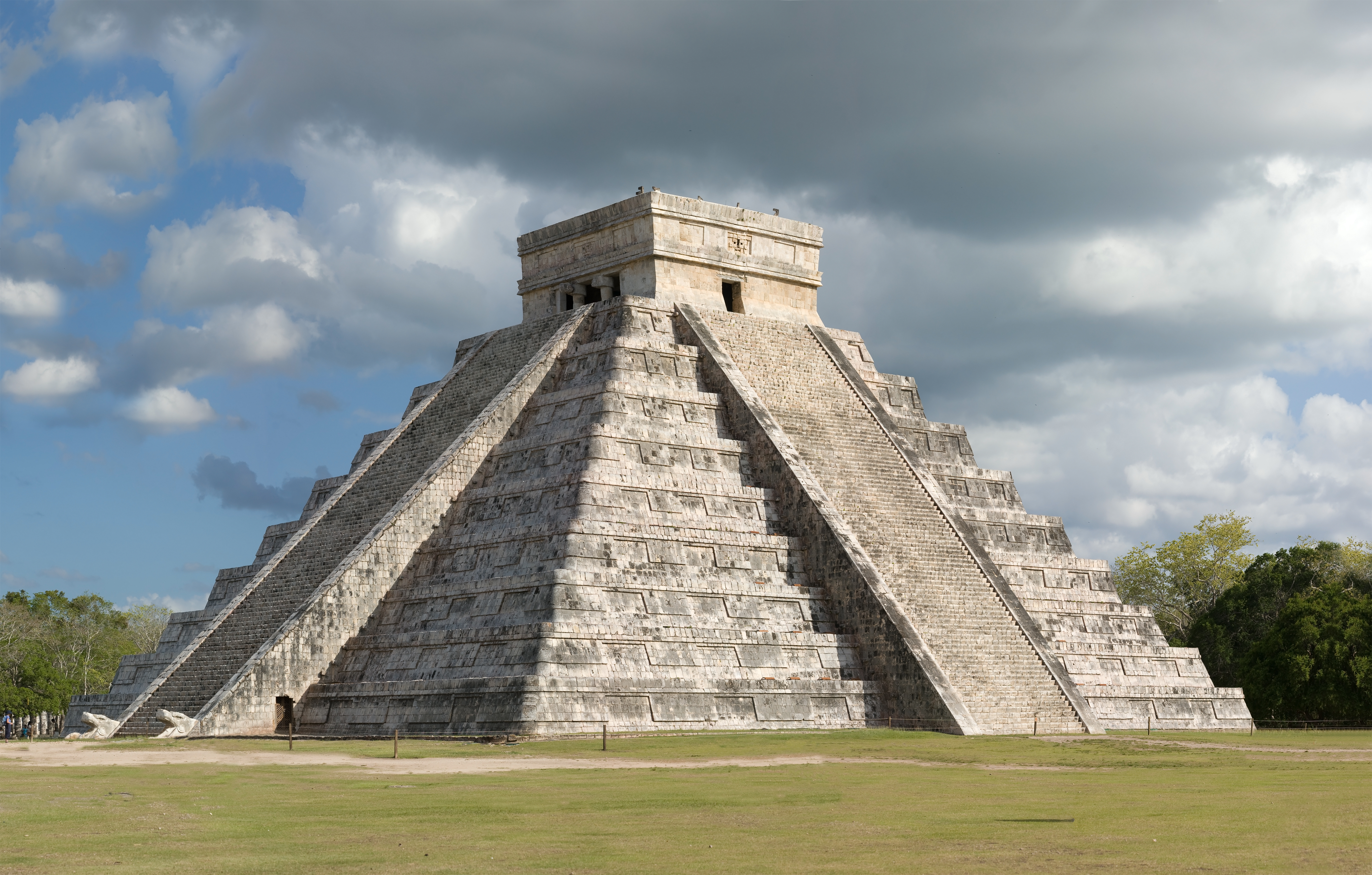
Templo de Kukulcán, na antiga cidade maia de Chichén Itzá, no atual México
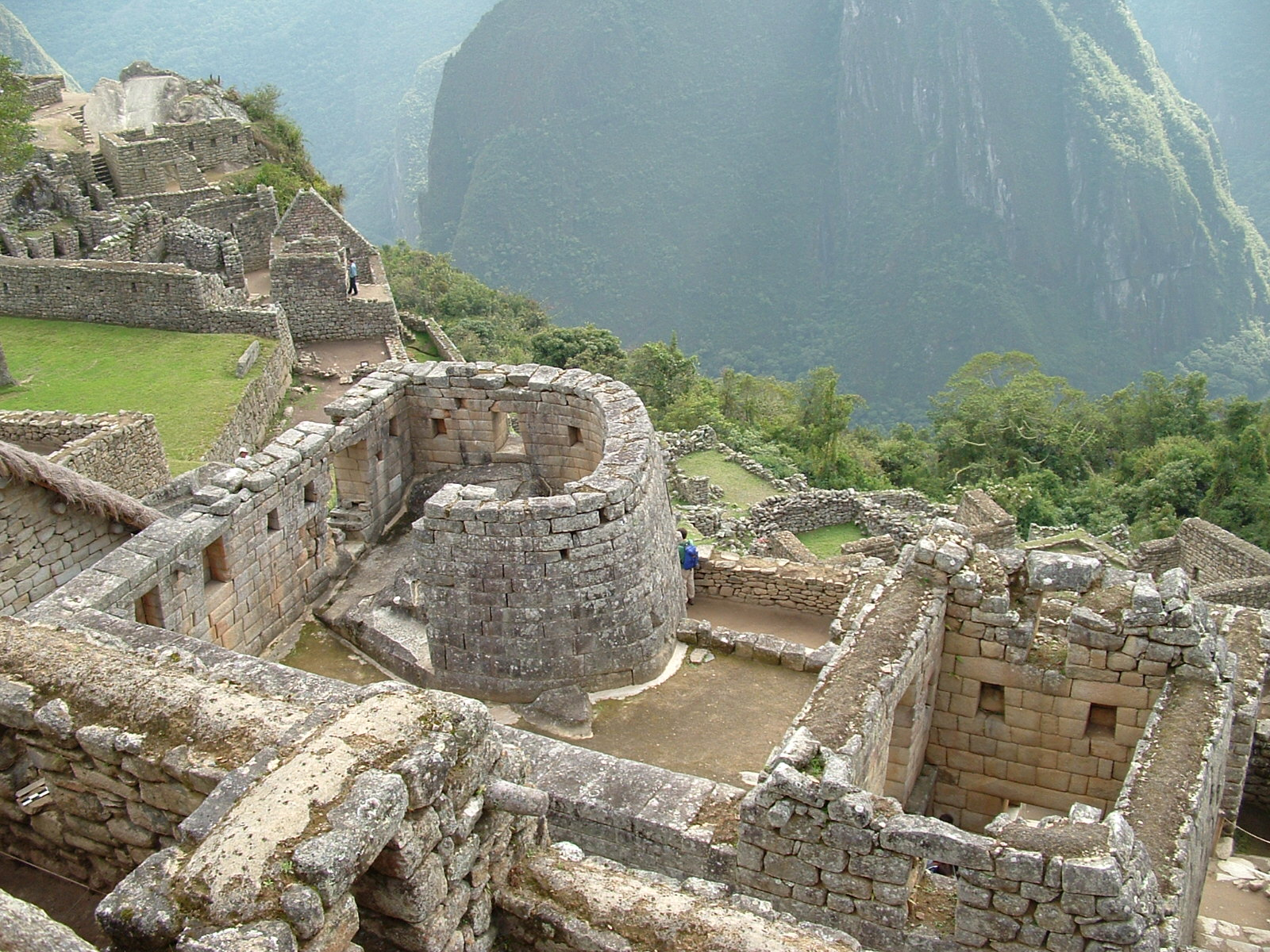
Ruínas do Templo do Sol de Machu Picchu, no Peru.
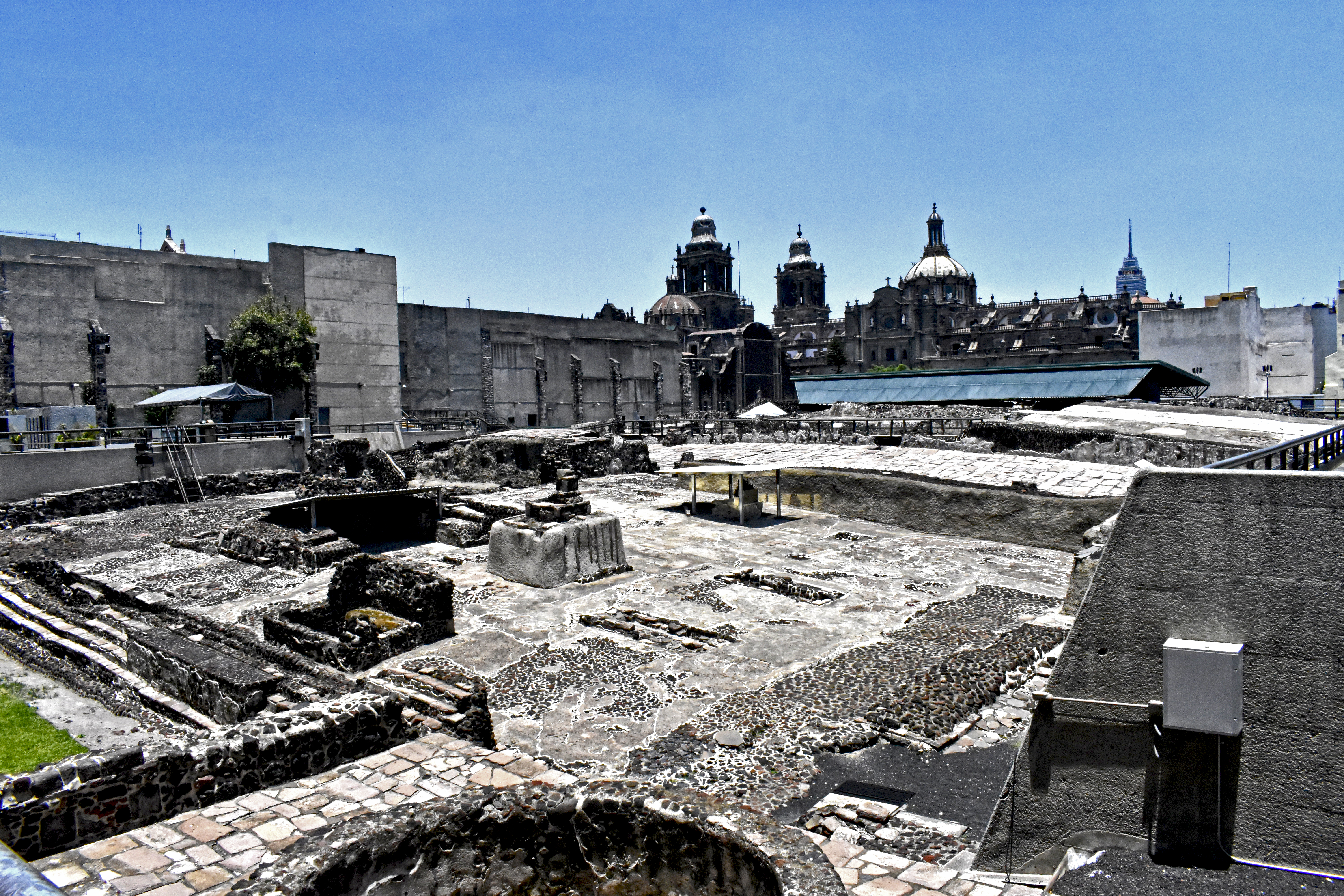
Ruínas do Templo Maior, na Cidade do México.

### Arquitetura renascentista
Na Europa renascentista, do século XV em diante, houve um ressurgimento da aprendizagem clássica acompanhada pelo desenvolvimento do humanismo renascentista, que enfatizou mais o papel do indivíduo na sociedade do que foi durante a Idade Média. Os edifícios foram atribuídos a arquitetos específicos - Brunelleschi, Alberti, Michelangelo, Palladio - e o "culto ao indivíduo" havia começado. Ainda não havia uma linha divisória entre artista, arquiteto e engenheiro, ou qualquer uma das vocações relacionadas, e a denominação era frequentemente regional. Um renascimento do estilo clássico da arquitetura foi acompanhado por um crescente número de ciências e engenharias que afetaram as proporções e a estrutura dos edifícios. Nesta fase, ainda era possível para um artista projetar uma ponte, pois o nível de cálculos estruturais envolvidos estava dentro do escopo generalista da arquitetura da época.

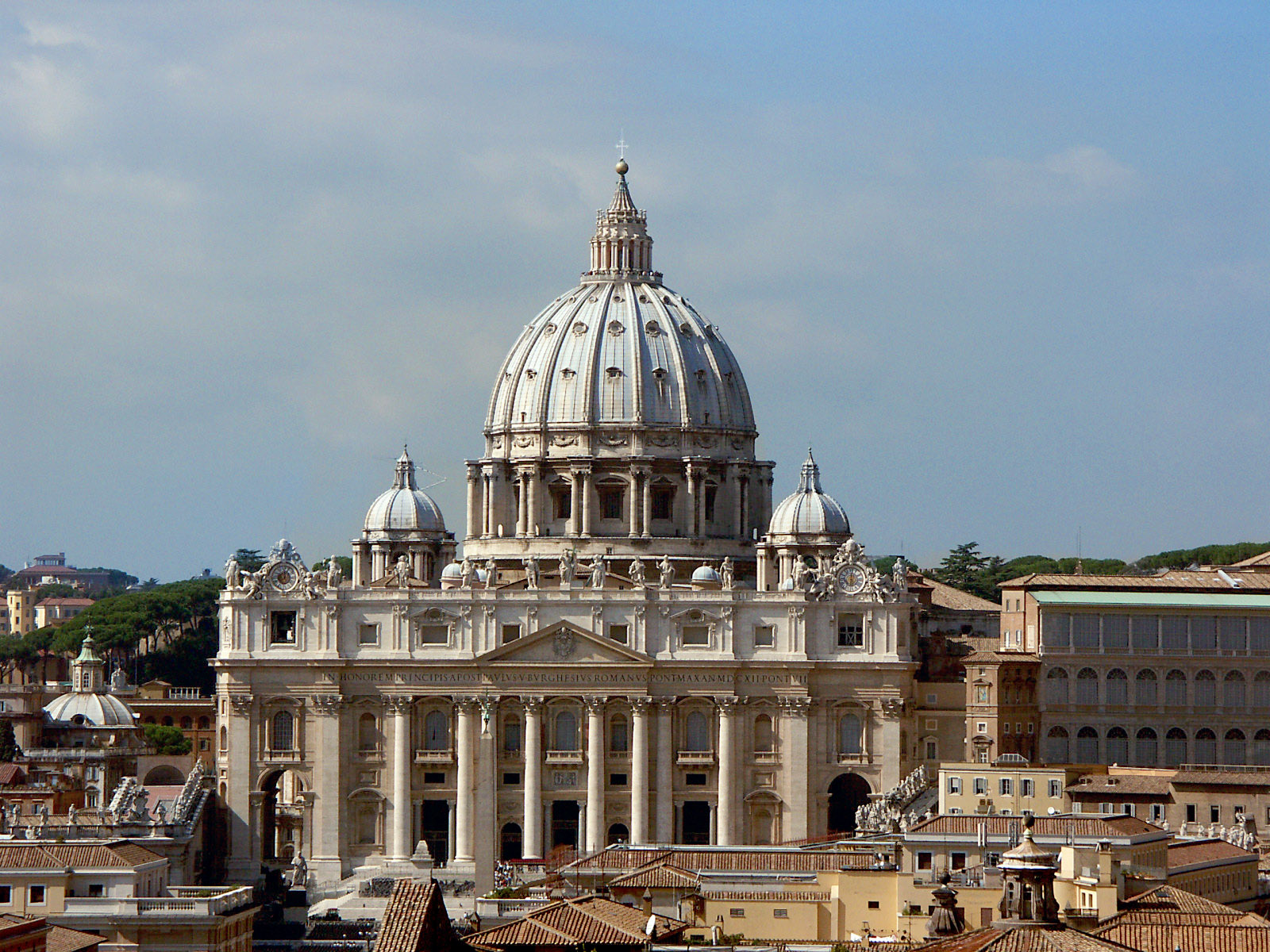
A Basílica de São Pedro, no Vaticano.
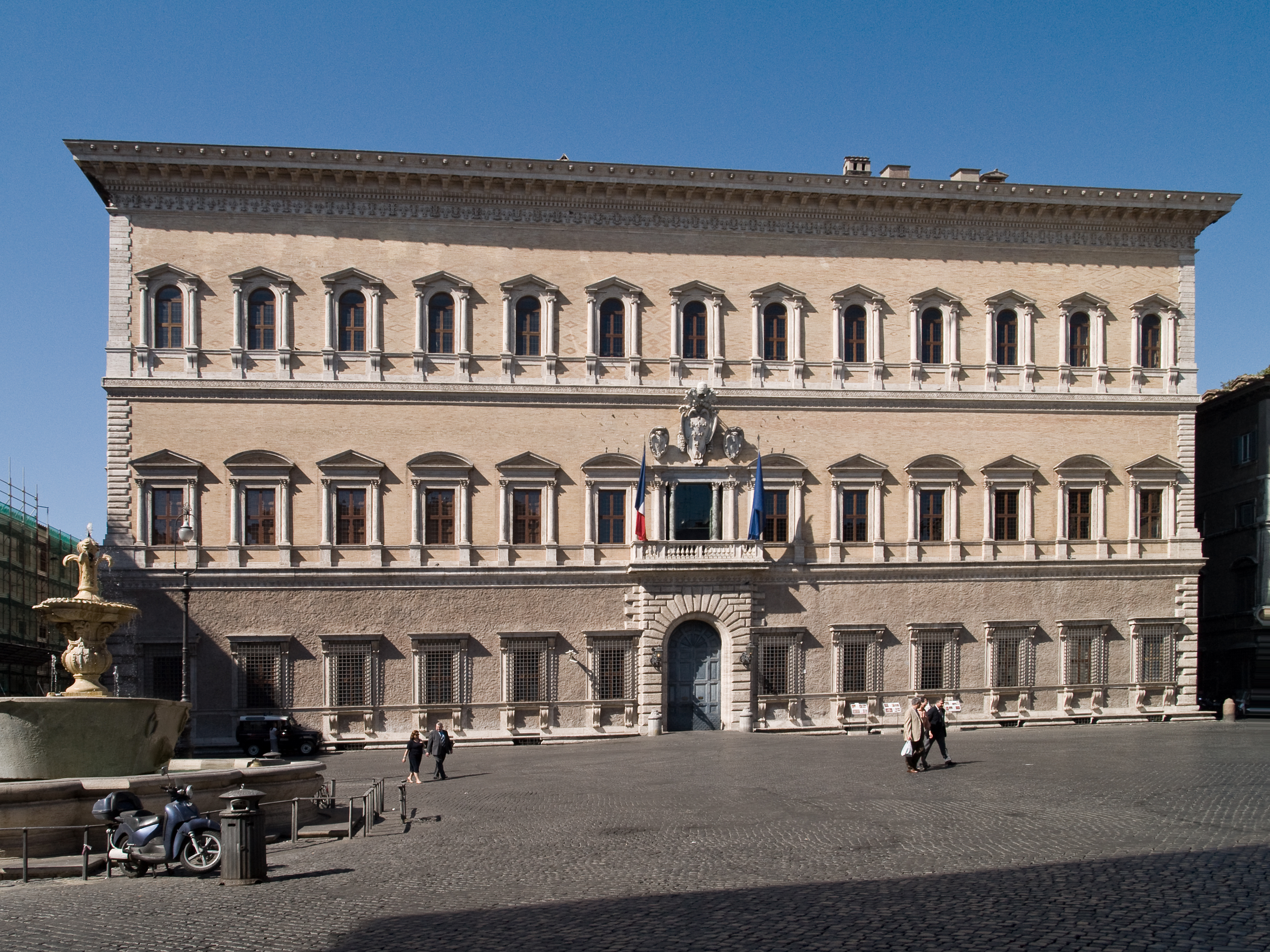
O Palácio Farnésio, Roma, Itália.
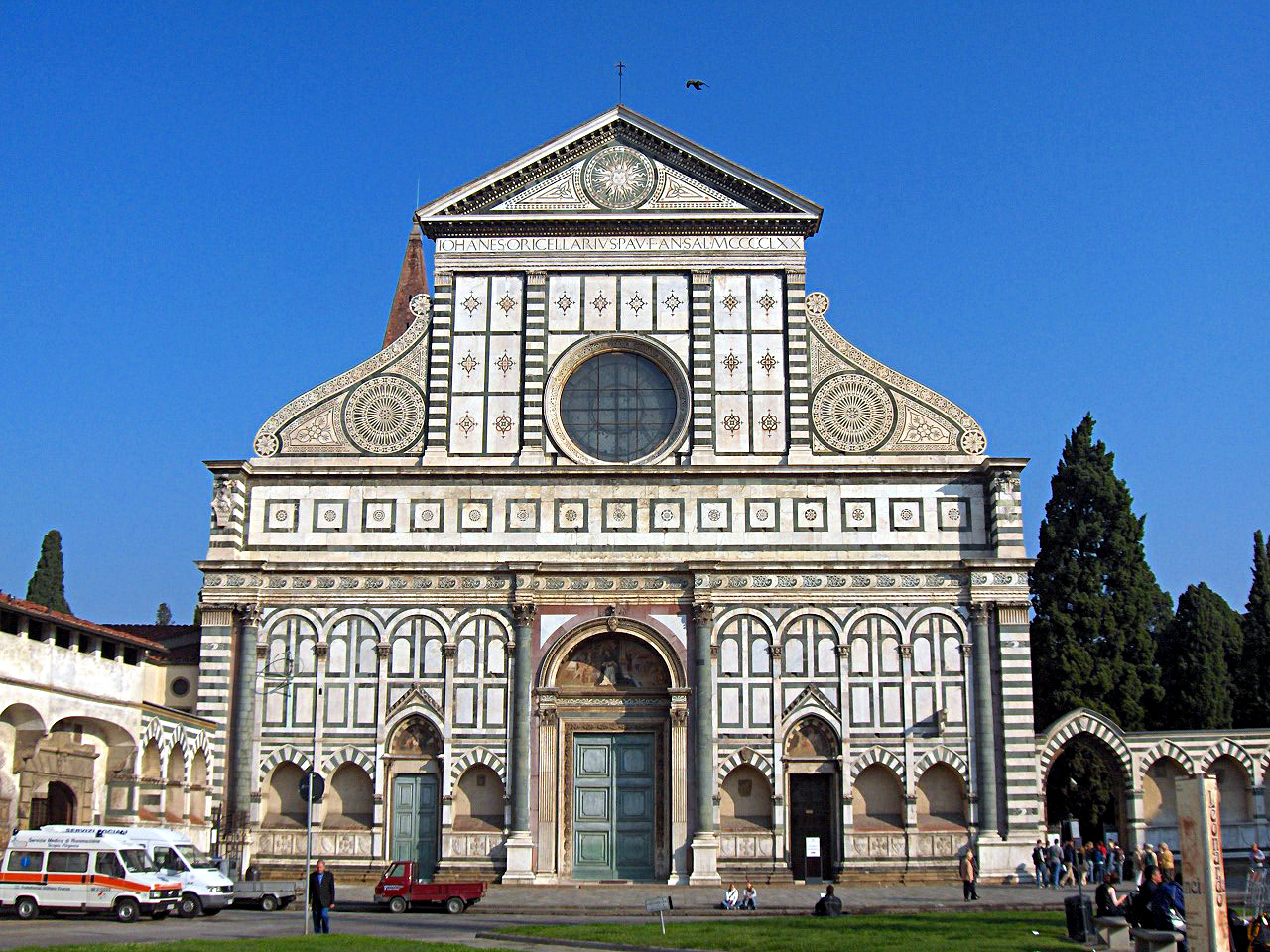
Santa Maria Novella, em Florença, Itália.

### Idade moderna e Revolução industrial
Com o conhecimento emergente nos campos científicos e o surgimento de novos materiais e tecnologias, a arquitetura e a engenharia começaram a se separar, e o arquiteto começou a se concentrar na estética e nos aspectos humanistas, muitas vezes à custa dos aspectos técnicos do projeto de construção. São desse período estilos como o maneirista, barroco, rococó, e historicismos como o neoclássico e neogótico. A arquitetura nas colônias europeias, em geral, reverberaram os estilos europeus, guardadas as proporções e limitações locais.
Também houve o surgimento do "arquiteto cavalheiro", que geralmente lidava com clientes abastados e concentrava-se predominantemente em qualidades visuais derivadas geralmente de protótipos históricos, tipificados pelas muitas casas de campo da Grã-Bretanha criadas nos estilos neogótico ou baronial escocês. O ensino formal de arquitetura no século XIX, por exemplo, na École des Beaux-Arts, na França, deu muita ênfase à produção de belos desenhos e pouco ao contexto e à viabilidade.
Enquanto isso, a Revolução Industrial abriu as portas para produção e consumo em massa. A estética tornou-se um critério para a classe média, pois os produtos ornamentados, uma vez dentro da província de artesanato caro, ficavam mais baratos na produção de máquinas. Novas demandas arquitetônicas surgem como pontes e fábricas, sendo feitas por profissionais que estavam se especializando nas novas tecnologias estruturais da época: foi a arquitetura dos engenheiros. Em breve, essas demandas não cumpridas pelos arquitetos, focados na aristocracia e no historicismo, levariam a algumas das insatisfações que culminariam no modernismo.

Já a arquitetura vernacular tornou-se cada vez mais ornamental. Os construtores de casas poderiam usar o projeto arquitetônico atual em seu trabalho, combinando recursos encontrados em livros de padrões e diários de arquitetura.

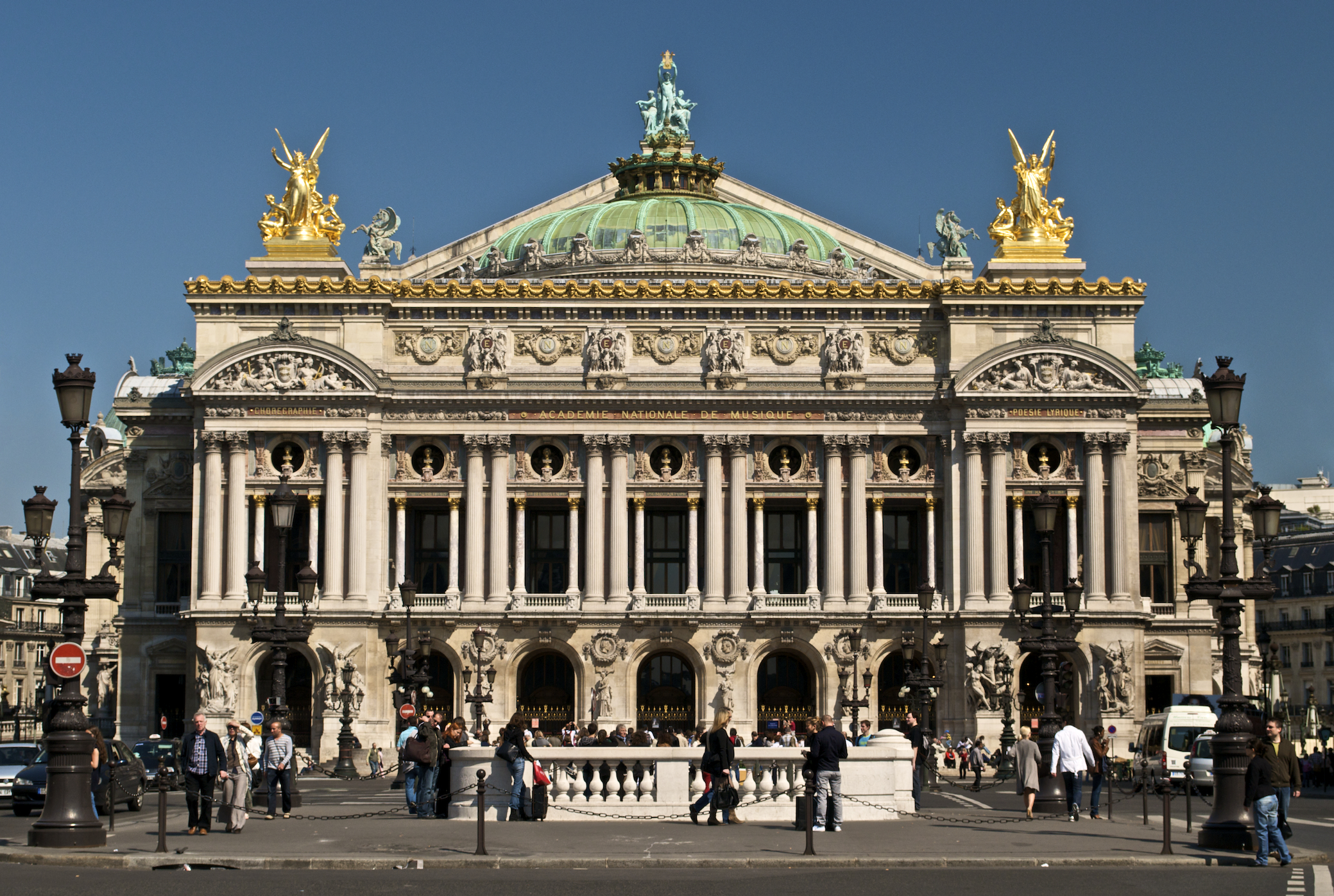
A Ópera Garnier, em Paris, França.
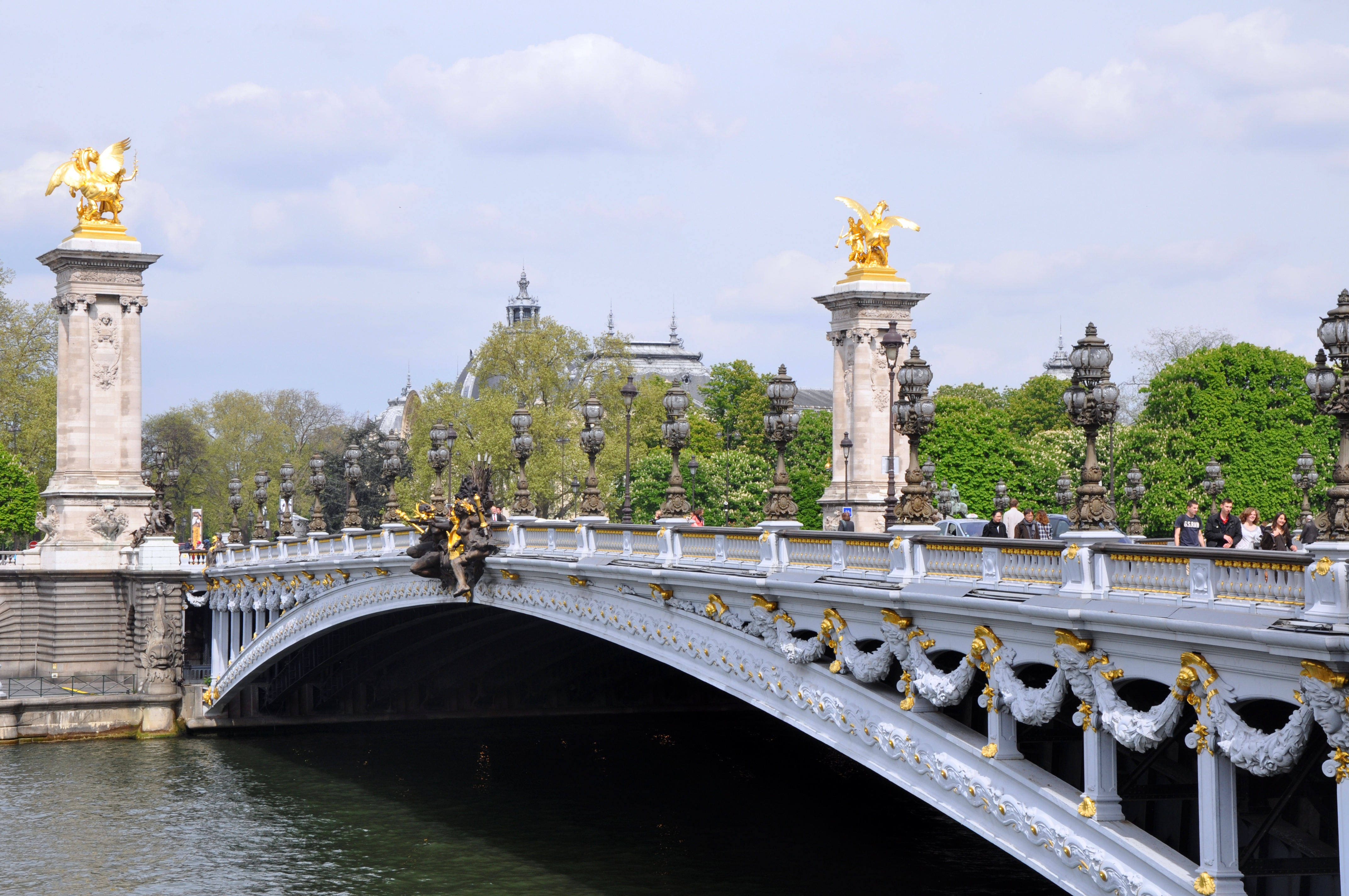
A Ponte Alexandre III, em Paris, França.
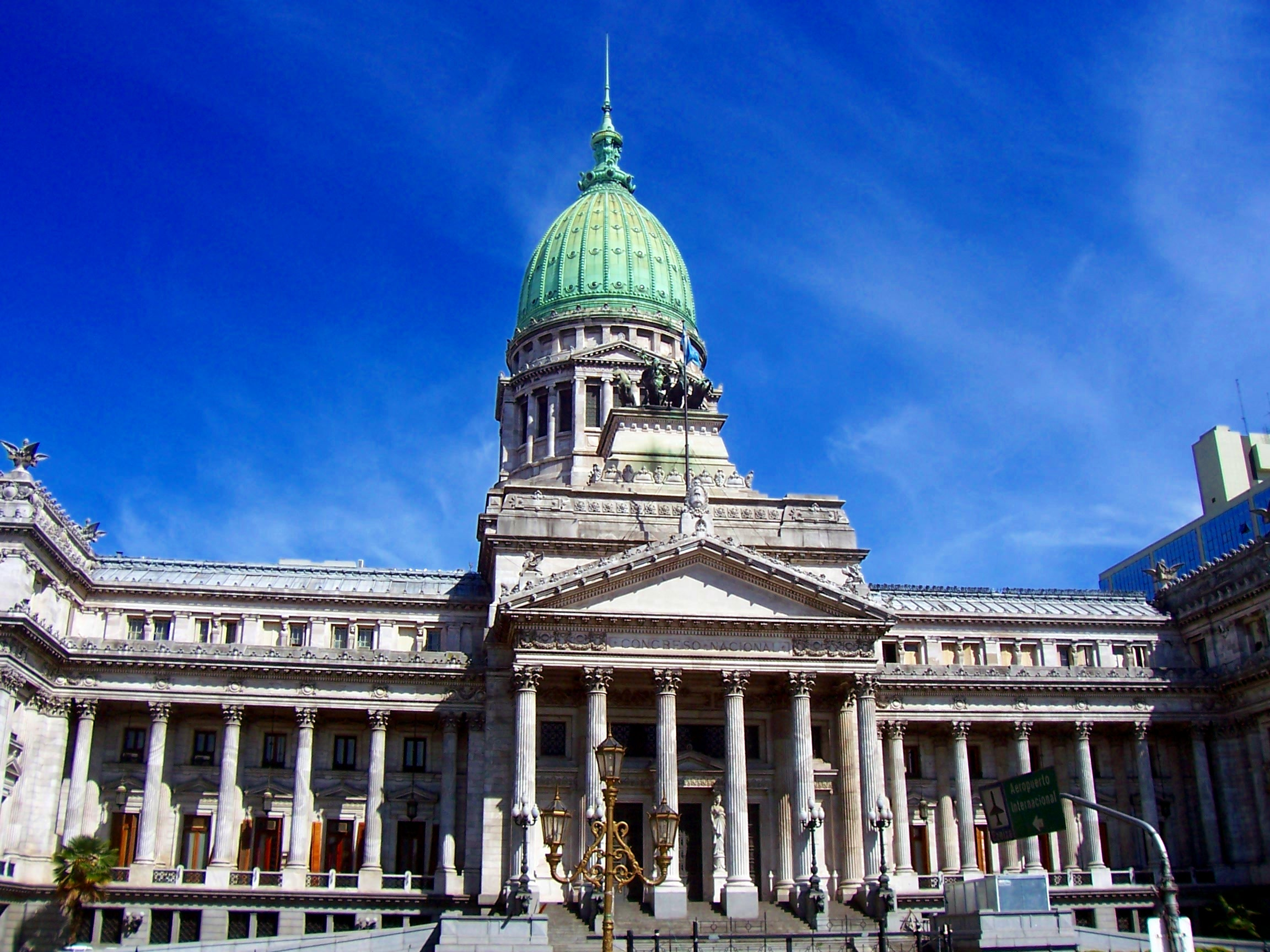
O Palácio do Congresso, em Buenos Aires, Argentina.

### Modernismo
Por volta do início do século XX, uma insatisfação geral com a ênfase na arquitetura historicista e decoração elaborada deu origem a muitas novas linhas de pensamento que serviram como precursoras da arquitetura moderna. Destaca-se o Deutscher Werkbund, formado em 1907 para produzir objetos industriais de melhor qualidade. A ascensão da profissão de design industrial é geralmente colocada aqui. Seguindo esse exemplo, a escola Bauhaus, fundada em Weimar, na Alemanha em 1919, redefiniu os limites arquitetônicos estabelecidos anteriormente ao longo da história, vendo a criação de um edifício como a síntese definitiva - o ápice - da arte, artesanato e tecnologia.
Quando a arquitetura moderna foi praticada, era um movimento de vanguarda com bases morais, filosóficas e estéticas. Após a Primeira Guerra Mundial, os arquitetos modernistas pioneiros procuraram desenvolver um estilo completamente novo, apropriado para uma nova ordem social e econômica do pós-guerra, focada em atender às necessidades da classe média e da classe trabalhadora. Eles rejeitaram a prática arquitetônica do refinamento acadêmico dos estilos históricos, que serviam à ordem aristocrática em rápido declínio. A abordagem dos arquitetos modernistas foi reduzir os edifícios a formas puras, removendo referências históricas e ornamentos em favor dos detalhes funcionalistas. Os edifícios exibiam seus elementos funcionais e estruturais, expondo vigas de aço e superfícies de concreto, em vez de escondê-los atrás de formas decorativas. Arquitetos como Frank Lloyd Wright desenvolveram a arquitetura orgânica, na qual a forma foi definida por seu ambiente e finalidade, com o objetivo de promover a harmonia entre a habitação humana e o mundo natural, com exemplos principais de Robie House e a Casa da Cascata.

Arquitetos como Mies van der Rohe, Philip Johnson e Marcel Breuer trabalharam para criar beleza com base nas qualidades inerentes aos materiais de construção e nas técnicas modernas de construção, trocando formas históricas tradicionais por formas geométricas simplificadas, comemorando os novos métodos possibilitados pela Revolução Industrial, incluindo a construção em estrutura de aço, que deu origem a superestruturas de arranha-céus. O desenvolvimento da estrutura de tubos de Fazlur Rahman Khan foi uma inovação tecnológica que quebrou paradigmas nas construções em altura. Em meados do século XX, o modernismo havia levado ao estilo internacional, uma estética representada, por exemplo, pelas Torres Gêmeas do World Trade Center de Nova Iorque, projetadas por Minoru Yamasaki, ou ainda, na mesma cidade, do edifício-sede da Organização das Nações Unidas.

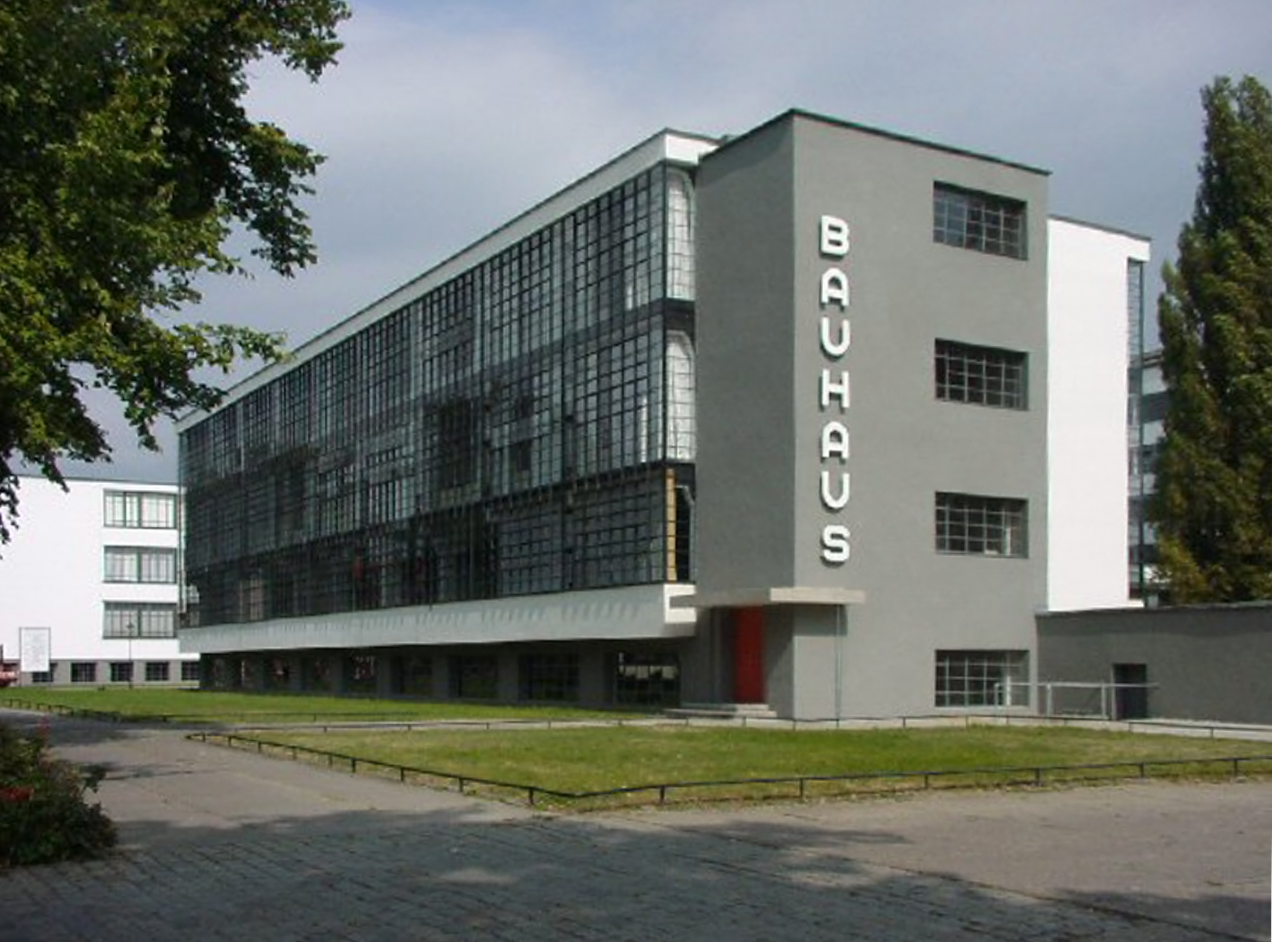
O prédio da Bauhaus em Dessau, Alemanha.
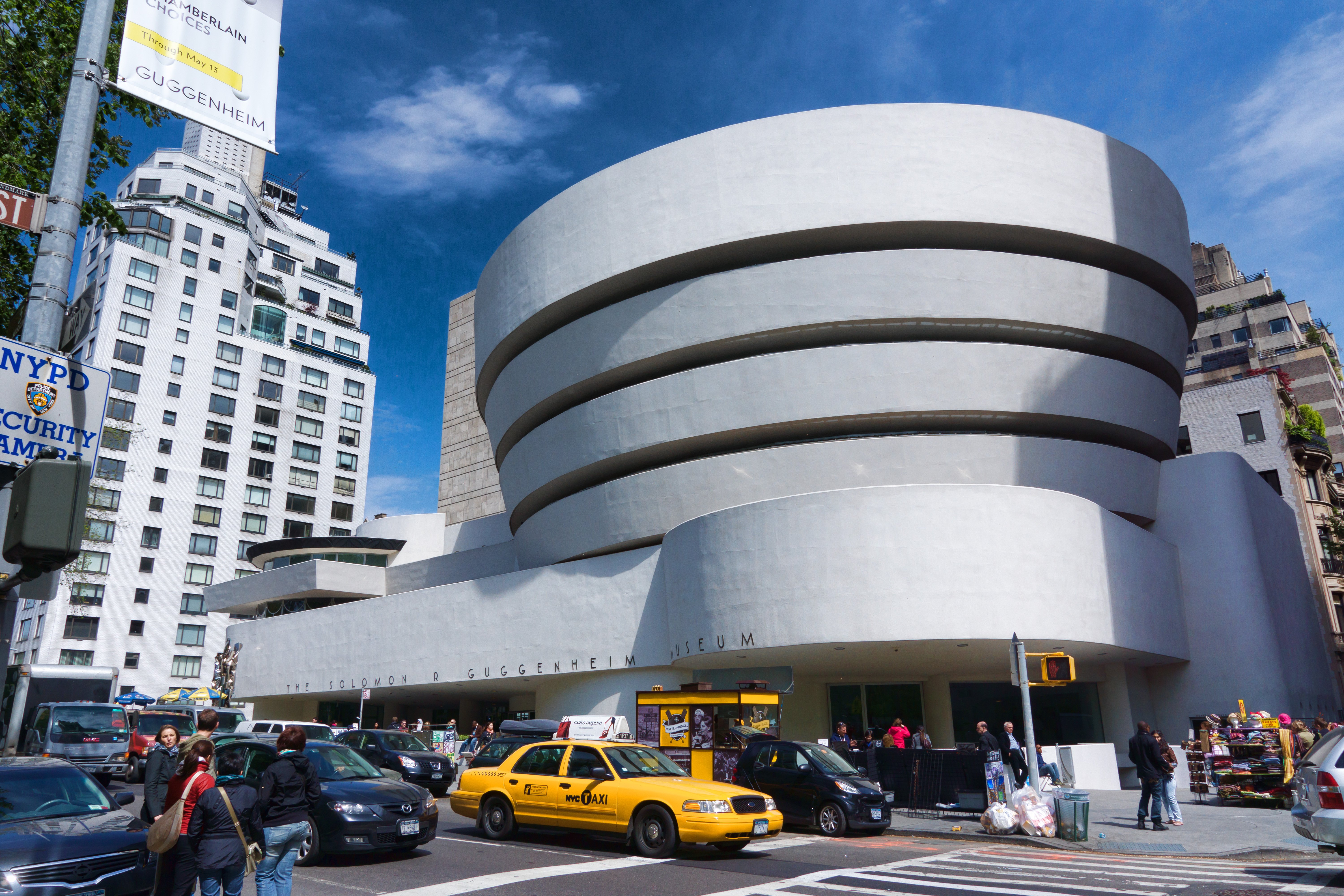
O Guggenheim de Nova Iorque, Estados Unidos.
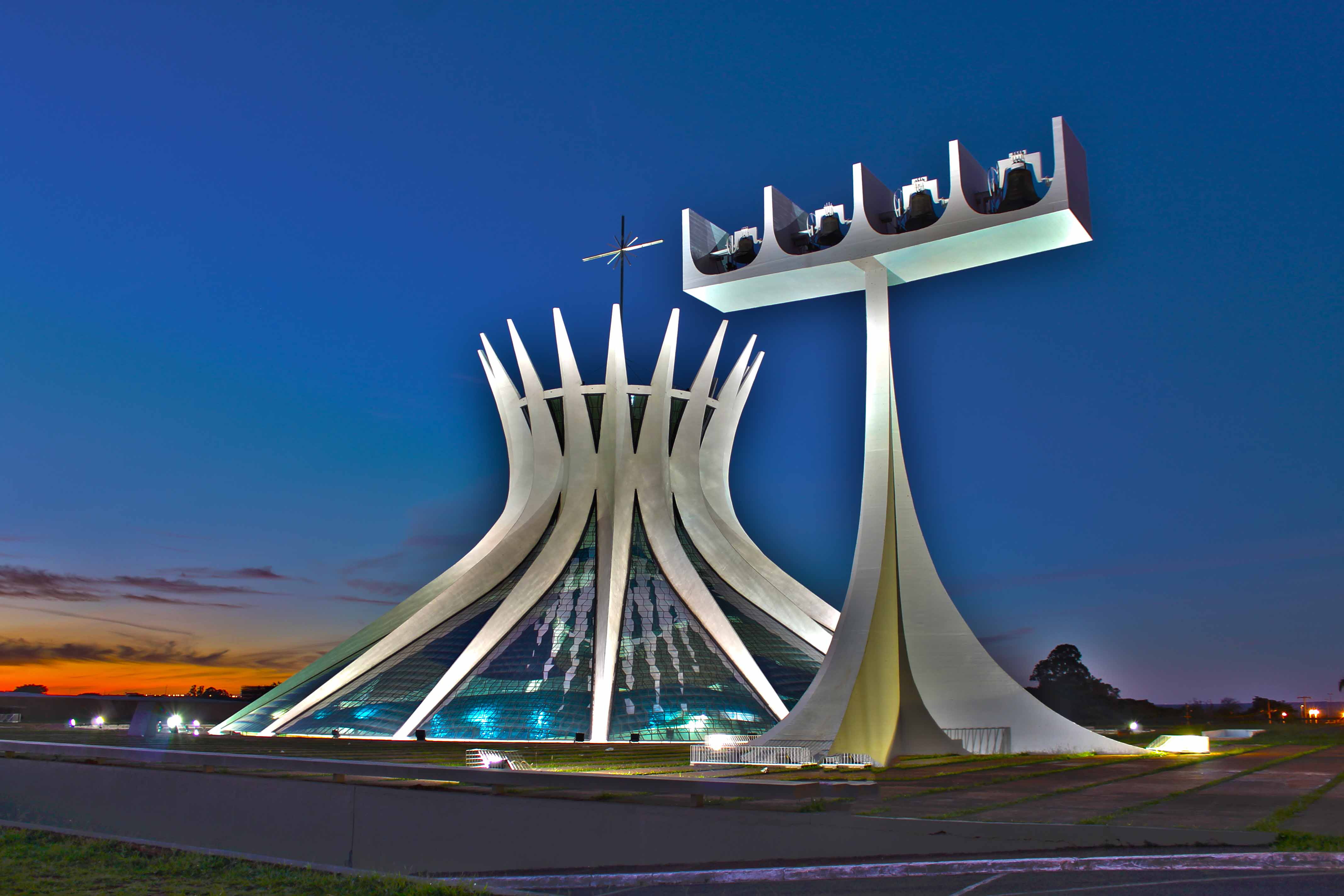
A Catedral de Brasília, Brasil.
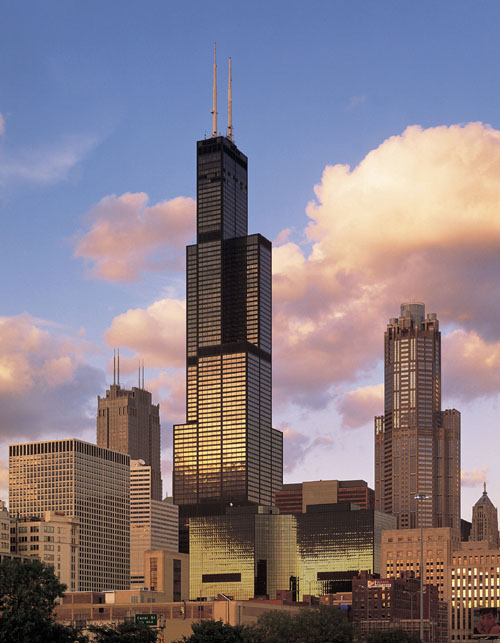
Willis Tower, Chicago, Estados Unidos.

### Pós-modernismo
Muitos arquitetos resistiram ao modernismo, achando-o desprovido da riqueza decorativa dos estilos históricos. Quando a primeira geração de modernistas começou a morrer após a Segunda Guerra Mundial, uma segunda geração de arquitetos, incluindo Paul Rudolph, Marcel Breuer e Eero Saarinen, tentou expandir a estética do modernismo com o brutalismo, edifícios com fachadas esculturais expressivas feitas de concreto inacabado. Mas uma geração ainda mais nova do pós-guerra criticou o modernismo e o brutalismo por serem demasiado austeros, padronizados, monótonos e sem levar em conta a riqueza da experiência humana oferecida em edifícios históricos ao longo do tempo e em diferentes lugares e culturas.
Uma dessas reações à fria estética do modernismo e do brutalismo é a escola de arquitetura metafórica, que inclui coisas como biomorfismo e arquitetura zoomórfica, ambas usando a natureza como fonte primária de inspiração e design. Embora alguns sejam considerados apenas um aspecto do pós-modernismo, outros o consideram uma escola por si só e um desenvolvimento posterior da arquitetura expressionista.

A partir do final dos anos 1950 e 1960, a fenomenologia arquitetônica emergiu como um movimento importante na reação inicial ao modernismo, com arquitetos como Charles Moore nos Estados Unidos, Christian Norberg-Schulz na Noruega e Ernesto Nathan Rogers e Vittorio Gregotti, Michele Valori, Bruno Zevi, na Itália, que popularizou coletivamente o interesse em uma nova arquitetura contemporânea destinada a expandir a experiência humana usando edifícios históricos como modelos e precedentes. O pós-modernismo produziu um estilo que combinava tecnologia de construção contemporânea e materiais baratos, com a estética de estilos pré-modernos e não modernos, da arquitetura clássica alta aos estilos de construção regionais populares ou vernaculares. Denise Scott-Brown e Robert Venturi definiram a arquitetura pós-moderna como um "galpão decorado" (um edifício comum, funcionalmente projetado por dentro e embelezado por fora), defendendo-a contra "patos" modernistas e brutalistas (edifícios com formas tectônicas desnecessariamente expressivas).

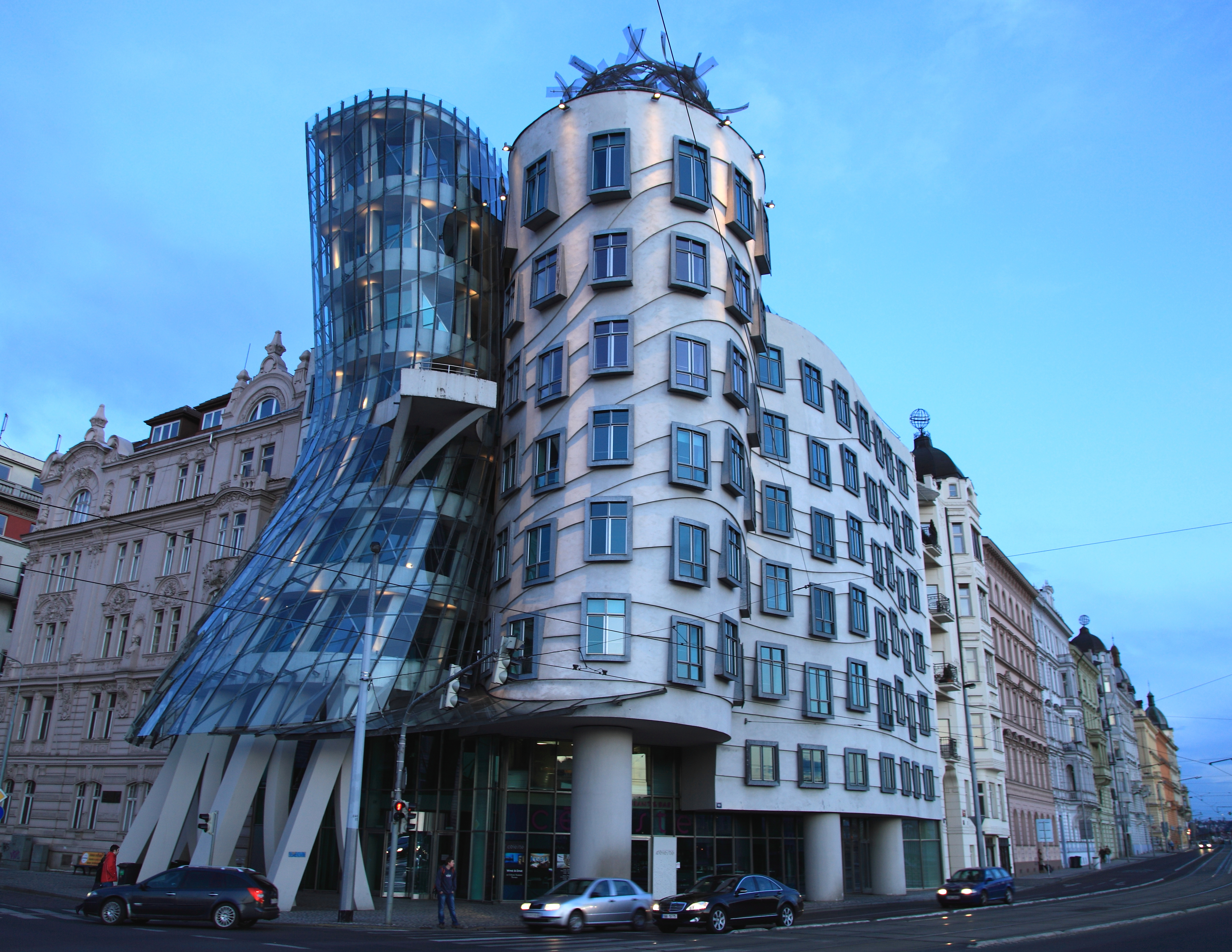
A Casa Dançante, Praga, República Checa.
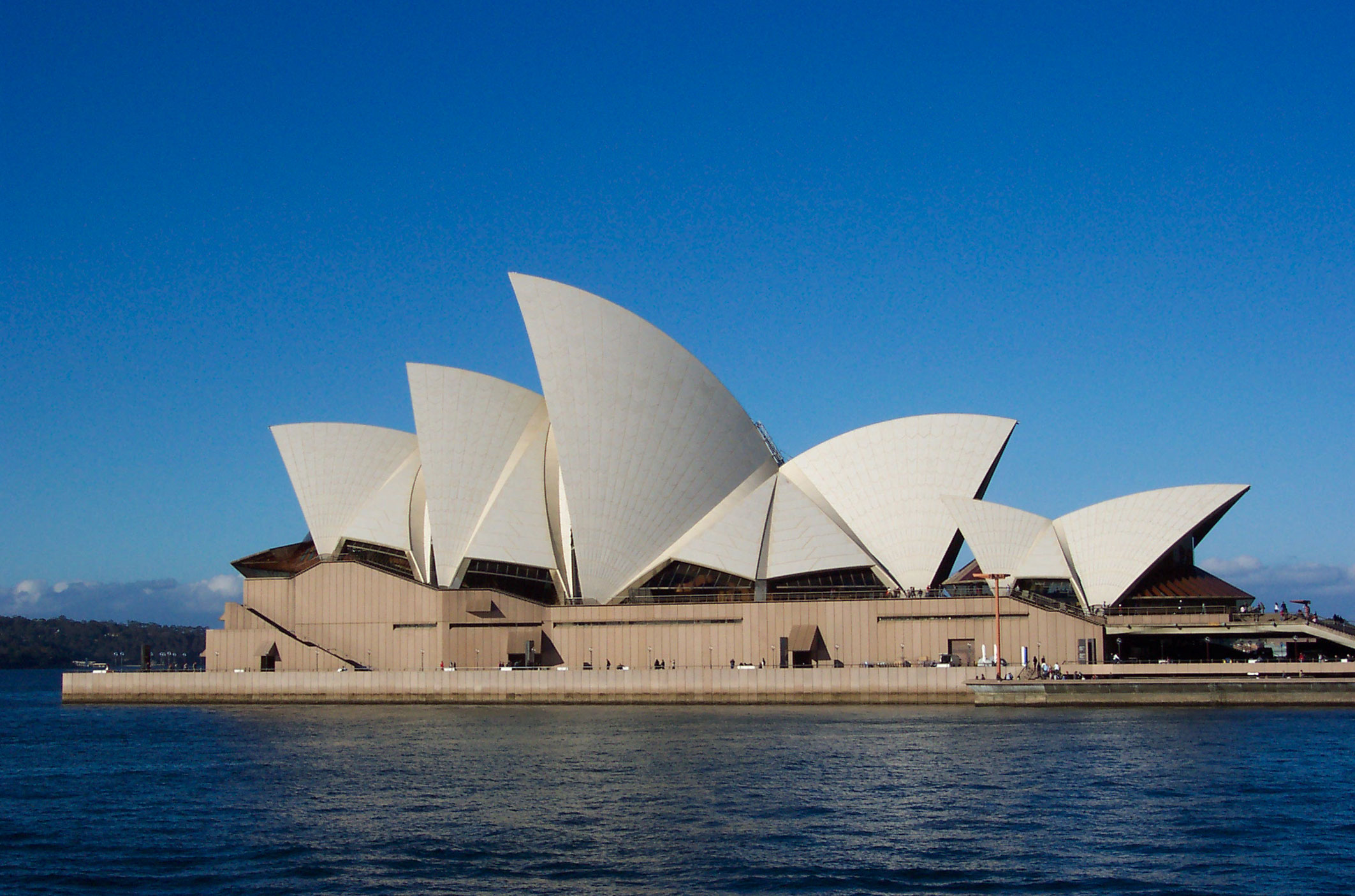
A Ópera de Sydney, Austrália.
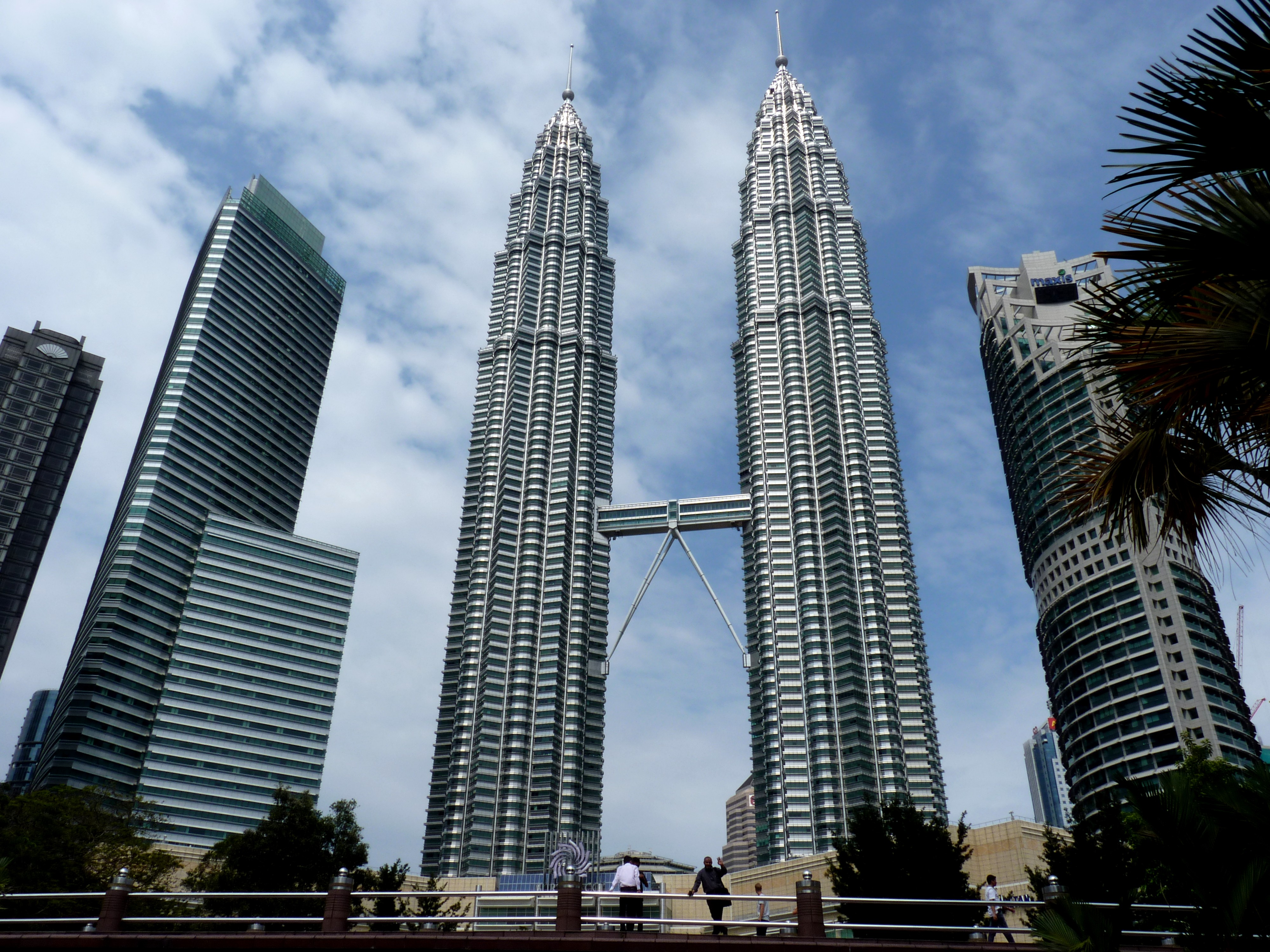
As Torres Petronas, Kuala Lumpur, Malásia.

### A arquitetura hoje
Desde a década de 1980, quando a complexidade dos edifícios começou a aumentar (em termos de sistemas estruturais, serviços, energia e tecnologias), o campo da arquitetura tornou-se multidisciplinar com especializações para cada tipo de projeto, conhecimento tecnológico ou métodos de entrega de projetos. Além disso, houve uma separação maior entre arquitetos, com uns sendo responsáveis pelo desenho, forma e estética, e outros garantindo que o projeto atenda aos padrões exigidos e lide com questões de responsabilidade. Os processos preparatórios para o projeto de qualquer grande edifício tornaram-se cada vez mais complicados e exigem estudos preliminares de assuntos como durabilidade, sustentabilidade, qualidade, dinheiro e conformidade com as leis locais. Uma estrutura grande não pode mais ser o design de uma pessoa, mas deve ser o trabalho de muitos. O modernismo e o pós-modernismo foram criticados por alguns membros da profissão de arquiteto que acham que a arquitetura de sucesso não é uma busca pessoal, filosófica ou estética por individualistas; pelo contrário, deve considerar as necessidades cotidianas das pessoas e usar a tecnologia para criar ambientes habitáveis, com o processo de design sendo informado por estudos de ciências comportamentais, ambientais e sociais.
A sustentabilidade ambiental tornou-se uma questão dominante, com profundo efeito na profissão de arquiteto. Muitos desenvolvedores, aqueles que apoiam o financiamento de edifícios, foram educados para incentivar a facilitação de projetos ambientalmente sustentáveis, em vez de soluções baseadas principalmente no custo imediato. Os principais exemplos disso podem ser encontrados no projeto passivo de construções solares, projetos de telhados mais ecológicos, materiais biodegradáveis e mais atenção ao uso de energia de uma estrutura. Essa grande mudança na arquitetura também mudou as escolas de arquitetura para se concentrar mais no meio ambiente. Houve uma aceleração no número de edifícios que procuram atender aos princípios de design sustentável de edifícios verdes. As práticas sustentáveis que estavam no centro da arquitetura vernacular fornecem cada vez mais inspiração para técnicas contemporâneas sustentáveis em termos ambientais e sociais.

Simultaneamente, os movimentos recentes do Novo Urbanismo, da Arquitetura Metafórica e da Nova Arquitetura Clássica promovem uma abordagem sustentável em relação à construção que aprecia e desenvolve crescimento inteligente, tradição arquitetônica e design clássico. Isso contrasta com a arquitetura modernista e globalmente uniforme, além de se apoiar em conjuntos habitacionais solitários e na expansão suburbana. Fachadas envidraçadas, que eram a marca registrada da vida urbana ultramoderna em muitos países, surgiram mesmo em países em desenvolvimento como a Nigéria, onde os estilos internacionais estavam representados desde meados do século XX, principalmente por causa das inclinações de arquitetos treinados no exterior.

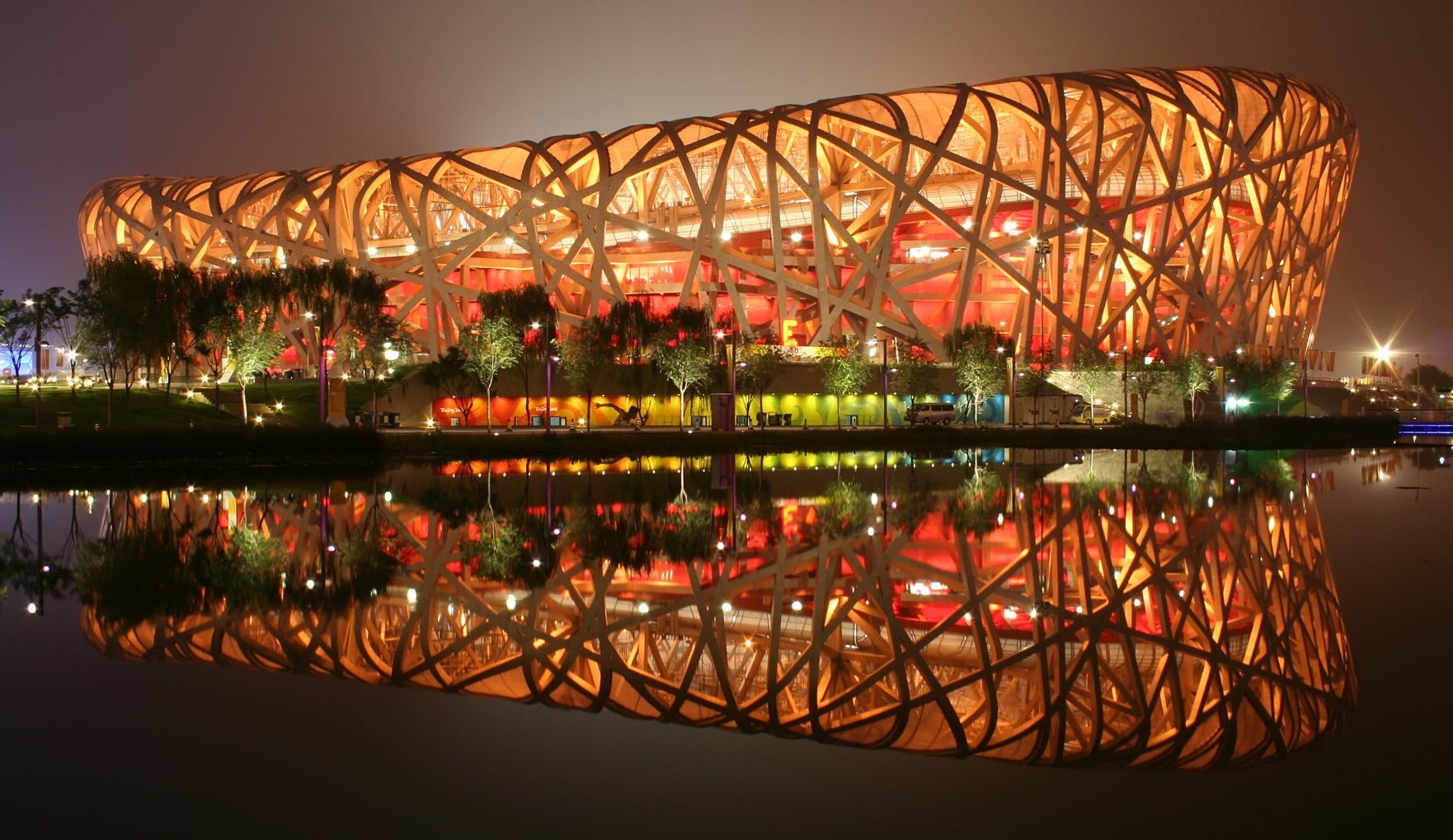
O Ninho do Pássaro, Pequim, China.
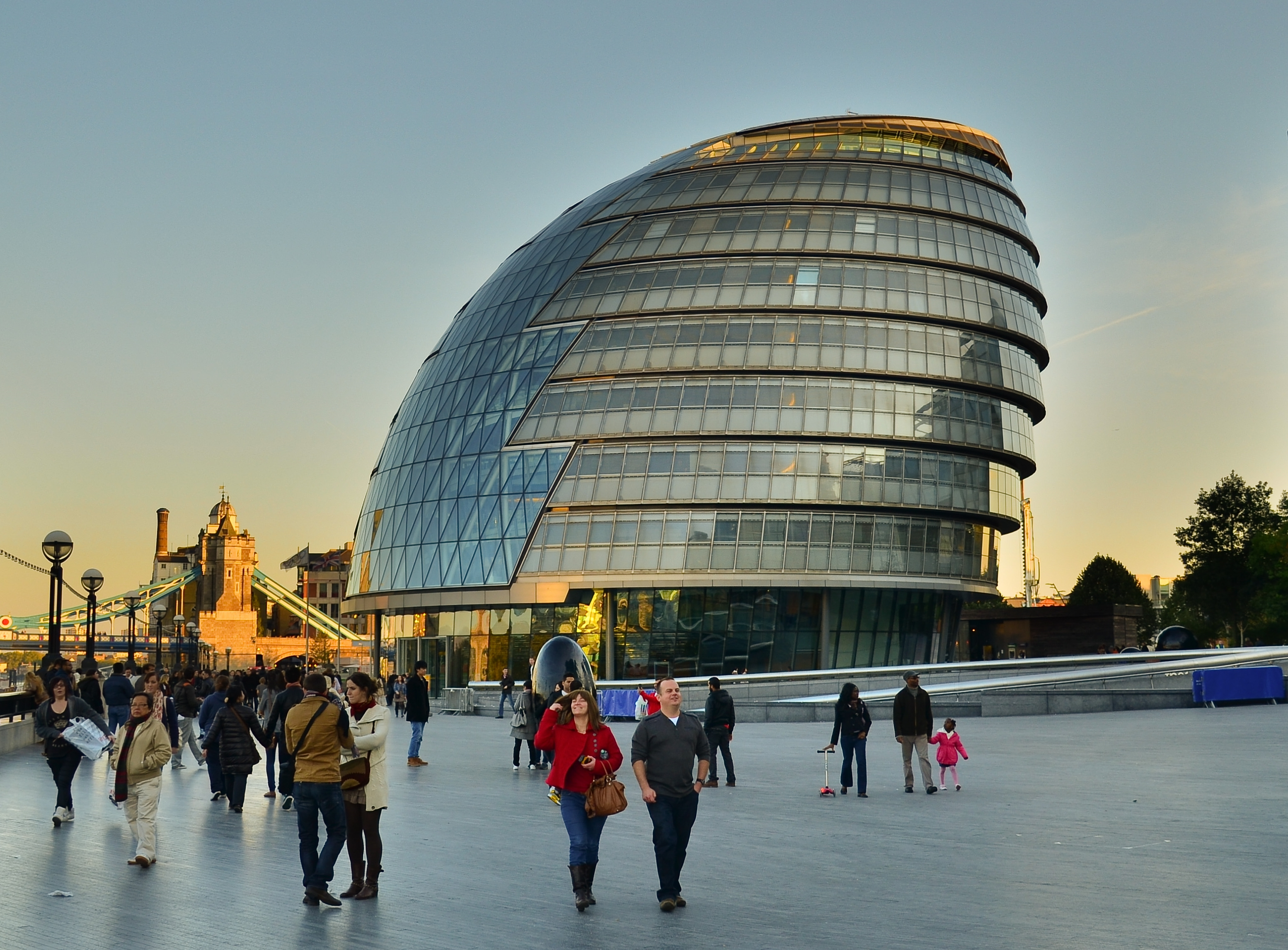
Prefeitura de Londres, Inglaterra.
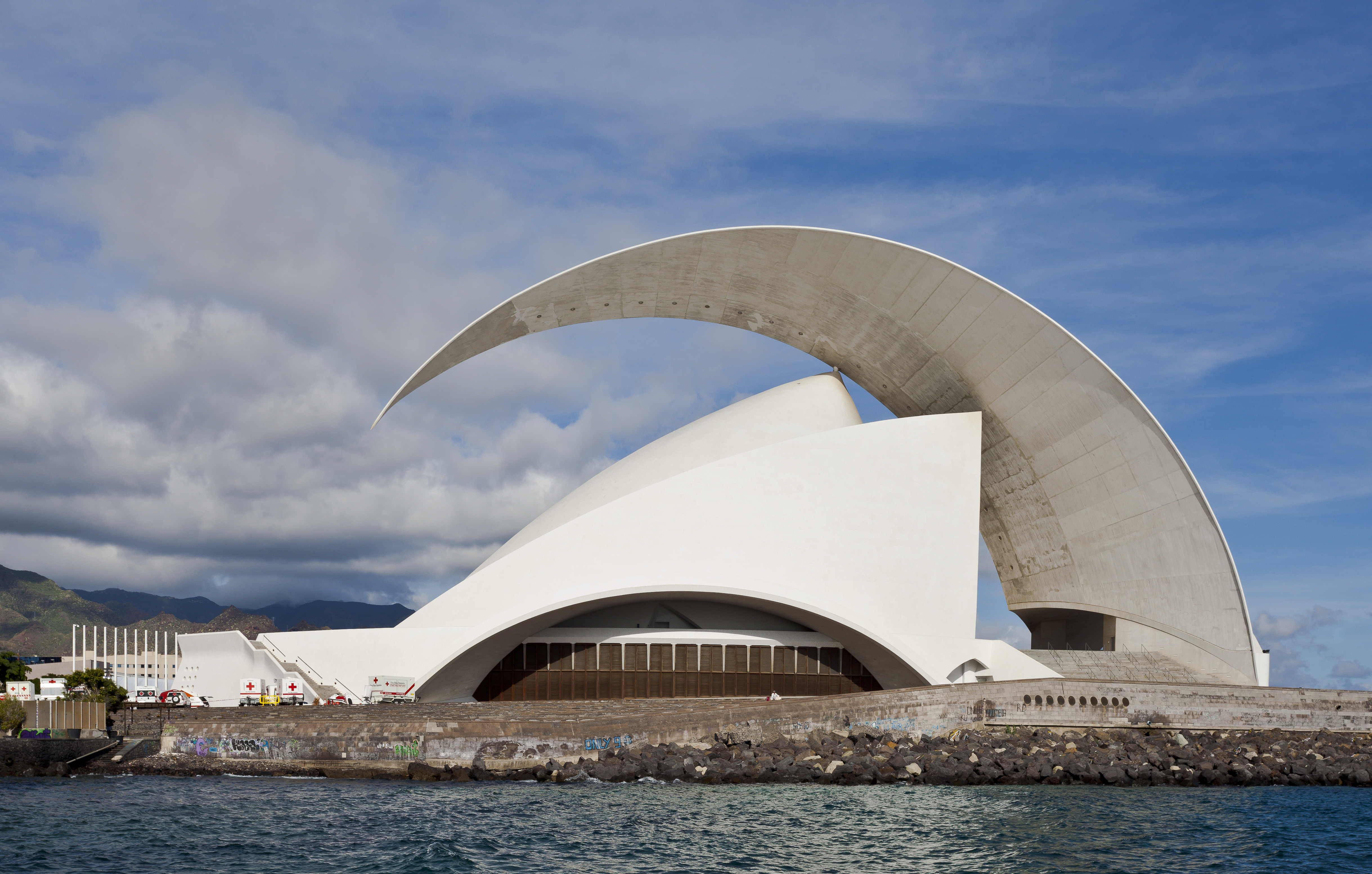
Auditório de Tenerife, nas Ilhas Canárias, Espanha.

## Disciplina

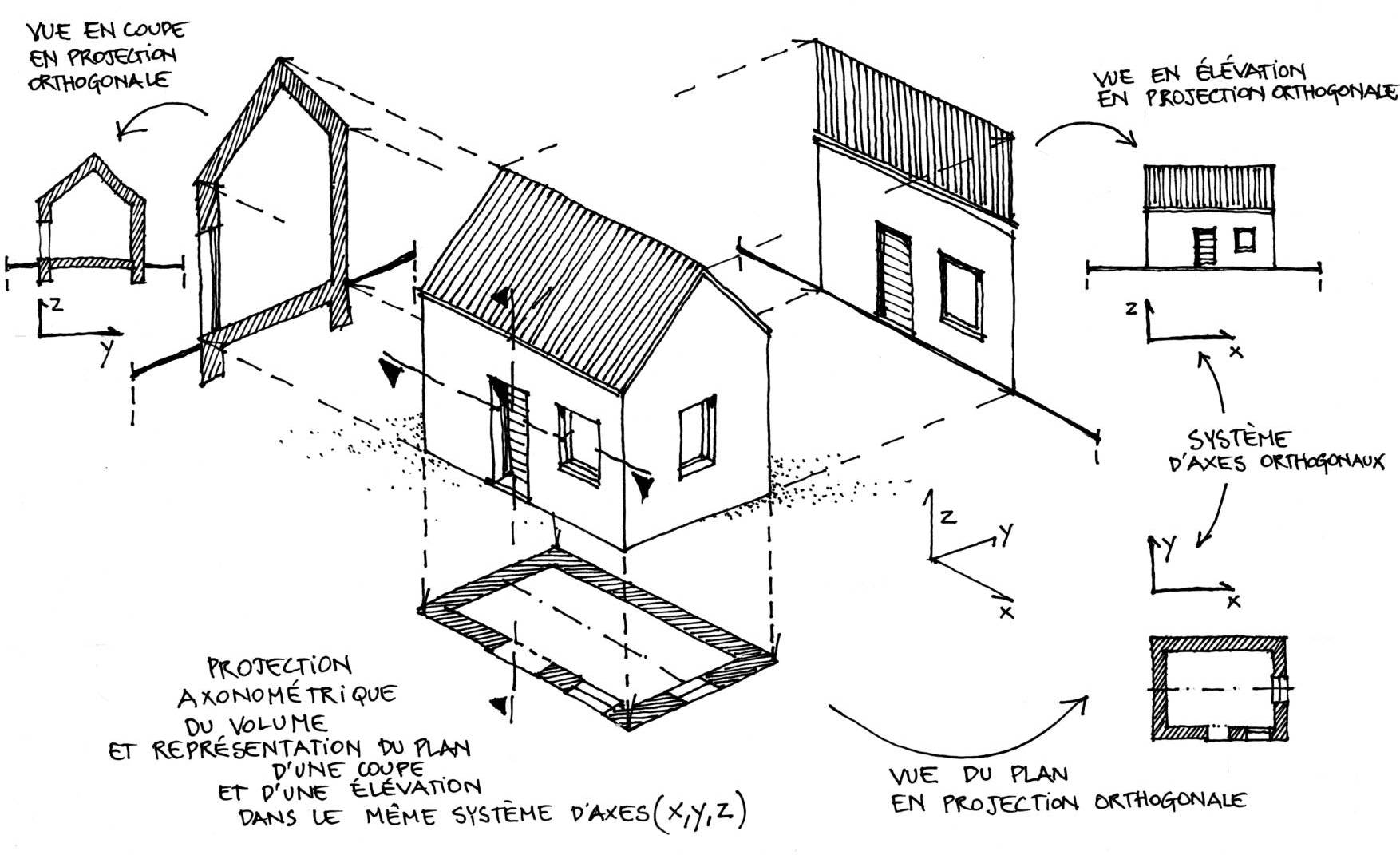
Representação tridimensional (ao centro) com as vistas frontal em corte (a esquerda), a planta baixa (a direita, abaixo) e a lateral (a direita, acima).

A arquitetura, enquanto área multidisciplinar, se estende por várias escalas, desde o interior de uma residência até a macroescala do planejamento urbano e regional. Nessas escalas, diferentes áreas influenciam nas diretrizes dos projetos, desde aspectos de conforto ambiental até características socioculturais, e naturalmente a especialização para cada área é inevitável. Assim, apesar de se dizer arquitetura se estender por todas as áreas, os projetos de edificações são a área de arquitetura propriamente dita, enquanto outros tipos de projeto são de suas especializações, como o urbanismo.

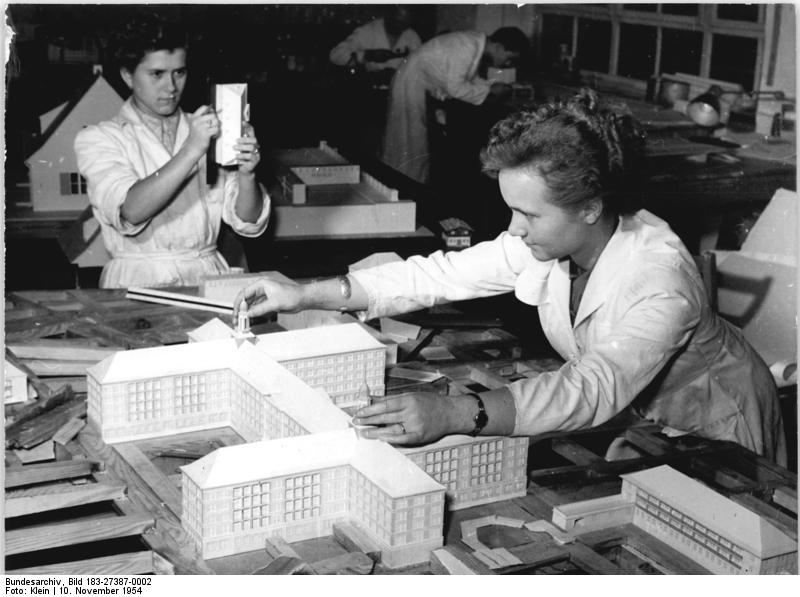
Mesmo com o surgimento das maquetes eletrônicas, as maquetes físicas ainda são muito usadas por arquitetos na concepção formal do projeto e nas demonstrações.

Em comum, os projetos costumam ser representados através do desenho arquitetônico - com plantas dos mais diversos tipos, como as plantas baixas, vistas de cortes e fachadas, elevações - e outros recursos como mapas, planilhas, gráficos, diagramas, desenhos, maquetes físicas e eletrônicas e imagens renderizadas para transmitir as informações do projeto para o leitor, seja o cliente, as autoridades, a população ou outros profissionais, como os engenheiros e os responsáveis pela execução. Apesar do desenho a mão ainda ser usado nas etapas de esboço, os projetos atuais usam de recursos de tecnologia como o desenho arquitetônico assistido por computador, os softwares de modelagem tridimensional, os softwares de renderização, os softwares de modelagem da informação da construção, entre outros.

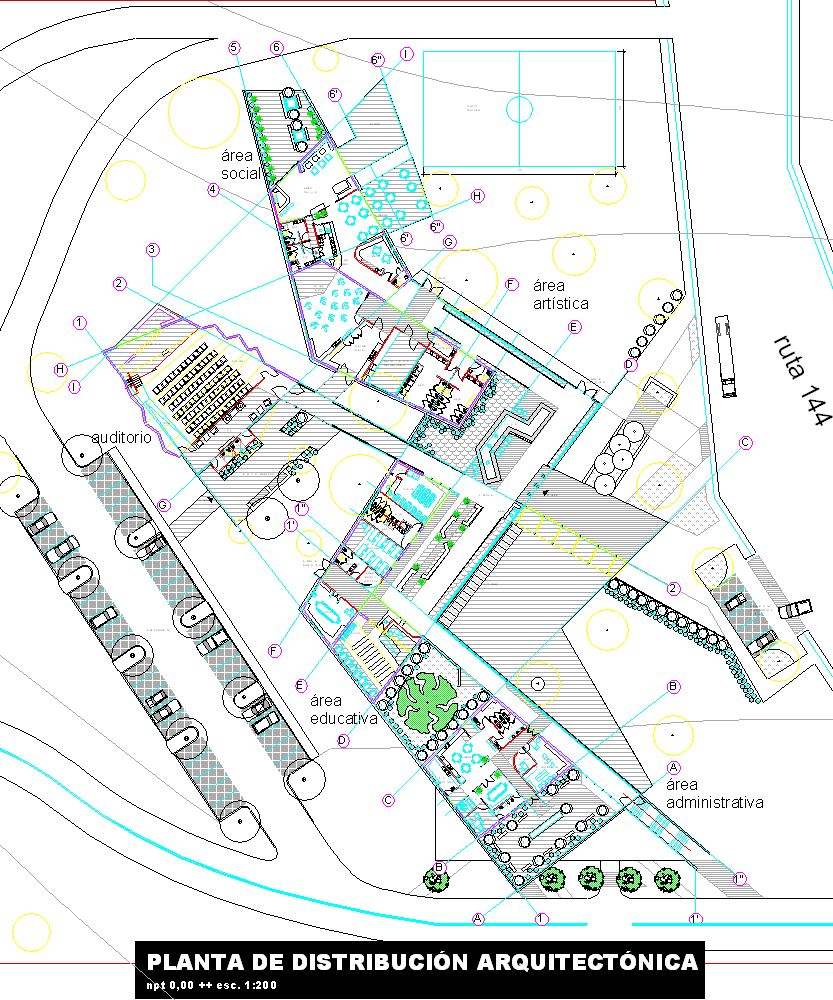
Um projeto arquitetônico, feito com CAD.

Dada sua complexidade, projetos costumam ser feitos por uma equipe de arquitetos, geralmente por um escritório de arquitetura, organização especializada em uma ou mais áreas da profissão. O projeto arquitetônico e o de interiores costumam ser os mais famosos, tendo profissionais conhecidos por toda a história, especialmente no arquitetônico, apesar de muitos nomes famosos também em outras áreas. Os mais famosos arquitetos da atualidade são conhecidos como starchitect - neologismo anglófono que pode ser traduzido como "arquiteto-estrela" - por seu reconhecimento, fama e prêmios, apesar de que muitos consideram o termo pejorativo ou desrespeitoso, visto que eles não trabalham sozinhos ou muitas vezes criam obras apenas e somente se puderem fazer algo icônico e de apelo popular, seja por solicitação do cliente ou por interesse próprio.

### Projeto arquitetônico
O projeto arquitetônico, ou seja, projetar edificações, é uma das principais áreas da arquitetura, e pode ser considerada sua área central. Com diversas etapas, que vão desde a concepção criativa até a entrega do projeto executivo, o projeto é a concepção de uma obra e precede toda construção. Por sua complexidade, sua duração pode ser de meses ou até anos. Projetos podem variar em tamanho e escala, desde uma pequena residência até um grande conjunto habitacional, e podem ter usuários, objetivos e temáticas variados. Existem arquiteturas voltadas ao uso público, ao privado e a ambos ao mesmo tempo. Existem arquiteturas de luxo, voltadas a classes abastadas, e arquiteturas voltadas a classes sociais mais vulneráveis, como as habitações de interesse social. Existem arquiteturas utópicas que não tem por objetivo serem construídas de fato, arquiteturas influenciadas por limitações financeiras, socioculturais ou geográficas, e arquiteturas que trabalham com objetivos específicos como o conforto bioclimático, entre muitas outras. Cada projeto tem suas próprias características.
Em geral, os projetos consistem em três fases: na primeira, são estabilizadas as diretrizes bases do projeto, seu desenho inicial - geralmente croquis e esboços - e as limitações, como o terreno e os recursos, com os estudos preliminares. Em seguida, a fase de anteprojeto, onde os primeiros projetos técnicos ou visuais são criados, para serem analisados pelo contratante e/ou pelas autoridades - estas fazem o licenciamento, o que acarreta na criação de um projeto legal, a ser aprovado. Após passar pela revisão do cliente e das autoridades, o projeto chega a fase final, onde será compatibilizado com outros projetos complementares, como o hidráulico e o elétrico, e finalmente vai para a execução - esta versão final é chamada, por isso, de projeto executivo, incluindo todos os projetos com as modificações das etapas anteriores, orçamentos e detalhes de execução.

### Projeto de interiores

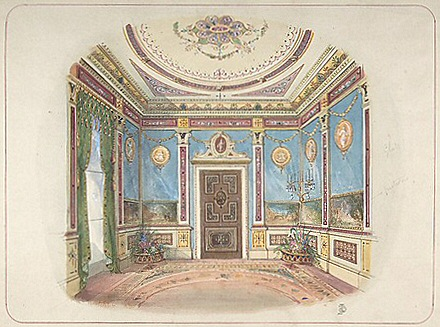
Um desenho de interiores do século XIX.

Também conhecido como design de interiores, trata-se de um projeto voltado para a composição e decoração de ambientes internos usando de técnicas cenográficas e de conforto ambiental, ergonômico e visual, procurando conciliar conforto, praticidade e beleza. É o braço da arquitetura que confere comodidade e qualidade aos espaços ocupando-se das técnicas e normas que envolvem a acústica, a iluminação, os requisitos elétricos, a imagem e a ergonomia, que são projetados dentro de espaços interiores, sejam eles particulares comerciais. O projeto de interiores muitas vezes é oferecido a parte do curso de arquitetura nas universidades, apesar das profissões serem próximas, e não é incomum o profissional trabalhar como autônomo, dada a escala menor.

### Paisagismo

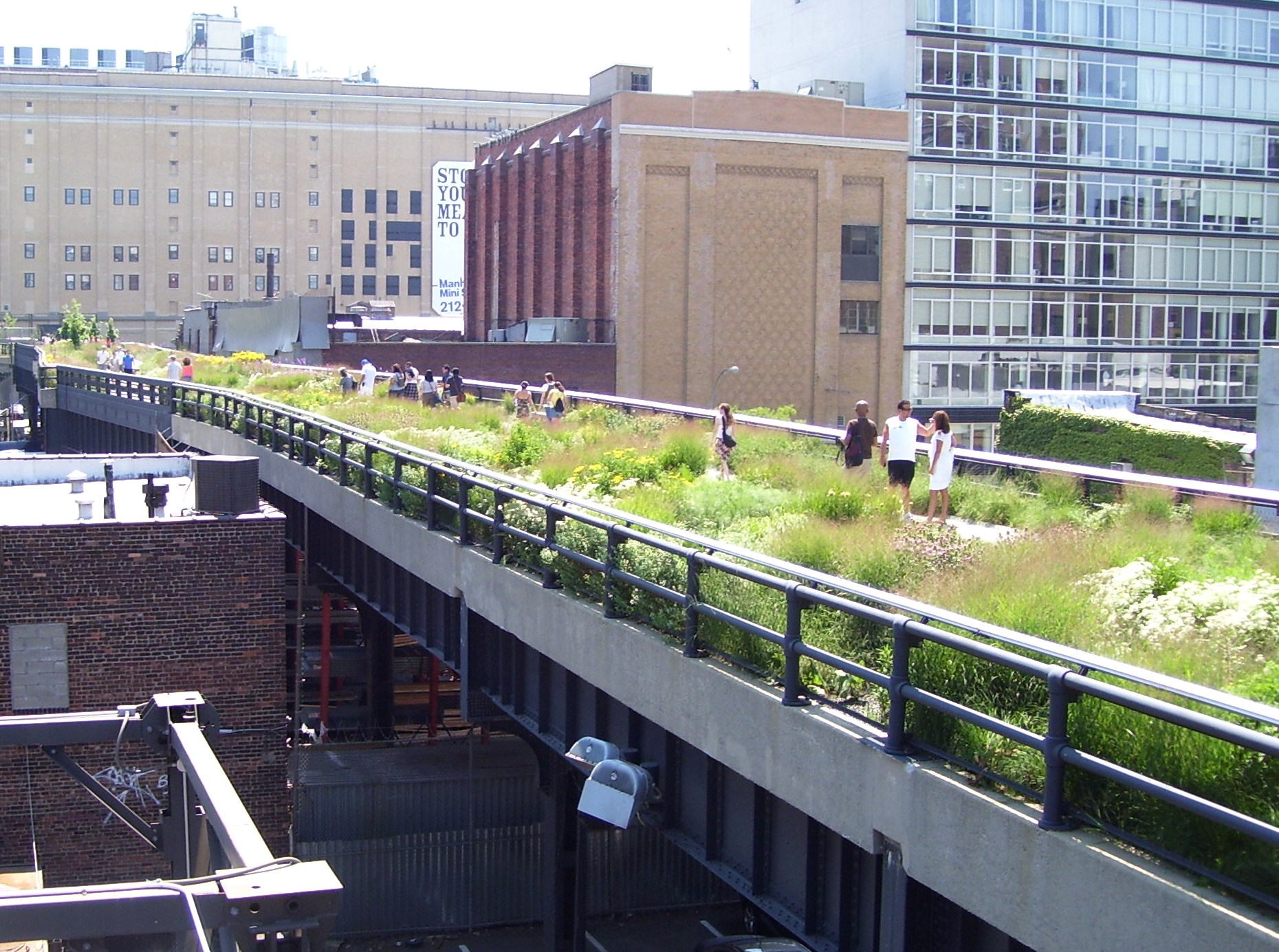
O High Line, em Nova Iorque, exemplo famoso de urbanismo e paisagismo para recuperação de áreas ociosas.

O paisagismo é a criação de projetos de áreas externas, englobando tudo que interfere na paisagem externa as edificações. Em geral, é associado a parques e vegetação em geral, mas inclui todo o desenho urbano externo - pode estar relacionado ao projeto arquitetônico ou ao urbanístico, ou a ambos, dependendo da escala. O projeto de paisagem pode variar desde a criação de parques e vias públicas até o planejamento de campi e parques corporativos, desde o projeto de jardins até o gerenciamento de grandes áreas selvagens ou a recuperação de paisagens degradadas como minas ou aterros sanitários.

### Restauração
A restauração é um conjunto de atividades que visam a restabelecer danos decorrentes do tempo em, por exemplo, edificações históricas. Relacionado diretamente a história, o restauro atual tende a preservar ao máximo a integridade dos edifícios históricos sempre e quando eles tem um valor artístico e cultural. Por suas características particulares, um projeto de restauro e/ou intervenção é mais lento e requer mais paciência e delicadeza do profissional, com uma pesquisa histórica refinada e um cuidado com patologias, danos e a manutenção do material original quando possível.

### Urbanismo, planejamento urbano e regional

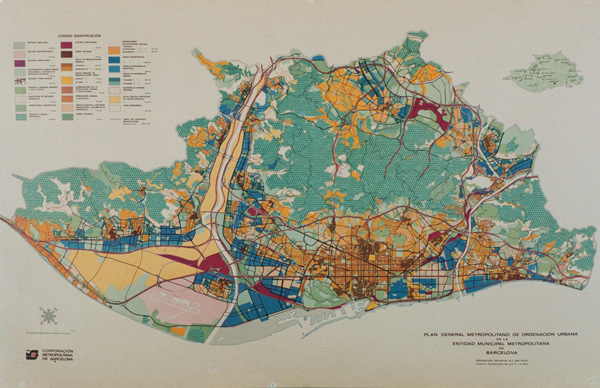
O plano diretor de Barcelona.

O urbanismo é a área de estudos relacionada com estudo, regulação, controle e planejamento das cidades, sendo o planejamento urbano sua aplicação projetual, através de processos de produção, estruturação e apropriação do espaço urbano, levando em conta que a própria cidade e seus processos interferem no seu planejamento. Apesar de existirem diferenças de definição entre urbanismo e planejamento urbano, a divisão dos dois termos são pouco claras na prática, sendo muitas vezes considerados ambíguos.

## Ensino e prática profissional

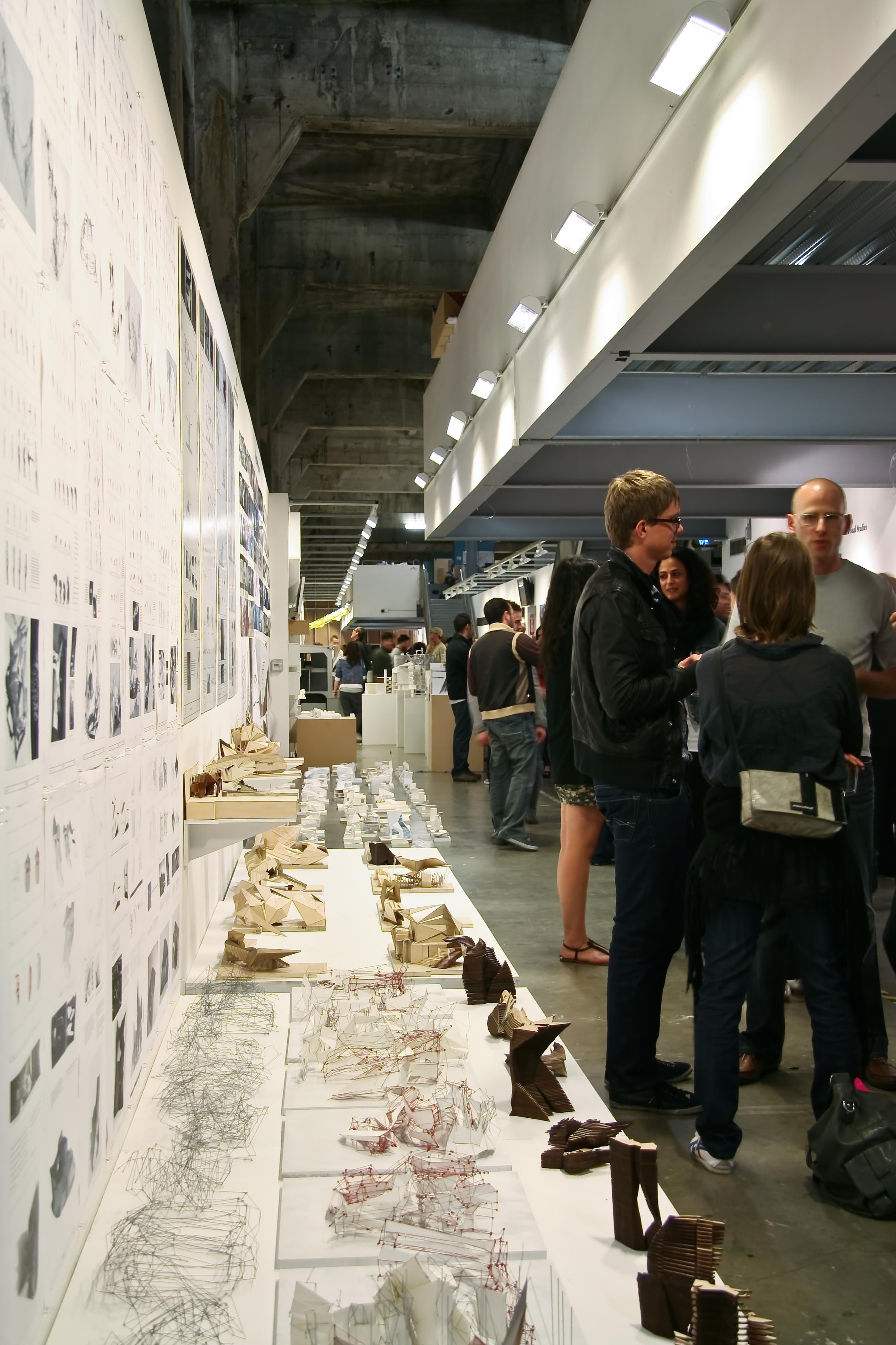
Uma apresentação final de projetos na SCI-Arc, escola de arquitetura dos Estados Unidos.

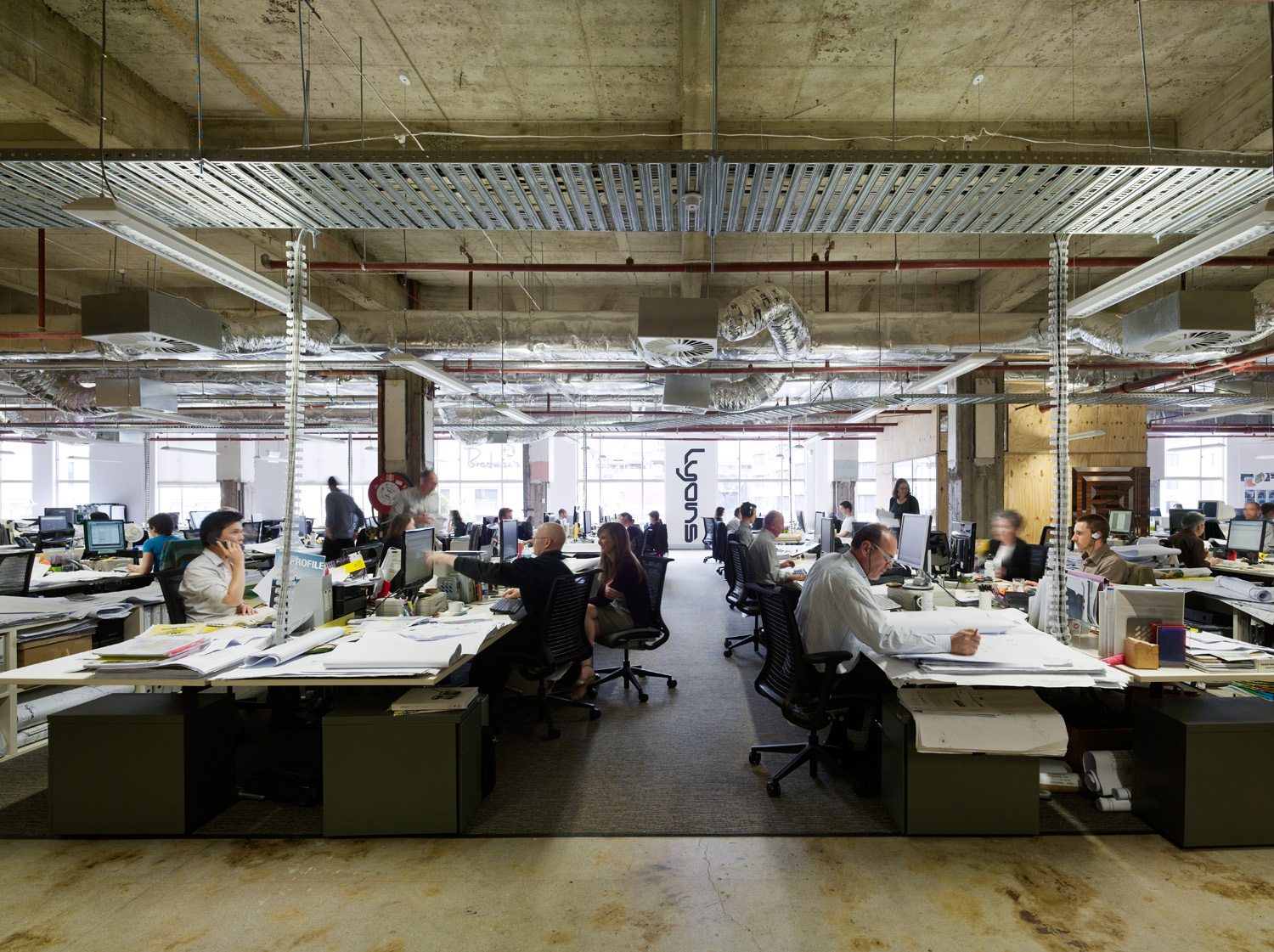
Um escritório de arquitetura na Austrália.

Embora a arquitetura trate do projeto de paredes, colunas, pisos, tetos e outros elementos construtivos tal qual a engenharia, seu objetivo é criar espaços significativos onde os seres humanos possam desenvolver todo tipo de atividades. É nesse "sentido" que a arquitetura (como arte) pode ser distinguida da mera construção. É assim que é capaz de condicionar o comportamento do homem no espaço, tanto física quanto emocionalmente. Embora atualmente se considere que a principal atividade da arquitetura é o projeto de espaços para o abrigo, somente a partir do século XIX os arquitetos começaram a se preocupar com o problema da acomodação, habitabilidade e a higiene das casas e estender seu escopo de ação além dos monumentos e edifícios representativos.
A evolução para a especialização e a separação das áreas de trabalho é semelhante à de outras profissões. A especialização no espaço interno e na criação de objetos utilizados em edifícios, como móveis, resultou no nascimento da profissão de design industrial e no design de interiores. Os profissionais que projetam e planejam o desenvolvimento de sistemas urbanos são urbanistas e planejadores urbanos - em alguns países, estes são ensinados de forma separada, enquanto em outros suas atribuições são desenvolvidas por arquitetos e engenheiros, em conjunto ou independentemente. O mesmo ocorre com os profissionais restauradores e paisagistas. No Brasil, por exemplo, os cursos de graduação incluem - e são chamados de - arquitetura e urbanismo, e as outras áreas estão abrangidas dentro do curso. Mas há também especializações e cursos separados, especialmente de design de interiores. Já em Portugal, arquitetura é um curso separado de outras áreas como a arquitetura de interiores ou o urbanismo.
A licença para arquitetos é geralmente feita por órgãos reguladores estatais, como acontece na Austrália, no Brasil, no Canadá e nos Estados Unidos. Para tanto, é necessário ter completado a graduação em arquitetura e em alguns lugares, uma prova.

### Entidades
A entidade máxima da arquitetura mundial, reconhecida pelas Nações Unidas, é a União Internacional de Arquitetos (UIA). Essa entidade realiza congressos mundiais a cada três anos: é o Congresso Mundial de Arquitetos, o mais prestigiado encontro de profissionais do mundo. Portugal sediou o 3º Congresso, em 1953, quando aconteceu em Lisboa, e o Brasil sediou o 27º Congresso, que aconteceu no Rio de Janeiro em 2021. Ainda existem entidades nas áreas específicas, como a Federação Internacional de Arquitetos Paisagistas (IFLA). Regionalmente, existem entidades como a Federação Pan-americana de Associações de Arquitetos (FPAA), a União Africana de Arquitetos (AUA) e o Conselho dos Arquitetos da Europa (CAE).

#### Na lusofonia

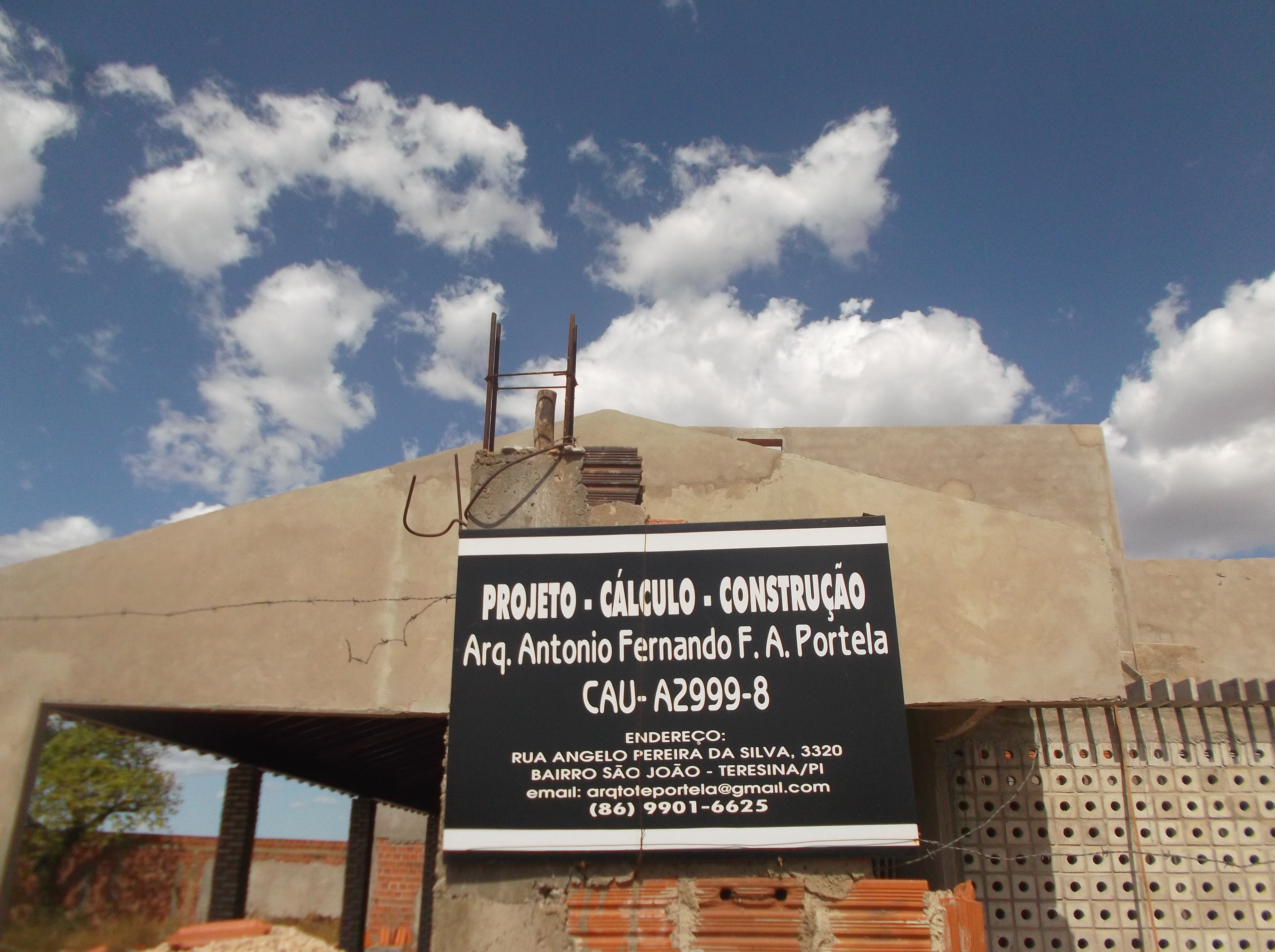
Placa de obra com o registro local do arquiteto responsável na entidade reguladora - no caso, arquitetos no Brasil são regulados pelo CAU/BR.

Existe uma entidade lusófona, o Conselho Internacional de Arquitetos de Língua Portuguesa (CIALP), que congrega as associações nacionais de Angola, Brasil, Cabo Verde, Guiné-Bissau, Moçambique, Portugal e São Tomé e Príncipe e também as de Macau, na China, e Goa, na Índia. O CIALP é parceiro da União Internacional dos Arquitectos (UIA) e observador consultivo da Comunidade dos Países de Língua Portuguesa (CPLP).
Angola tem como entidade profissional a Ordem dos Arquitectos de Angola (OAA).
O Brasil tem o Conselho de Arquitetura e Urbanismo do Brasil (CAU/BR) como entidade reguladora. O Instituto de Arquitetos do Brasil (IAB) é a entidade profissional mais antiga, sendo o representante nacional na UIA e no CIALP, mas sem a função de regulação. Até 2010, isso era feito pelo Conselho Regional de Engenharia, Arquitetura e Agronomia (CONFEA), e naquele ano foi sancionada a lei que criou o CAU, que aconteceu graças a luta do IAB e de outras entidades da área. No Brasil existem ainda entidades sindicais - a Federação Nacional de Arquitetos (FNA) em âmbito nacional, e as entidades sindicais estaduais em alguns estados; a Federação Nacional de Estudantes de Arquitetura e Urbanismo (FeNEA), que é a entidade estudantil nacional, e as associações, como a de escritórios - a Associação Brasileira dos Escritórios de Arquitetura (AsBEA); a de ensino de arquitetura, a Associação Brasileira de Ensino de Arquitetura e Urbanismo (ABEA); e a de paisagistas, a Associação Brasileira de Arquitetos Paisagistas (ABAP).
Cabo Verde tem como entidade profissional a Ordem dos Arquitectos de Cabo Verde.
Goa é representada por uma seção do Instituto Indiano de Arquitetos (IIA).
Guiné-Bissau tem como entidade a União dos Arquitectos da Guiné-Bissau (UAGB).
Macau tem como organização a Associação dos Arquitectos de Macau (AAM).
Em Moçambique, o órgão regulador de arquitetura, planejamento urbano e urbanismo está em processo de criação nas instâncias legais. Por enquanto, existem apenas associações livres de arquitetos como a Arquitrave e a Associação Moçambicana de Arquitectos (ArchiMoz).
Portugal possuí como entidade profissional e órgão regulador a Ordem dos Arquitetos (OA). É a 5ª maior associação profissional do país.
São Tomé e Príncipe tem como entidade profissional a Ordem dos Engenheiros e Arquitetos de S. Tomé e Príncipe.

## Prêmios
| |  |  |
| O brasileiro Paulo Mendes da Rocha e o português Eduardo Souto de Moura, os mais recentes ganhadores do Pritzker de seus países. |  |  |

O prêmio mais famoso e prestigiado da arquitetura, considerado equivalente ao Nobel da profissão, é o Pritzker, criado em 1979 pela Fundação Hyatt, gerida pela família Pritzker. Outros prêmios mundiais importantes incluem a Medalha de Ouro da União Internacional de Arquitetos, que é dada cada três anos em seu Congresso, e ainda o Leão de Ouro da Bienal de Arquitetura de Veneza, o Prêmio de Arquitetura Contemporânea Mies van der Rohe e o Praemium Imperiale, entre outros.

## Datas
Atualmente o Dia Mundial da Arquitetura é celebrado na primeira segunda de outubro, junto com o Dia Mundial do Habitat. Essa data foi estabelecida pela União Internacional de Arquitetos (UIA) em 2005, sendo que antes era celebrado no dia 1º de julho - data ainda lembrada em alguns países - por ser o dia da fundação da própria UIA em 1947.
Outras áreas relacionadas a arquitetura também têm suas datas, como o Dia Mundial do Urbanismo, celebrado no dia 8 de novembro.
No Brasil, o dia do arquiteto, antes comemorado no mesmo dia que o do engenheiro, 11 de dezembro - visto que nesta data tanto engenharia quanto arquitetura foram regulamentadas no país - é desde 2011 celebrado no dia do nascimento do mais conhecido arquiteto brasileiro, Oscar Niemeyer: 15 de dezembro.
Em Portugal, o dia do arquitecto é celebrado no dia 3 de Julho, data de publicação do Estatuto da Ordem dos Arquitectos em 1998 e da revogação do Decreto n.º 73/1973 com a publicação da Lei 31, que estabelece a qualificação profissional exigível aos profissionais, em 2009.